# Heinrich Heine

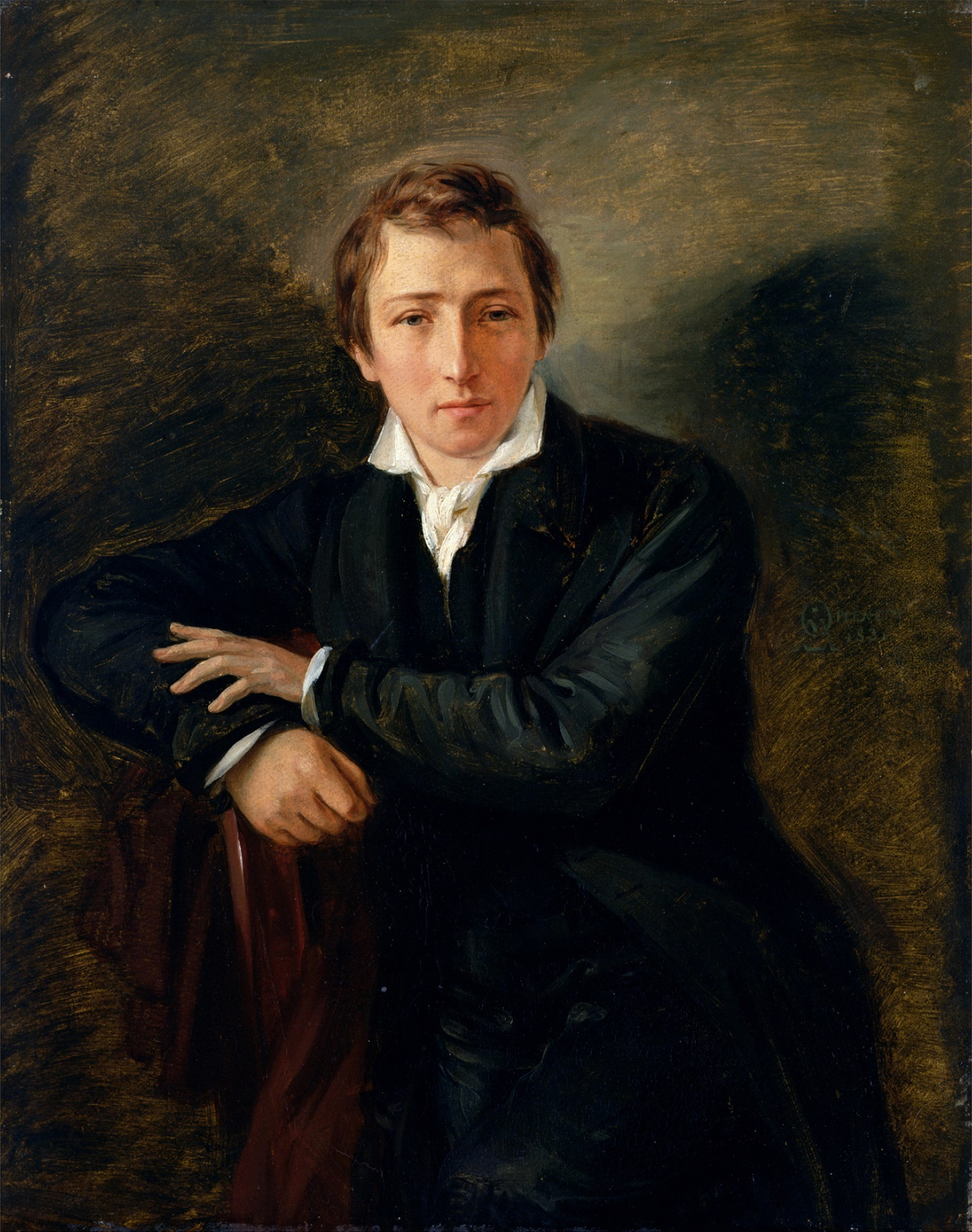
Heinrich Heine (Gemälde von Moritz Daniel Oppenheim, 1831)

Christian Johann Heinrich Heine (* 13. Dezember 1797 als Harry Heine in Düsseldorf, Herzogtum Berg; † 17. Februar 1856 in Paris) war einer der bedeutendsten deutschen Dichter, Schriftsteller und Journalisten des 19. Jahrhunderts.
Er gilt als einer der letzten Vertreter und zugleich als Überwinder der Romantik, machte die Alltagssprache lyrikfähig, erhob das Feuilleton und den Reisebericht zur Kunstform und verlieh der deutschen Literatur eine zuvor nicht gekannte, elegante Leichtigkeit. Die Werke kaum eines anderen Dichters deutscher Sprache wurden bis heute so häufig übersetzt und vertont. Als kritischer, politisch engagierter Journalist, Essayist, Satiriker und Polemiker war Heine ebenso bewundert wie gefürchtet. Im Deutschen Bund mit Publikationsverboten belegt, verbrachte er seine zweite Lebenshälfte im Pariser Exil. Antisemiten und Nationalisten feindeten Heine wegen seiner jüdischen Herkunft und seiner politischen Haltung über den Tod hinaus an. Die Außenseiterrolle prägte sein Leben, sein Werk und dessen Rezeptionsgeschichte.

## Leben und Werk

### Herkunft, Jugend und Lehrjahre

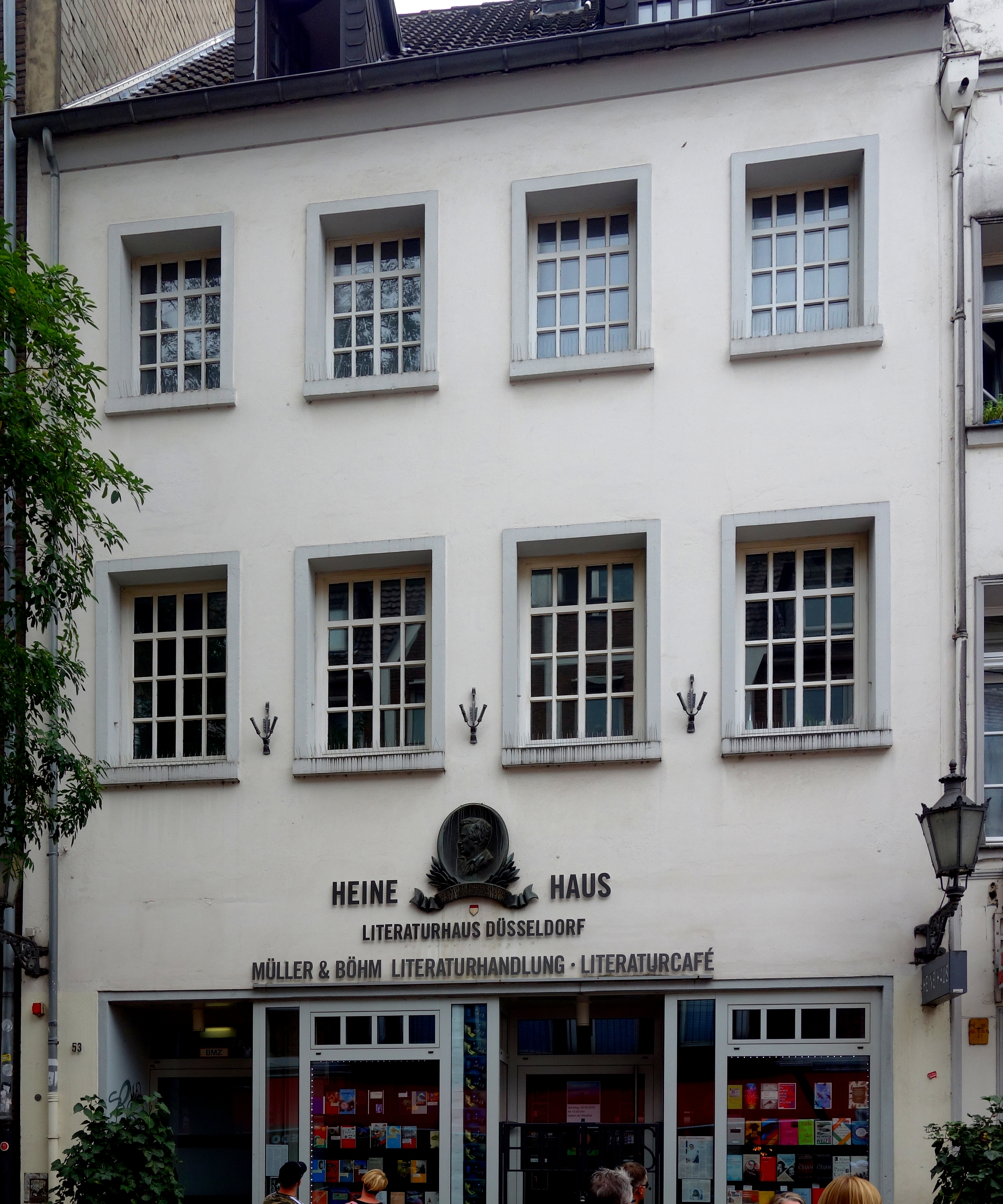
Geburtshaus von Heinrich Heine, Bolkerstraße 53 in Düsseldorf

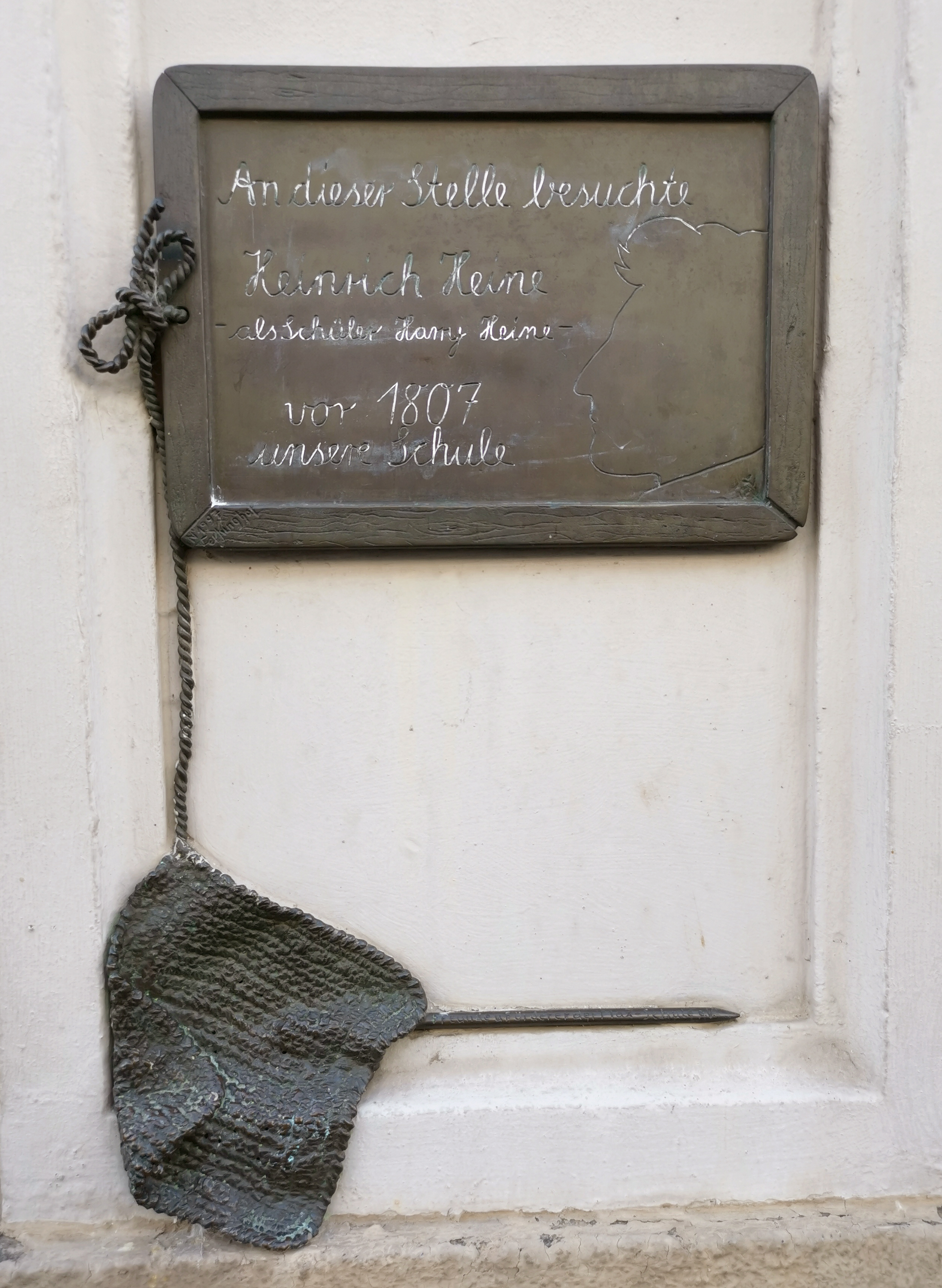
Erinnerungstafel für den Schulbesuch in der Citadellstraße 2b (heute Max-Schule), Düsseldorf

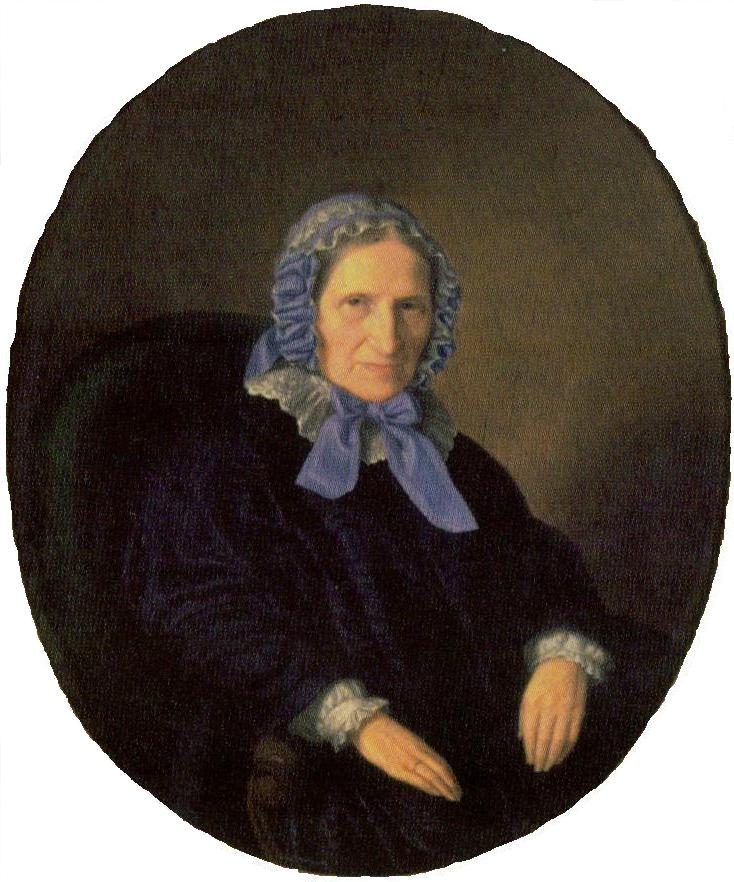
Betty Heine (Gemälde von Isidor Popper)

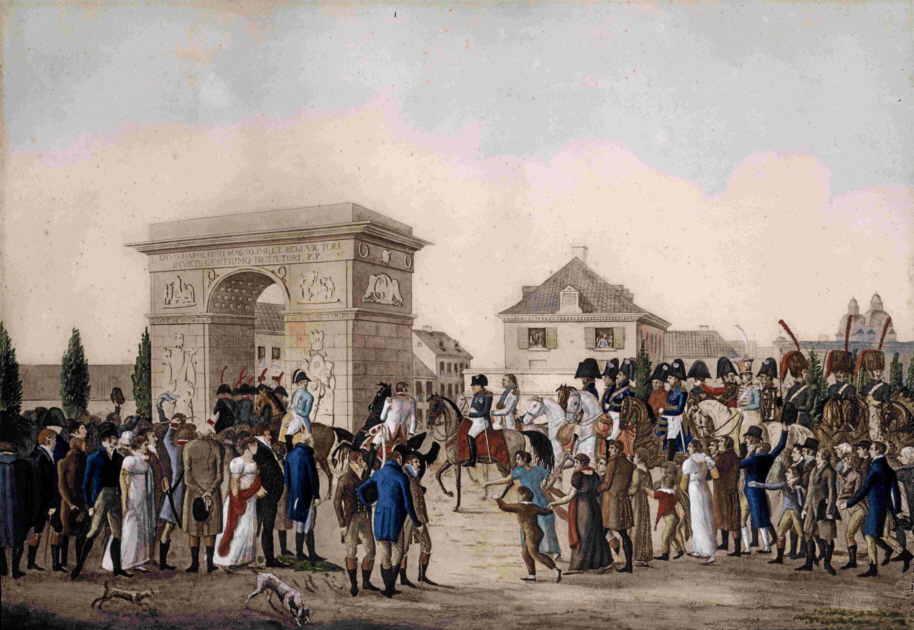
Napoleons Einzug in Düsseldorf im Jahr 1811 schilderte Heine in Ideen. Das Buch Le Grand, Kapitel VI (1826).

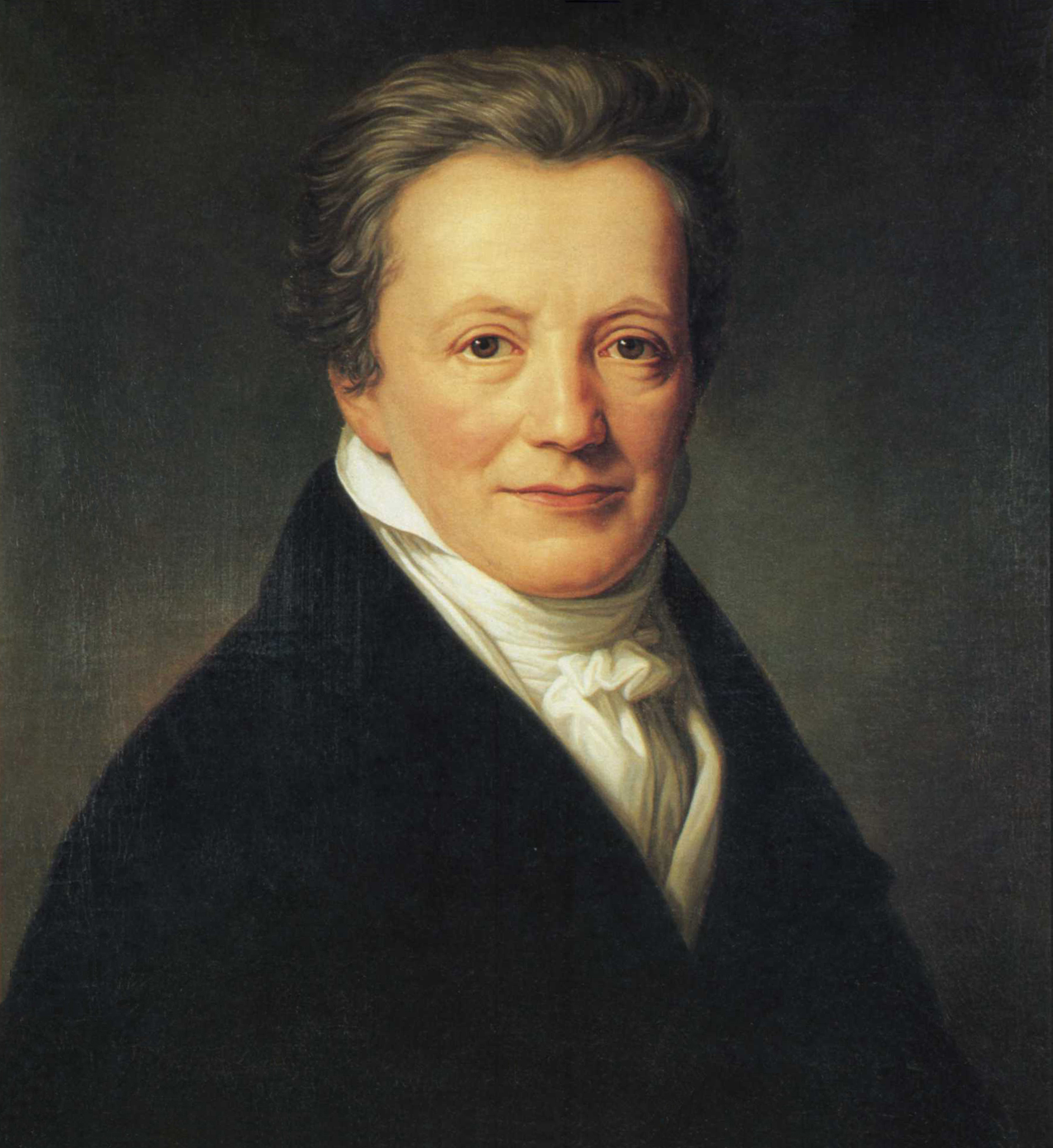
Salomon Heine (1767–1844); unterstützte als vermögender Onkel bis zu seinem Tod seinen Neffen Heinrich

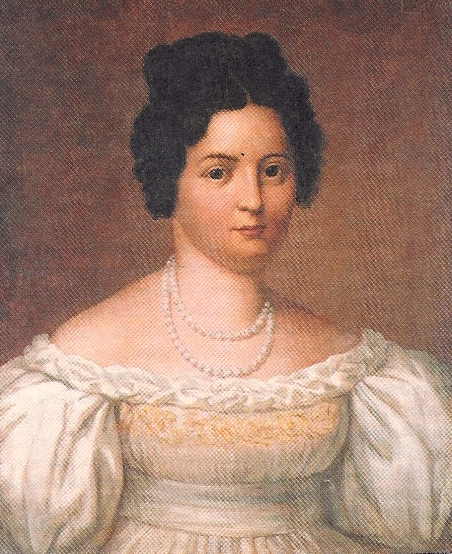
Amalie Heine, Heinrichs Cousine und erste große Liebe

„Die Stadt Düsseldorf ist sehr schön, und wenn man in der Ferne an sie denkt und zufällig dort geboren ist, wird einem wunderlich zu Muthe. Ich bin dort geboren und es ist mir, als müsste ich gleich nach Hause gehn. Und wenn ich sage nach Hause gehn, dann meine ich die Bolkerstraße und das Haus, worin ich geboren bin […]“

Heines Geburtsort ist also bekannt, über sein genaues Geburtsdatum herrscht dagegen bis heute Unklarheit. Alle zeitgenössischen Akten, die darüber Auskunft geben könnten, sind im Laufe der letzten 200 Jahre verloren gegangen. Heine selbst bezeichnete sich scherzhaft als „ersten Mann des Jahrhunderts“, da er in der Neujahrsnacht 1800 geboren sei. Gelegentlich gab er auch 1799 als Geburtsjahr an. In der Heine-Forschung gilt heute der 13. Dezember 1797 als wahrscheinlichstes Geburtsdatum. Im Februar 1798 trug der bergische Landesrabbiner Löb Scheuer ihn – möglicherweise anlässlich seiner Beschneidung – als „Hery Heine“ in das Register der jüdischen Gemeinde Düsseldorf ein.
Die Familie Heine ist seit dem 17. Jahrhundert in Bückeburg nachgewiesen. Harry Heine – so sein Geburtsname – war das älteste von vier Kindern des Tuchhändlers Samson Heine und dessen Frau Betty (eigentlich Peira), geborene van Geldern. Sie war eine Tochter des angesehenen Arztes Gottschalk van Geldern, der bis 1795 der Judenschaft in Jülich-Berg vorgestanden hatte, sowie die Urenkelin des kurfürstlichen Hofkammeragenten Joseph Jacob van Geldern, in dessen Wohnhaus zu Beginn des 18. Jahrhunderts die erste Synagoge Düsseldorfs eingerichtet worden war. Über die Familie seiner Mutter war Heine ein Cousin dritten Grades von Karl Marx, mit dem er sich später anfreundete. Seine Geschwister waren
- Charlotte (* 18. Oktober 1800 in Düsseldorf; † 14. Oktober 1899 in Hamburg),[4][5]
- Gustav (* ca. 1803[6] in Düsseldorf; † 15. November 1886 in Wien), der spätere Baron Heine-Geldern und Herausgeber des Wiener Fremden-Blatts, sowie
- Maximilian (* ca. 1804[7] oder nach älteren Angaben ca. 1806 in Düsseldorf;[8][9] † 1879), später Arzt in Sankt Petersburg.

Die Geschwister wuchsen in einem Elternhaus auf, das vom Geist der Haskala, der jüdischen Aufklärung, geprägt und weitgehend assimiliert war. Alle drei gingen auf christliche Schulen, sobald ihnen dies gestattet war.
Harry Heine besuchte zunächst ab 1803 die israelitische Privatschule von Hein Hertz Rintelsohn. Als die kurpfälzisch-bayerische Regierung, der das Herzogtum Berg und dessen Hauptstadt Düsseldorf unterstanden, 1804 auch jüdischen Kindern den Besuch christlicher Schulen erlaubte, wechselte er auf die städtische Grundschule, die heutige Max-Schule in der Citadellstraße, und 1807 in die Vorbereitungsklasse des Düsseldorfer Lyzeums, des heutigen Görres-Gymnasiums, das im Sinne der Spätaufklärung wirkte. Das Lyzeum, das von katholischen Ordensgeistlichen geleitet wurde, besuchte er seit 1810. Er und sein Bruder Maximilian waren dort für lange Zeit die einzigen jüdischen Schüler. Im Jahr 1814 verließ Heine das Lyzeum ohne Abgangszeugnis, da er sich, der Familientradition folgend, an einer Handelsschule auf einen kaufmännischen Beruf vorbereiten sollte.
Infolge der Französischen Revolution fielen Heines Kindheit und Jugend in eine Zeit großer Veränderungen. 1811 erlebte der 13-Jährige den Einzug Napoleons I. in Düsseldorf. Maximilian Joseph von Bayern hatte die Souveränität über das Herzogtum Berg 1806 an den Kaiser der Franzosen abgetreten. In manchen biografischen Schriften findet sich die unbegründete Annahme, Heine hätte aus diesem Grund Anspruch auf die französische Staatsbürgerschaft erheben können. Entgegen späteren Behauptungen des antisemitischen Historikers Heinrich von Treitschke hat er dies nie getan. Als Großherzogtum Berg wurde seine Heimat von 1806 bis 1808 von Napoleons Schwager Joachim Murat und von 1808 bis 1813 von Napoleon selbst regiert. Als Gliedstaat des Rheinbunds stand das Land unter starkem französischem Einfluss. Heine verehrte den Kaiser zeitlebens wegen der Einführung des Code civil, der 1804 in Kraft getreten war und Juden und Nicht-Juden gesetzlich gleichgestellt hatte. Nach dem Ende der Franzosenzeit erlebte Heine die politische und territoriale Neuordnung des Kontinents unter dem restaurativen Metternichschen System, das als Inbegriff von Verfolgung und Unterdrückung von Demokratie, Presse-, Meinungs- und Versammlungsfreiheit galt.
In den Jahren 1815 und 1816 arbeitete Heine als Volontär zunächst bei dem Frankfurter Bankier Rindskopff. Damals lernte er in der Frankfurter Judengasse das bedrückende und ihm bis dahin fremde Ghettodasein vieler ärmerer Juden kennen. Heine und sein Vater besuchten damals auch die Frankfurter Freimaurerloge Zur aufgehenden Morgenröte. Unter den Freimaurern erfuhren sie die gesellschaftliche Anerkennung, die ihnen als Juden ansonsten oft verwehrt blieb. Viele Jahre später, 1844, wurde Heine Mitglied der Loge Les Trinosophes in Paris.
1816 wechselte er ins Bankhaus seines wohlhabenden Onkels Salomon Heine in Hamburg. Dieser war, im Gegensatz zu seinem Bruder Samson, geschäftlich höchst erfolgreich und mehrfacher Millionär. Bis zu seinem Tod im Jahr 1844 unterstützte Salomon seinen Neffen finanziell, obwohl er wenig Verständnis für dessen literarische Interessen hatte. Überliefert ist sein Ausspruch: „Hätt’ er gelernt was Rechtes, müsst er nicht schreiben Bücher.“ Schon während seiner Schulzeit auf dem Lyzeum hatte Harry Heine erste lyrische Versuche unternommen. Seit 1815 schrieb er regelmäßig, und 1817 wurden in der Zeitschrift Hamburgs Wächter erstmals Gedichte von ihm veröffentlicht. Dennoch fühlte sich Heine in Hamburg nicht wohl. In Briefen an seinen Düsseldorfer Schulfreund Christian Sethe bezeichnete er die Stadt als „Schacherstadt“ und „verludertes Kaufmannsnest“, in dem es „Huren genug, aber keine Musen“ gebe. Nach der Literaturwissenschaftlerin Anna Danneck zeigte sich bereits hier, in der als materialistisch empfundenen Hamburger Umgebung, Heines Selbstverständnis als rebellischer Dichter.
Da Heine weder Neigung noch Talent für Geldgeschäfte mitbrachte, richtete sein Onkel ihm schließlich 1818 ein Tuchgeschäft ein. Aber „Harry Heine & Comp.“ musste bereits 1819 Konkurs anmelden. Der Inhaber hatte sich schon damals lieber der Dichtkunst gewidmet. Dem Familienfrieden abträglich war auch Harrys unglückliche Liebe zu seiner Cousine Amalie (1800–1838). Die unerwiderte Zuneigung verarbeitete er später in romantischen Liebesgedichten im Buch der Lieder. Die bedrückende Atmosphäre im Haus des Onkels, in dem er sich zunehmend unwillkommen fühlte, beschrieb er in dem Gedicht Affrontenburg.

### Studium in Bonn, Göttingen und Berlin

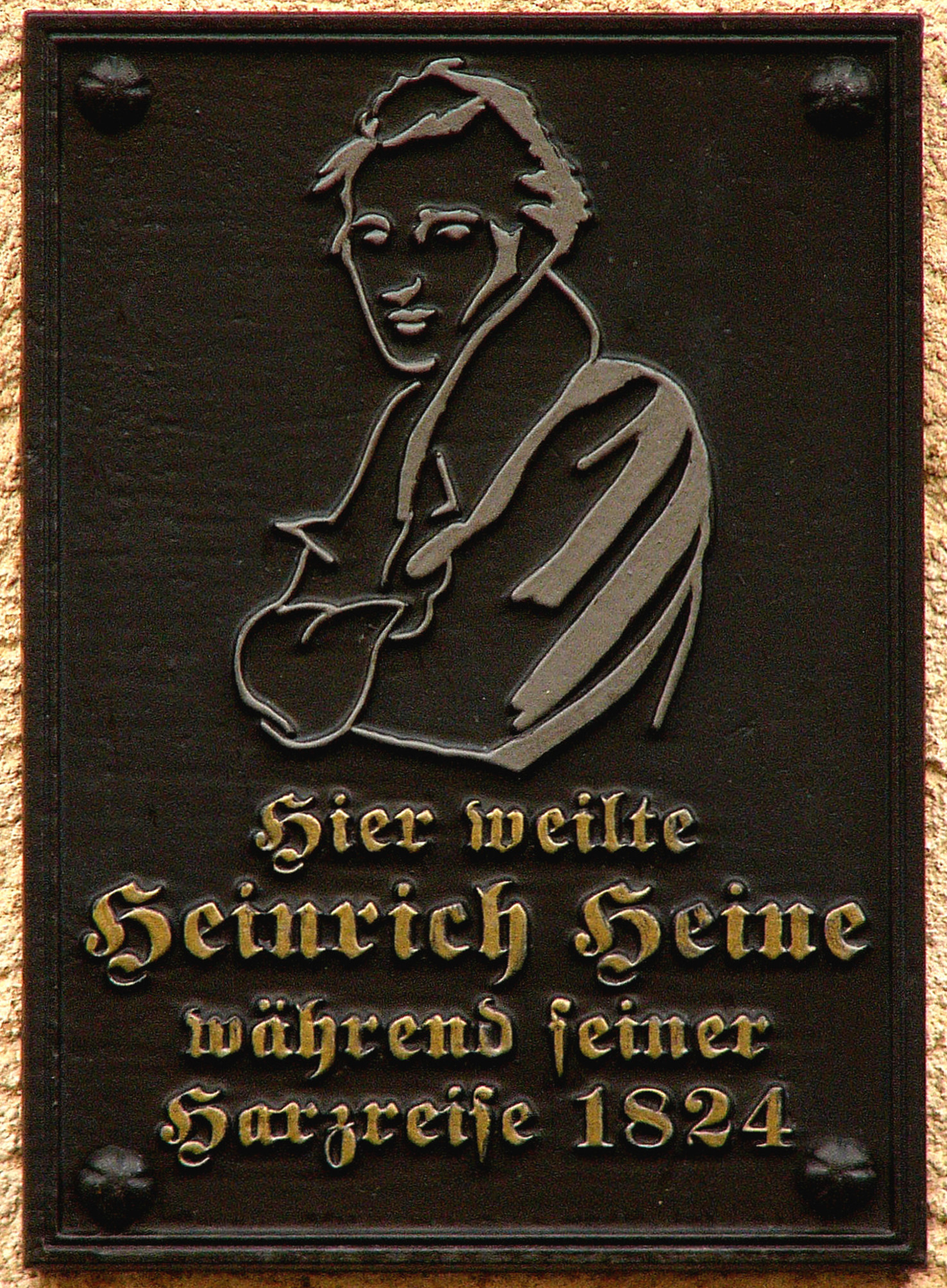
Gedenktafel am Haus Oberstraße 24 in Harzgerode

Wahrscheinlich bewogen die familiären Zwistigkeiten Salomon Heine schließlich dazu, dem Drängen des Neffen nachzugeben und ihm ein Studium fernab von Hamburg zu ermöglichen. 1819 nahm Heine das Studium der Rechts- und Kameralwissenschaft auf, obwohl ihn beide Fächer wenig interessierten. Zunächst schrieb er sich in die Rheinische Friedrich-Wilhelms-Universität Bonn ein und wurde Mitglied der Burschenschaft Allemannia, die unter dem Tarnnamen Allgemeinheit auftrat.
Heine belegte in Bonn nur eine einzige juristische Veranstaltung, dagegen hörte er im Wintersemester 1819/20 August Wilhelm Schlegels Vorlesung zur Geschichte der deutschen Sprache und Poesie. Der Mitbegründer der Romantik übte einen starken literarischen Einfluss auf den jungen Heine aus, was diesen aber nicht daran hinderte, sich in späteren Werken spöttisch über Schlegel zu äußern. Das Gleiche widerfuhr einem weiteren seiner Bonner Lehrer, Ernst Moritz Arndt, dessen nationalistische Ansichten Heine in späteren Gedichten und Prosatexten mehrfach aufs Korn nahm. In seiner Bonner Zeit übersetzte Heine Werke des romantischen englischen Dichters Lord Byron ins Deutsche.
Im Wintersemester 1820/21 ging er an die Georg-August-Universität Göttingen, die er als äußerst rückständig und geistig wenig anregend empfand. Positiv bewertete er lediglich die Vorlesung des Historikers Georg Friedrich Sartorius über deutsche Geschichte. Noch Jahre später beschrieb er die Universitätsstadt in Die Harzreise voller Sarkasmus und Ironie:

„Im Allgemeinen werden die Bewohner Göttingens eingetheilt in Studenten, Professoren, Philister und Vieh; welche vier Stände doch nichts weniger als streng geschieden sind. Der Viehstand ist der bedeutendste. Die Namen aller Studenten und aller ordentlichen und unordentlichen Professoren hier herzuzählen, wäre zu weitläuftig; auch sind mir in diesem Augenblick nicht alle Studentennamen im Gedächtnisse, und unter den Professoren sind manche, die noch gar keinen Namen haben. Die Zahl der göttinger Philister muß sehr groß seyn, wie Sand, oder besser gesagt, wie Koth am Meer; wahrlich, wenn ich sie des Morgens, mit ihren schmutzigen Gesichtern und weißen Rechnungen, vor den Pforten des akademischen Gerichtes aufgepflanzt sah, so mochte ich kaum begreifen, wie Gott nur so viel Lumpenpack erschaffen konnte.“

Bereits wenige Wochen nach seiner Ankunft musste Heine die Hochschule wieder verlassen. Der Universitätsleitung war zu Ohren gekommen, dass er seinen Kommilitonen Wilhelm Wibel wegen einer Beleidigung zum Duell gefordert hatte. Wibel als Beleidiger wurde daraufhin relegiert, während Heine das consilium abeundi erhielt. Nachdem Heine sich in einem Bordell eine Geschlechtskrankheit zugezogen hatte, schloss ihn wenig später auch die Burschenschaft, der er in Bonn beigetreten war, wegen „Vergehens gegen die Keuschheit“ aus. Klaus Oldenhage sieht den Ausschluss eher als Folge der antisemitischen Beschlüsse des Dresdner Burschentages von 1820.

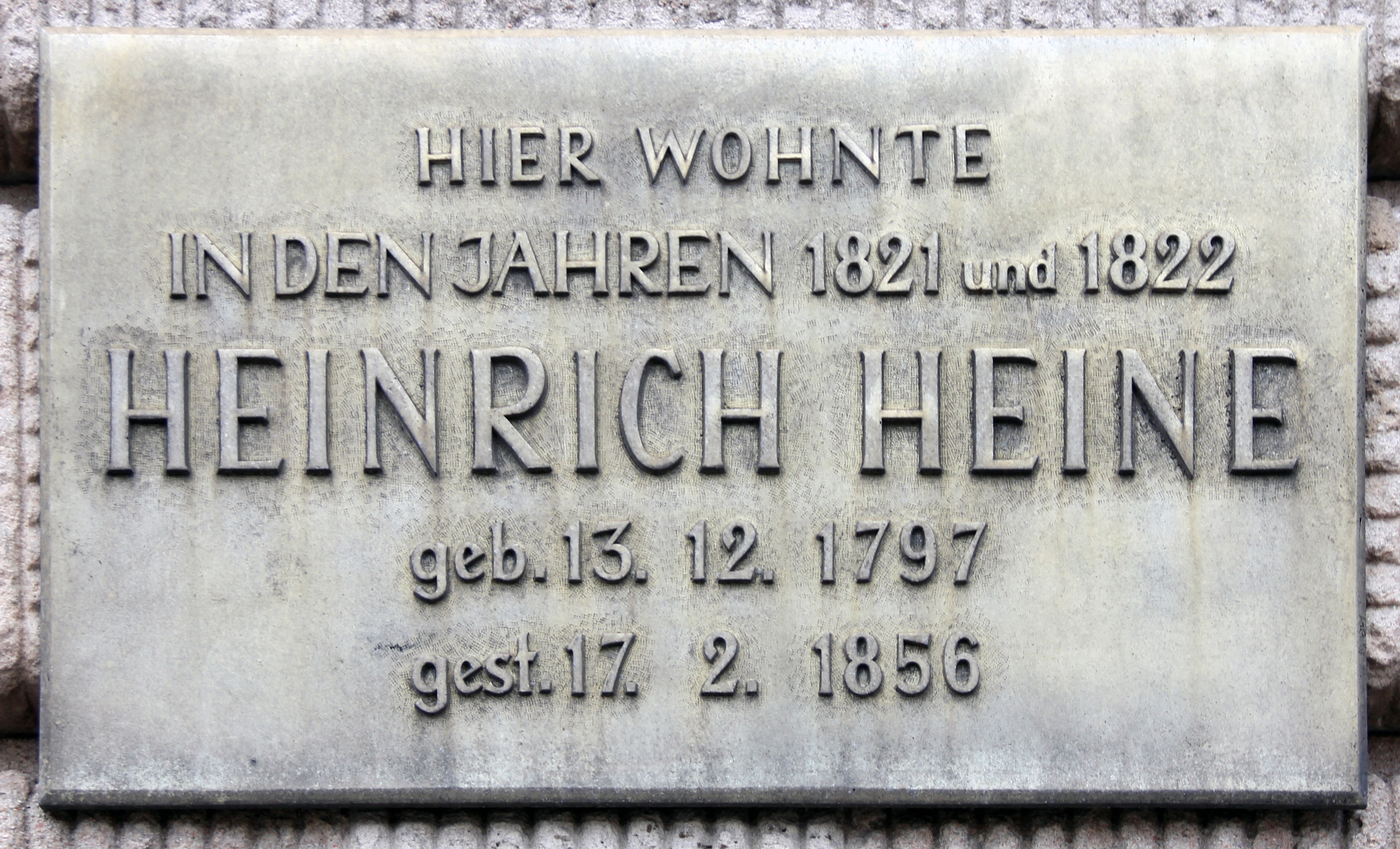
Gedenktafel an dem Haus Behrenstraße 12 in Berlin-Mitte

Rahel Varnhagen, in deren Berliner Salon Heine verkehrte

Heine wechselte an die Berliner Universität, wo er von 1821 bis 1823 studierte und u. a. Vorlesungen von Georg Wilhelm Friedrich Hegel hörte. Dessen Philosophie prägte das Geschichtsverständnis und die Kunsttheorie Heines. Wie die Junghegelianer wandelte er aber die konservativen Elemente des Hegelschen Denkens „in sozialen und religiösen Radikalismus“ um. Dazu passt eine häufig nacherzählte Anekdote Heines über seinen Philosophielehrer: „Als ich einst unmuthig war über das Wort: ‚Alles, was ist, ist vernünftig‘, lächelte er sonderbar und bemerkte: Es könnte auch heißen ‚Alles, was vernünftig ist, muß seyn‘. Er sah sich hastig um, beruhigte sich aber bald, denn nur Heinrich Beer hatte das Wort gehört.“
Bald fand Heine Kontakt zu den literarischen Zirkeln Berlins und war regelmäßiger Gast im Salon Elise von Hohenhausens sowie im sogenannten Zweiten Salon Rahel Varnhagens. Rahel und ihr Mann Karl August Varnhagen von Ense blieben Heine freundschaftlich verbunden und förderten seine Karriere, indem sie seine frühen Werke positiv besprachen und ihm weitere Kontakte vermittelten, beispielsweise zu Varnhagens Schwester Rosa Maria Assing, deren Salon in Hamburg er frequentierte. Varnhagen von Ense stand bis zu Heines Tod in einem regen Briefwechsel mit ihm.
Während seiner Berliner Zeit debütierte Heine als Buchautor. Anfang 1822 erschienen in der Maurerschen Buchhandlung seine Gedichte, 1823 im Verlag Dümmler die Tragödien, nebst einem lyrischen Intermezzo. Die Druckfahnen ließ er von dem jungen Handelsgehilfen und späteren Zeitschriftenredakteur Joseph Lehmann durchsehen und korrigieren, der auch einige Parodien auf Heines Lyrik verfasste. Seinen Tragödien Almansor und William Ratcliff hatte Heine zunächst einen hohen Stellenwert zugemessen, sie blieben jedoch erfolglos. Die Uraufführung des Almansor musste 1823 in Braunschweig wegen Publikumsprotesten abgebrochen werden, der Ratcliff kam zu seinen Lebzeiten überhaupt nicht auf eine Bühne.
In den Jahren 1822 bis 1824 befasste sich Heine literarisch erstmals intensiv mit dem Judentum: Er war in Berlin aktives Mitglied im Verein für Cultur und Wissenschaft der Juden, verkehrte u. a. mit Leopold Zunz, einem der Begründer der Wissenschaft des Judentums, und nahm 1824 die Arbeit an dem Fragment gebliebenen Roman Der Rabbi von Bacherach auf. Auf einer Reise nach Posen, die er 1822 von Berlin aus unternahm, begegnete er erstmals dem Chassidismus, der ihn zwar faszinierte, mit dem er sich jedoch nicht identifizieren konnte. Im Frühjahr 1823, zwei Jahre vor seinem Übertritt zum Christentum, schrieb er in einem Brief an seinen Freund Immanuel Wohlwill: „Auch ich habe nicht die Kraft einen Bart zu tragen, und mir Judemauschel nachrufen zu lassen, und zu fasten etc.“ Nach der Taufe rückten jüdische Themen im Werk Heines zwar in den Hintergrund. Sie beschäftigten ihn aber ein Leben lang und traten vor allem in seinem Spätwerk wieder verstärkt zutage, etwa in den Hebräischen Melodien, dem Dritten Buch des Romanzero.

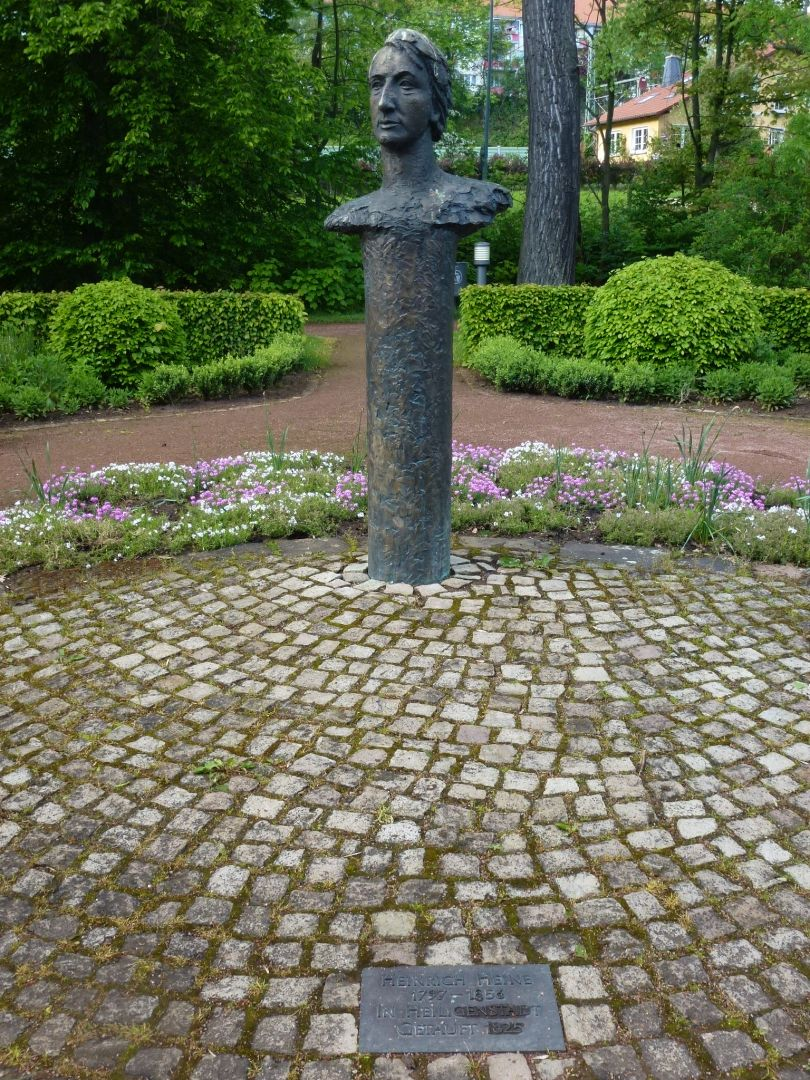
Heinrich-Heine-Denkmal im Kurpark Heiligenstadt

### Promotion, Taufe und Platen-Affäre
Im Jahr 1824 kehrte Heine nach Göttingen zurück, wo er Mitglied des landsmannschaftlichen Corps Guestphalia wurde. Im Mai des folgenden Jahres legte er sein Examen ab und wurde im Juli 1825 zum Doktor der Rechte promoviert. Um seine Anstellungschancen als Jurist zu erhöhen, ließ Heine sich im Juni 1825, gleich nach dem bestandenen Examen, in Heiligenstadt evangelisch-lutherisch taufen und nahm die Vornamen Christian Johann Heinrich an. Von da an nannte er sich Heinrich Heine.
Zunächst versuchte er, die Konversion zum Christentum geheim zu halten: So wurde er nicht in der Kirche getauft, sondern in der Wohnung des Pfarrers mit dem Taufpaten als einzigem Zeugen. Religiös völlig indifferent, sah er in der Taufe „nichts als eine bloße Nützlichkeitstatsache“ und im Taufschein nur das „Entre Billet zur Europäischen Kultur“. Seine Pläne, sich in Hamburg als Anwalt niederzulassen, scheiterten aber noch Ende desselben Jahres. Und er musste feststellen, dass viele Träger dieser Kultur auch einen getauften Juden wie ihn nicht als ihresgleichen akzeptierten. Heine war allerdings nicht bereit, Zurücksetzungen und Kränkungen unwidersprochen hinzunehmen.

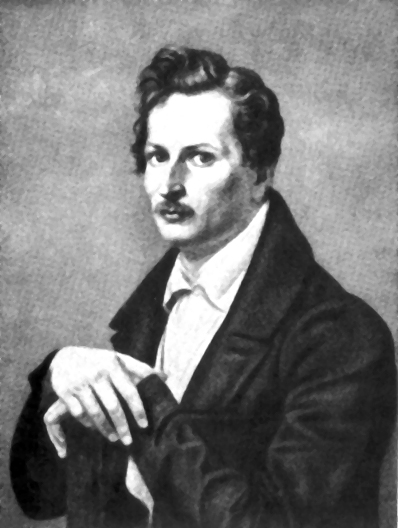
August Graf von Platen, mit dem Heine in einen heftigen Streit geriet

Dies zeigte sich deutlich in der so genannten Platen-Affäre: Aus einem literarischen Streit mit dem Dichter August Graf von Platen entwickelte sich eine persönliche Auseinandersetzung, in deren Folge Heine wegen seiner jüdischen Herkunft angegriffen wurde. Dies sollte das Heine-Bild in nationalistischen und antisemitischen Kreisen bis in die jüngste Gegenwart prägen.
Heine hatte 1827 im Anhang des zweiten Teils seiner „Reisebilder“ einige Epigramme seines Freundes Karl Immermann zitiert, in denen dieser sich über einige Autoren, darunter Platen, lustig machte, weil sie versuchten, Goethes Verse aus „West-östlicher Divan“ nachzuahmen. Während andere die Kritik ignorierten, reagierte Platen mit einem 1829 veröffentlichten Lustspiel über Immermann, in dem er Heine als „Petrark des Laubhüttenfestes“ und „des sterblichen Geschlechts der Menschen Allerunverschämtester“ bezeichnete und ihm „Synagogenstolz“ vorwarf. Mit dem Immermann in den Mund gelegten Satz „… doch möcht’ ich nicht sein Liebchen sein […] Denn seine Küsse sondern ab Knoblauchsgeruch“ berührte Platen selbst das Thema gleichgeschlechtlicher Liebe, das ihm zum Verhängnis werden sollte.
Heine wertete Platens Äußerungen als Teil einer Kampagne, die seine Bewerbung um eine Professur an der Münchener Universität hintertreiben sollte.

„Als mich die Pfaffen in München zuerst angriffen, und mir den Juden aufs Tapet brachten, lachte ich – ich hielts für bloße Dummheit. Als ich aber System roch, als ich sah wie das lächerliche Spukbild almählig ein bedrohliches Vampier wurde, als ich die Absicht der Platenschen Satyre durchschaute, […] da gürtete ich meine Lende, und schlug so scharf als möglich, so schnell als möglich.“

Der Schlag erfolgte in literarischer Form im dritten Teil der Reisebilder: In Die Bäder von Lucca kritisierte Heine Platens Dichtung als steril und führte dies auf die Homosexualität des Grafen zurück, die er damit publik machte. Er bezeichnete ihn als warmen Freund und schrieb, der Graf sei mehr ein Mann von Steiß als ein Mann von Kopf.
Der Streit schadete schließlich beiden Schriftstellern erheblich. Platen, der sich gesellschaftlich unmöglich gemacht sah, blieb im freiwilligen Exil in Italien. Heine wiederum fand wenig Verständnis und kaum öffentliche Unterstützung für sein Vorgehen. Ohne Anlass und Umstände der Affäre zu erwähnen, warfen Kritiker ihm wegen seiner Äußerungen bis in die jüngste Vergangenheit immer wieder „Charakterlosigkeit“ vor. Andere, wie der zeitgenössische Literaturkritiker Karl Herloßsohn, gestanden Heine dagegen zu, er habe Platen lediglich mit gleicher Münze heimgezahlt.

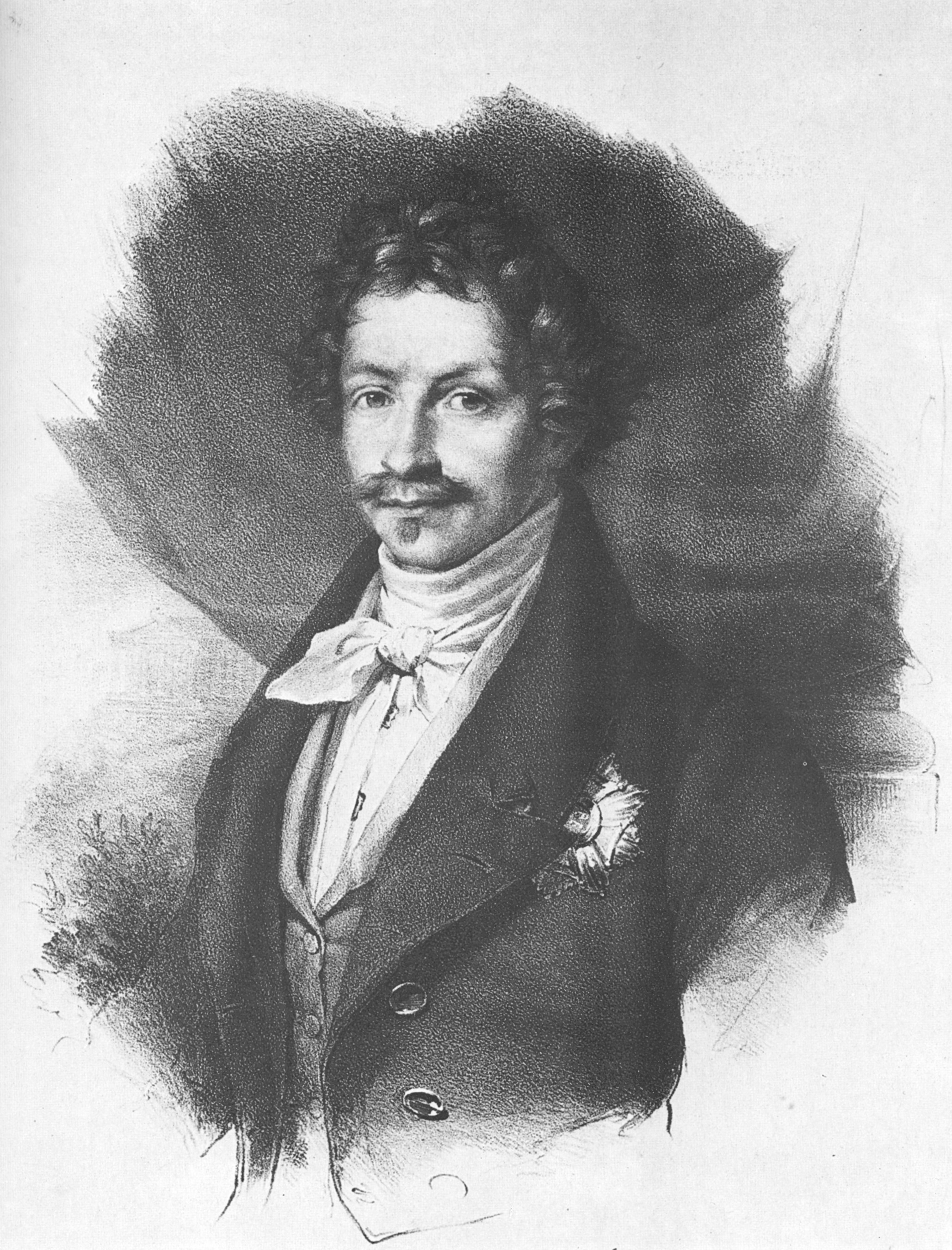
König Ludwig I. von Bayern wurde zur Zielscheibe zahlreicher spöttischer Verse von Heine

Heine machte die judenfeindlichen Angriffe Platens und anderer dafür verantwortlich, dass König Ludwig I. von Bayern ihm die schon sicher geglaubte Professur nicht verlieh. Dafür bedachte er später auch den Monarchen mit einer ganzen Reihe spöttischer Verse, etwa in Lobgesänge auf König Ludwig:

„Das ist Herr Ludwig von Bayerland.
Desgleichen gibt es wenig;
Das Volk der Bavaren verehrt in ihm
Den angestammelten König.“

Die erhofften Folgen der Taufe waren ausgeblieben, und Heine bedauerte seinen Übertritt zum Christentum später mehrfach ausdrücklich. Seinem Freund Moses Moser schrieb er im Januar 1826:

„Ich bereue sehr daß ich mich getauft hab; ich seh noch gar nicht ein, daß es mir seitdem besser gegangen sey, im Gegentheil, ich habe seitdem nichts als Unglück.“

Und von der Nordsee schrieb er ihm im August 1826:

„Es ist aber ganz bestimmt, daß es mich drängt dem deutschen Vaterlande Valet zu sagen. Minder die Lust des Wanderns als die Qual persönlicher Verhältnisse (z. B. der nie abzuwaschende Jude) treibt mich von hinnen.“

Für Klaus Briegleb ist dieses Zitat ein Schlüsselbeleg für seine These, dass Heine als genuin jüdischer Schriftsteller in der Diaspora zu verstehen sei, ja als ein „neuzeitlicher Marrane“, d. h. als ein „Getaufter, der im Herzen jüdisch bleibt.“ An der Leitfigur des „ewigen Juden“ hat Briegleb „seine umfassende Deutung von Denk- und Schreibweise des exilierten Heine festgemacht“. Brieglebs These stieß in der Fachwelt auf Widerspruch. Gleichwohl betonen fast alle Biografen, wenn auch weniger zugespitzt als Briegleb, die Bedeutung der jüdischen Herkunft Heines und der ihm verweigerten Gleichstellung für Heines Leben und Dichtung. Insbesondere der Literaturkritiker Marcel Reich-Ranicki vertrat die Ansicht, Heines Emigration nach Paris sei weniger politisch als vielmehr durch seine Ausgrenzung aus der deutschen Gesellschaft motiviert gewesen. In Frankreich habe Heine als Deutscher und damit als Ausländer gegolten, in Deutschland dagegen immer als Jude und damit als Ausgestoßener.
Mit der Platen-Affäre war Heines letzter Versuch gescheitert, als Jurist eine Anstellung in einem der deutschen Staaten zu erhalten. Er entschloss sich daher, für damalige Verhältnisse eher ungewöhnlich, seinen Lebensunterhalt als freischaffender Schriftsteller zu verdienen.

### Erste literarische Erfolge
Seine ersten Gedichte (Ein Traum, gar seltsam sowie Mit Rosen, Zypressen und Flittergold) veröffentlichte Heine bereits 1816 in der Zeitschrift Hamburgs Wächter. Sie erschienen unter dem Pseudonym Sy. Freudhold Riesenharf, einem Anagramm von Harry Heine, Dusseldorff. Nachdem der Verlag F.A. Brockhaus 1821 die Veröffentlichung seines ersten Lyrikbandes abgelehnt hatte, publizierte er die Gedichte von H. Heine 1822 bei der Maurerschen Buchhandlung in Berlin. Der schmale Band umfasste 58 eigene Werke, darunter später so bekannte wie Die Grenadiere und Belsatzar, sowie vier Übersetzungen von Gedichten Lord Byrons. Im Jahr 1823 folgten die Tragödien, nebst einem Lyrischen Intermezzo.
Letztere enthielten u. a. das 1821 entstandene Drama Almansor. Darin befasste sich Heine erstmals ausführlich mit der islamischen Kultur des maurischen Andalusien, die er in zahlreichen Gedichten immer wieder gefeiert und deren Untergang er betrauert hat. Das Stück spielt kurz nach dem Fall von Granada, dem letzten maurischen Königreich auf spanischem Boden, und behandelt die Lage der verbliebenen Muslime, der Morisken, die unter der Regierung der Katholischen Könige ihre Religion nicht mehr ausüben durften. Im Almansor findet sich Heines berühmtes, gegen Bücherverbrennungen gerichtetes Zitat:
Das war ein Vorspiel nur, dort wo man Bücher

verbrennt, verbrennt man auch am Ende Menschen.
Im Stück bezieht sich dies auf die Vernichtung des Korans und anderer Werke der arabischen Literatur im Spanien der frühen Neuzeit. Es lässt sich aber auch als Kritik an der von nationalistischen Burschenschaftern veranstalteten  Bücherverbrennung beim Wartburgfest 1817 lesen, die Heine dezidiert ablehnte.
Im Jahr 1824 erschien die Sammlung Dreiunddreißig Gedichte, darunter Heines in Deutschland bekanntestes Werk: Die Loreley, in der Zeitschrift Der Gesellschafter oder Blätter für Geist und Herz. Im selben Jahr besuchte er während einer Harzreise den von ihm hoch verehrten Johann Wolfgang von Goethe in Weimar. Bereits zwei Jahre zuvor hatte er ihm seinen ersten Gedichtband mit einer überschwänglichen Widmung zugesandt, ohne dass Goethe darauf geantwortet hatte. „Für beide war dieses Zusammentreffen unerquicklich“, schreibt sein Biograf Joseph A. Kruse. Im Gegensatz zu seinem Naturell zeigte Heine sich befangen, und Goethe habe ihn nach seiner Ansicht „ungebührlich kalt“ empfangen. In vielen Lebensbeschreibungen Heines wird geschildert, er habe auf die Frage Goethes nach seiner gegenwärtigen Arbeit geantwortet: „ein Faust“. Daraufhin habe Goethe ihn ungnädig verabschiedet. Max Brod zieht diese Anekdote in Zweifel, da sie allein durch Heines „unzuverlässigen Bruder Max“ überliefert sei. In den Briefen Heines über das Treffen ist von dergleichen keine Rede.

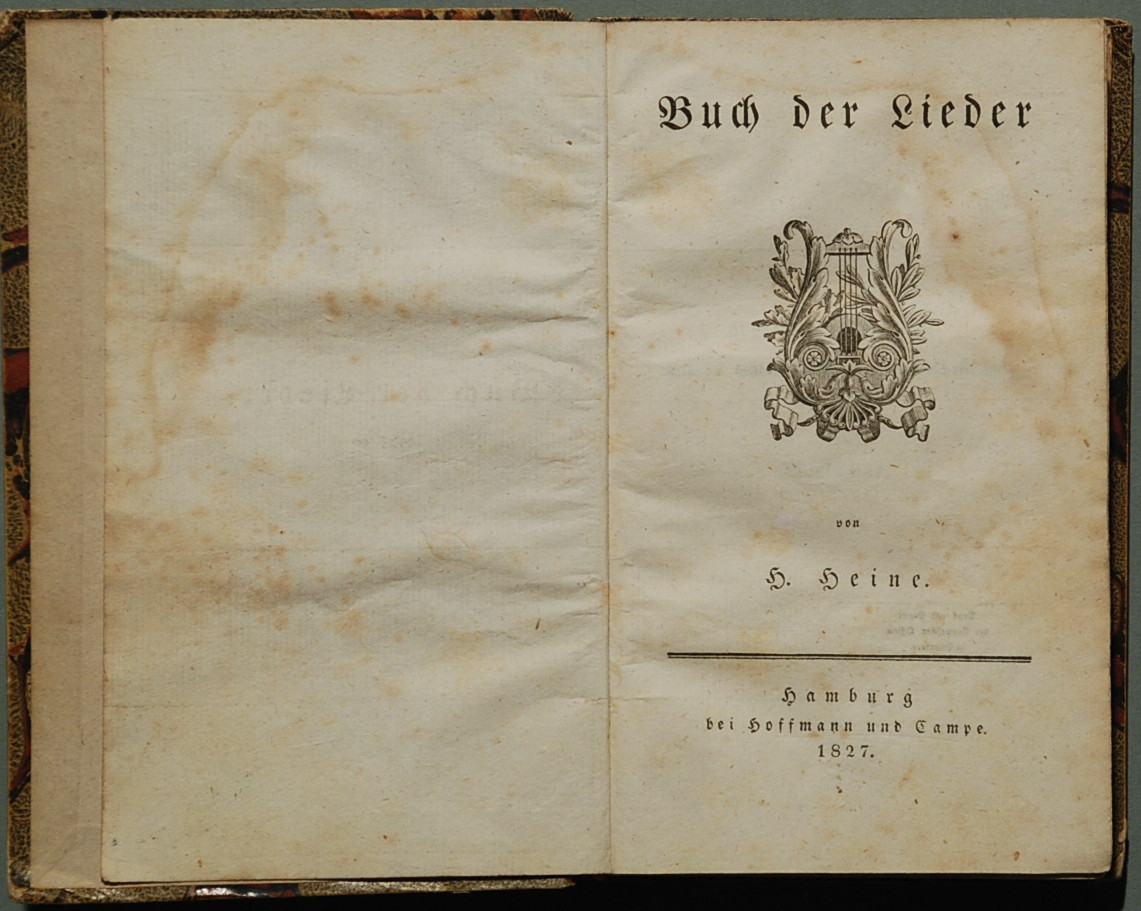
Buch der Lieder, Titelblatt der Erstausgabe 1827

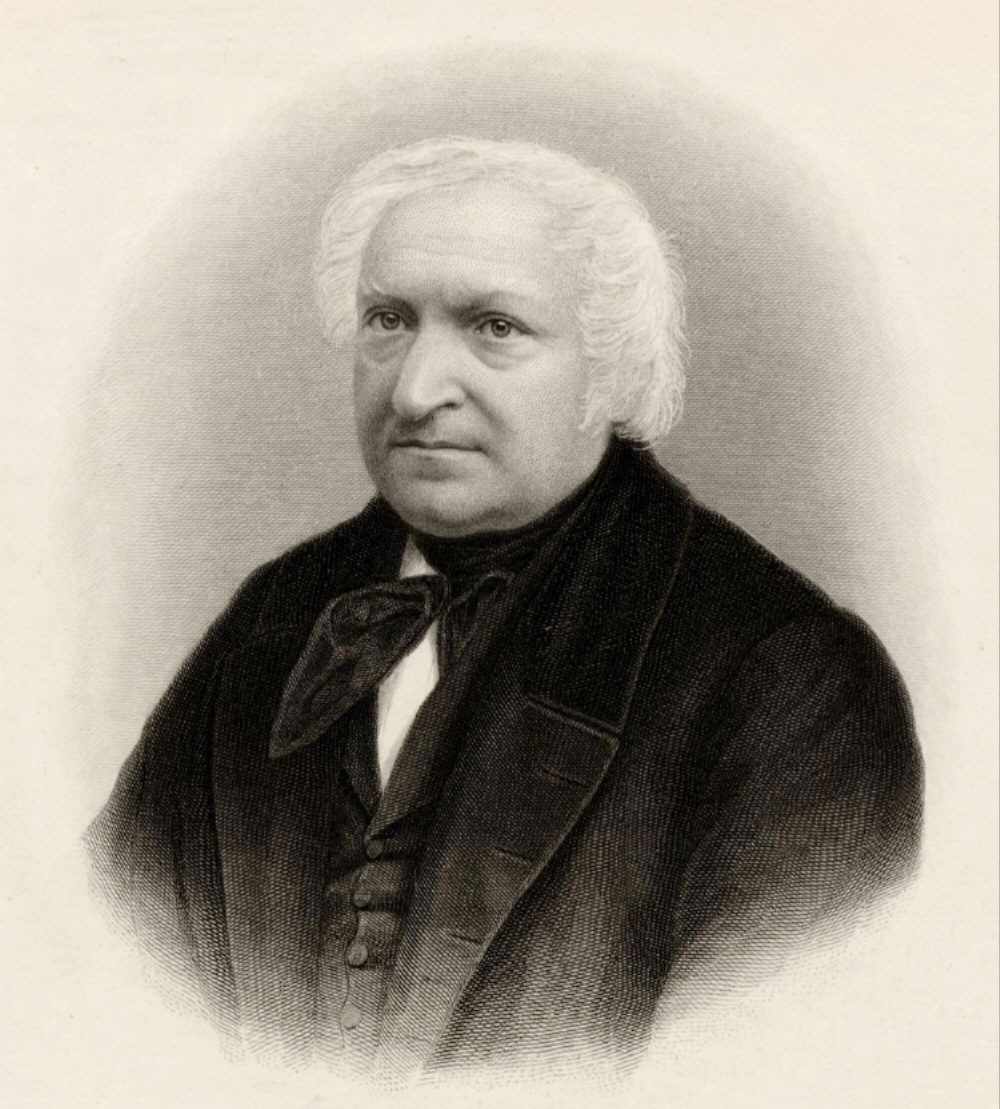
Heines Verleger Julius Campe

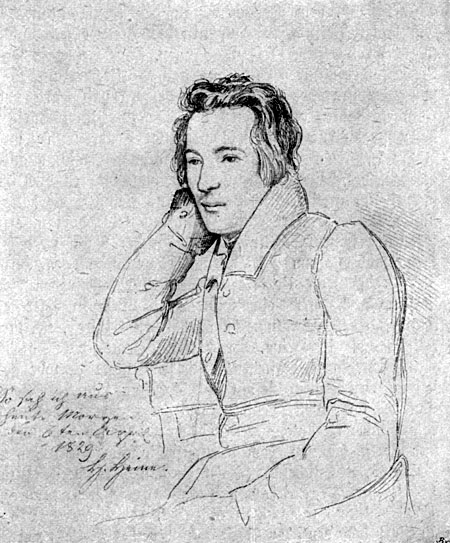
Heinrich Heine (1829), Zeichnung von Franz Theodor Kugler

Im Jahr 1826 veröffentlichte Heine den Reisebericht Die Harzreise, der sein erster großer Publikumserfolg wurde. Mit seinen Natur- und Landschaftbeschreibungen, eingestreuten Gedichten, erzählten Träumen und häufigen Anspielungen auf Märchen und Sagen ist dieser Bericht von allen seinen Reisebildern am stärksten romantischen Mustern verpflichtet. Im selben Jahr begann Heines lebenslange Geschäftsbeziehung zu Julius Campe in Hamburg, in dessen Verlag Heines Werke von da an erschienen. So brachte Hoffmann und Campe im Oktober 1827 den Lyrikband Buch der Lieder heraus, eine Gesamtausgabe der bis dahin veröffentlichten Lyrik Heines. In ihm kehrt das Grundmotiv der unglücklichen, unerfüllten Liebe nach Heines eigenem Eingeständnis auf geradezu monotone Weise wieder. Die Publikation begründete Heines Ruhm und ist bis heute populär. Der romantische, oft volksliedhafte Ton dieser und späterer Gedichte, die unter anderem Robert Schumann in seinem Werk Dichterliebe vertont hat, traf den Nerv nicht nur seiner Zeit.
Heine sah sich selbst als „entlaufenen Romantiker“. An seinen Studienfreund Karl August Varnhagen von Ense schrieb er aus Paris: „Das tausendjährige Reich der Romantik hat ein Ende, und ich selbst war sein letzter und abgedankter Fabelkönig.“ Den romantischen Ton überwand Heine, indem er ihn ironisch unterlief und die Stilmittel des romantischen Gedichts auch für Verse politischen Inhalts nutzte. Hier ein Beispiel für die ironische Brechung, in dem er sich über sentimental-romantische Naturergriffenheit lustig macht:
| Das Fräulein stand am Meere Und seufzte lang und bang. Es rührte sie so sehre der Sonnenuntergang. | Mein Fräulein! Sein sie munter, Das ist ein altes Stück; Hier vorne geht sie unter Und kehrt von hinten zurück. |  |

Heine selbst erlebte das Meer zum ersten Mal in den Jahren 1827 und 1828 auf Reisen nach England und Italien. Seine Eindrücke schilderte er in weiteren Reisebildern, die er zwischen 1826 und 1831 in insgesamt vier Bänden veröffentlichte. Dazu gehören der Zyklus Nordsee sowie die Werke Die Bäder von Lucca und Ideen. Das Buch Le Grand, letzteres ein Bekenntnis zu Napoleon und den Errungenschaften der Französischen Revolution. Heines Napoleon-Verehrung war gleichwohl nicht unkritisch, in den Reisebildern heißt es: „[…] meine Huldigung gilt nicht den Handlungen, sondern nur dem Genius des Mannes. Unbedingt liebe ich ihn nur bis zum achtzehnten Brumaire – da verrieth er die Freyheit.“ Er erwies sich als witziger und sarkastischer Kommentator, wenn er während seiner Italienreise nach Genua beispielsweise schreibt: „Ja, mich dünkt zuweilen, der Teufel, der Adel und die Jesuiten existiren nur so lange, als man an sie glaubt.“ Seine Reisebilder verweisen zwar vielfach auf Vorbilder wie Laurence Sternes Sentimental Journey through France and Italy oder Goethes Italienische Reise, setzten sich von der üblichen Reiseliteratur durch „dezidierte Subjektivierung und Politisierung der Perspektive“ bewusst ab. Zentrale Bedeutung erhielten die Reisebilder für eine ganze Generation liberaler deutscher Intellektueller, insbesondere für die Autoren des Jungen Deutschlands, die „Heines Vorbild sowohl inhaltlich wie formal aufgriffen“. Gegen Ende seines Lebens erinnerte er sich, dass sie „wie ein Gewitter einschlug<en> in die Zeit der Fäulniß und Trauer“.
Die Zeit der Restauration war u. a. geprägt von den Karlsbader Beschlüssen von 1819. Die mit ihnen eingeführte Zensur im Deutschen Bund, der auch alle Veröffentlichungen Heines unterworfen waren, verstand er satirisch zu unterlaufen, wie 1827 im Buch Le Grand mit dem folgenden, vorgeblich zensierten Text:
 Die deutschen Censoren ——  ——  ——  ——

——  ——  ——  ——  ——  ——  ——  ——  ——  ——

——  ——  ——  ——  ——  ——  ——  ——  ——  ——

——  ——  ——  ——  ——  ——  ——  ——  ——  ——

——  ——  ——  ——  ——  ——  ——  ——  ——  ——

——  ——  ——  ——  ——  ——  ——  ——  ——  ——

——  ——  ——  ——  ——   Dummköpfe  ——  ——

——  ——  ——  ——  ——  ——  ——  ——  ——  ——

——  ——  ——  ——  ——  ——  ——  ——  ——  ——

——  ——  ——  ——  ——  ——  ——  ——  ——  ——

——  ——  ——  ——  ——
Ab November 1827, als er Redakteur der Neuen allgemeinen politischen Annalen in München wurde, geriet Heine nach Georg Lukács in einen „ständigen Guerillakampf mit der Zensur um die große Öffentlichkeit“. Seit dieser Zeit wurde er allmählich als großes literarisches Talent wahrgenommen, und sein Ruhm verbreitete sich in Deutschland und Europa.

### Exil in Paris

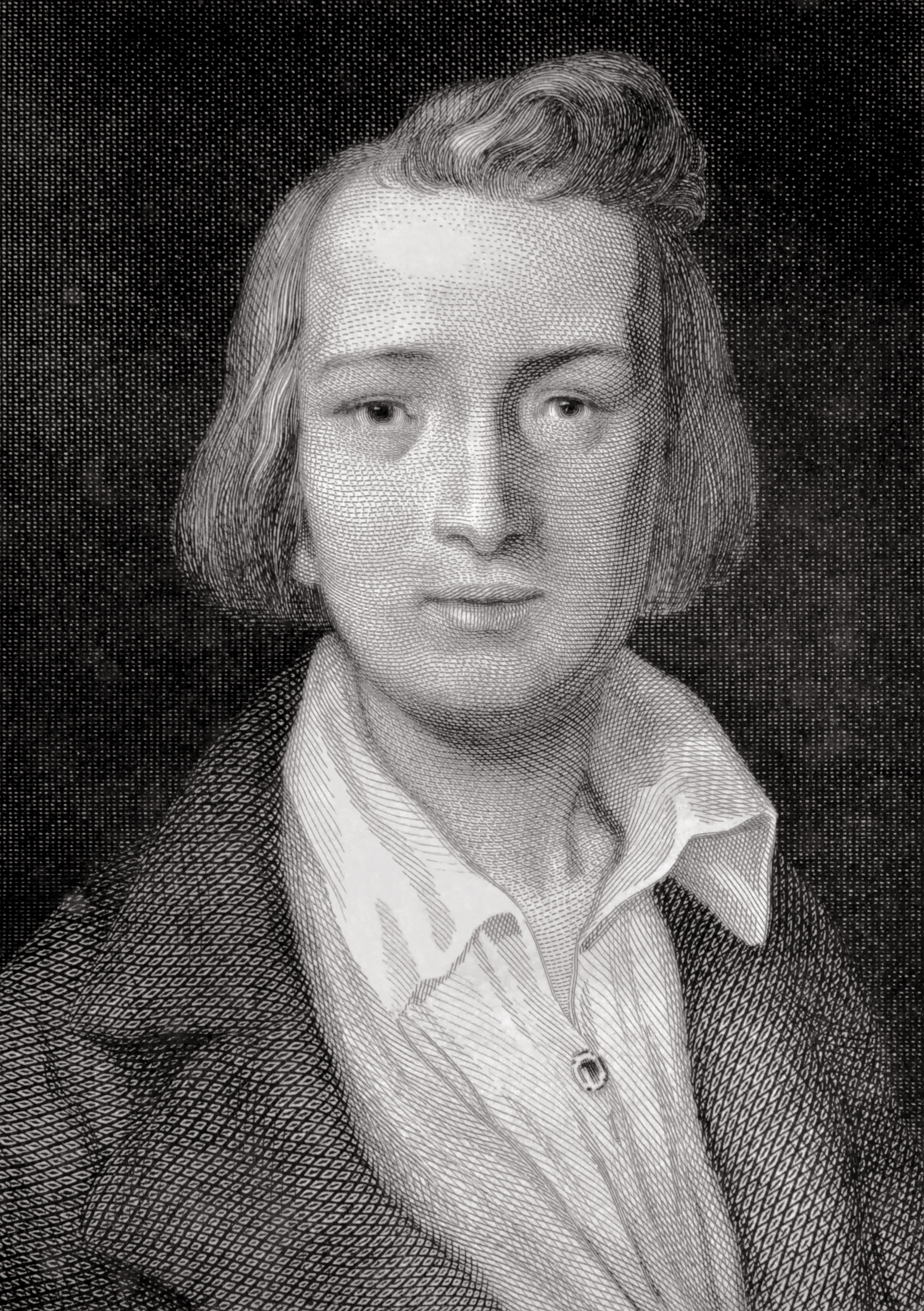
Heinrich Heine (1837)

Eugène Delacroix’ Gemälde Die Freiheit führt das Volk von 1830 feierte den Geist der Julirevolution

Während eines Erholungsaufenthalts auf Helgoland im Sommer 1830 erfuhr Heine vom Beginn der Julirevolution, die er enthusiastisch begrüßte. In seinen Briefen aus Helgoland, die erst 1840 als zweites Buch seiner Börne-Denkschrift veröffentlicht wurden, heißt es unter dem 10. August 1830:

„Ich bin der Sohn der Revoluzion und greife wieder zu den gefeyten Waffen, worüber meine Mutter ihren Zaubersegen ausgesprochen … Blumen! Blumen! Ich will mein Haupt bekränzen zum Todeskampf. Und auch die Leyer, reicht mir die Leyer, damit ich ein Schlachtlied singe … Worte gleich flammenden Sternen, die aus der Höhe herabschießen und die Paläste verbrennen und die Hütten erleuchten …“

Wegen seiner jüdischen Herkunft und seiner politischen Ansichten zunehmend angefeindet – vor allem in Preußen – und der Zensur in Deutschland überdrüssig, übersiedelte Heine 1831 nach Paris. Von einem Exil im strengen Sinn kann zu dieser Zeit noch nicht gesprochen werden, erst die späteren Publikationverbote 1833 und 1835 machten es dazu. In Paris begann seine zweite Lebens- und Schaffensphase. Paris habe für ihn eine „ähnlich lebensauffrischende Bedeutung“ gehabt wie „für Goethe die Flucht nach Italien“, urteilt sein Biograph Max Brod. Auch Georg Lukács wertet die Übersiedlung nach der Julirevolution als eminent bedeutsam für Heines Biografie: sie machte „aus ihm einen revolutionären Publizisten von europäischem Format und europäischer Bedeutung“. Während der 25 Jahre in Paris bezog er fünfzehnmal neue Appartements, wobei Montmartre sein Lebensmittelpunkt blieb.
Im Oktober 1832 schrieb Heine in einem Brief an den Komponisten Ferdinand Hiller:

„Fragt Sie jemand wie ich mich hier befinde, so sagen Sie: wie ein Fisch im Wasser. Oder vielmehr, sagen Sie den Leuten; daß, wenn im Meere ein Fisch den anderen nach seinem Befinden fragt, so antworte dieser: ich befinde mich
wie Heine in Paris.“

Seine erste Arbeit aus Frankreich war ein Bericht über die Gemäldeausstellung im Pariser Salon von 1831 für die deutsche Zeitschrift Morgenblatt für gebildete Stände. Darin besprach er u. a. das im Jahr zuvor entstandene Gemälde Die Freiheit führt das Volk von Eugène Delacroix.
Die französische Hauptstadt inspirierte Heine zu einer wahren Flut von Essays, politischen Artikeln, Polemiken, Denkschriften, Gedichten und Prosawerken. Doch zeit seines Lebens sehnte er sich nach Deutschland, wie sein Gedicht In der Fremde belegt:
| Ich hatte einst ein schönes Vaterland. Der Eichenbaum Wuchs dort so hoch, die Veilchen nickten sanft. Es war ein Traum. | Das küßte mich auf deutsch und sprach auf deutsch (Man glaubt es kaum Wie gut es klang) das Wort: „Ich liebe dich!“ Es war ein Traum. |  |

Er sollte dieses Vaterland nur noch zweimal wiedersehen, blieb aber in ständigem Kontakt mit den Verhältnissen dort. Indem er versuchte, den Deutschen Frankreich und den Franzosen Deutschland näher zu bringen, gelangen ihm Analysen von nahezu prophetischer Qualität. Früher als die meisten seiner Zeitgenossen erkannte Heine den zerstörerischen Zug im deutschen Nationalismus, der sich – anders als der französische – zusehends von den Ideen der Demokratie und der Volkssouveränität entfernte. Der Dichter spürte in ihm vielmehr einen untergründigen Hass auf alles Fremde, wie er in dem Gedicht Diesseits und jenseits des Rheins schrieb (Anhang zum Romanzero):
Aber wir verstehen uns bass,

Wir Germanen auf den Hass.

Aus Gemütes Tiefen quillt er,

Deutscher Hass! Doch riesig schwillt er,

Und mit seinem Gifte füllt er

Schier das Heidelberger Faß.

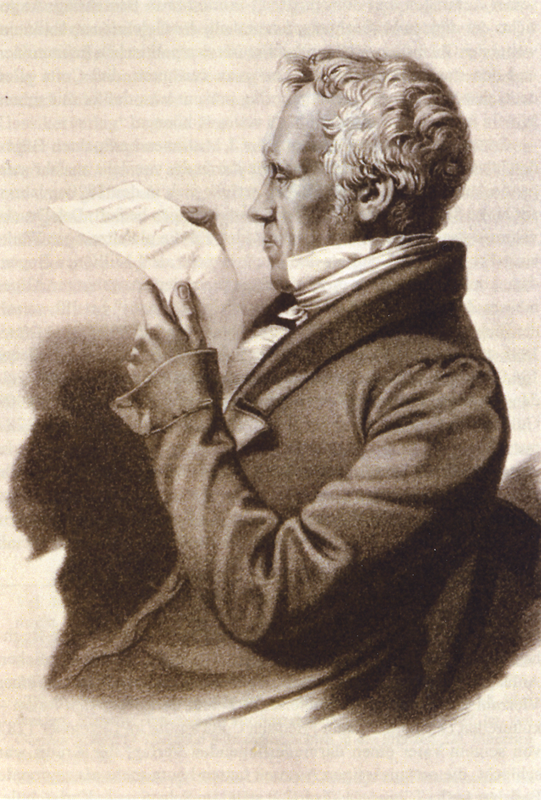
Johann Friedrich von Cotta

Während er das französische Publikum mit der deutschen Romantik und der deutschen Philosophie vertraut machte, versuchte Heine, seinen deutschen Lesern die französische Kultur näherzubringen und dem in Deutschland verbreiteten Franzosenhass entgegenzuwirken. Er nahm zunehmend die Rolle eines geistigen Vermittlers zwischen beiden Ländern ein. Obwohl er sich dabei mitunter nationaler Stereotypen bediente, trug er durchaus zu einem differenzierten Bild des jeweils anderen Landes bei. Er schrieb für die beiden wichtigsten publizistischen Organe beider Länder: die Augsburger Allgemeine Zeitung und die (noch heute verlegte) Revue des Deux Mondes. Seit 1832 war er als Pariser Korrespondent der Allgemeinen Zeitung tätig. Gegründet von Johann Friedrich Cotta, dem bedeutendsten Verleger der Weimarer Klassik, war sie zu dieser Zeit die meistgelesene deutschsprachige Tageszeitung. In ihr stellte Heine seine Position erstmals auch in einem gesamteuropäischen Rahmen dar.
So verfasste er für die Allgemeine Zeitung eine Artikelserie, die sein Hamburger Verleger Julius Campe im Dezember 1832 unter dem Titel Französische Zustände in Buchform herausgab. Sie gilt als Meilenstein der deutschen Literatur- und Pressegeschichte, da Heine mit ihr formal und inhaltlich den modernen, politischen Journalismus begründete, eine Geschichtsschreibung der Gegenwart, deren Stil das deutsche Feuilleton bis heute prägt.
Die Artikel, die ganz den freiheitlichen Geist der Julirevolution atmeten, wurden als politische Sensation empfunden. Cottas Blatt druckte die Berichte zwar anonym, aber allen politisch Interessierten war klar, wer ihr Autor war. So begeistert die Leserschaft, so empört war die Obrigkeit über die Artikel. Als Folge der Pariser Julirevolution von 1830 hatte sich nämlich in Deutschland die nationalliberale, demokratische Opposition formiert, die immer lauter nach Verfassungen in den Ländern des Deutschen Bundes verlangte. Der österreichische Staatskanzler Metternich ließ bei Cotta intervenieren, sodass die Allgemeine Zeitung die Artikelserie einstellte und das von Heine gelieferte Kapitel IX nicht mehr abdruckte. Auch Julius Campe legte gegen Heines Willen das Manuskript von Französische Zustände der Zensurbehörde vor.
Heine beherrschte das Französische so gut, dass er sich an den Diskussionen in den Pariser Salons beteiligen konnte, aber nicht gut genug, um in dieser Sprache auch anspruchsvolle Texte zu verfassen. Deshalb schrieb er auch seine in Frankreich publizierten Texte weiterhin in Deutsch und ließ sie übersetzen.

#### Publikationsverbote in Deutschland
Zensur und Polizei im Deutschen Bund reagierten auf Französische Zustände mit Verboten, Hausdurchsuchungen, Beschlagnahmungen und Verhören. Vor allem Heines Vorrede zur deutschen Buchausgabe erregte den Unwillen der Behörden. Campe druckte sie daraufhin nicht ab, eine Entscheidung, die sein Verhältnis zu Heine stark belastete und diesen veranlasste, in Paris eine unzensierte Separatausgabe der Vorrede herauszugeben. Auch Campe brachte daraufhin einen Sonderdruck, der aber wieder eingestampft werden musste. 2010 veröffentlichte der Verlag Hoffmann und Campe eine Faksimile-Edition der Handschrift „Französische Zustände“, deren Original bis dahin als verschollen galt.
In der Folge wurden Heines Werke – auch alle zukünftigen – 1833 zunächst in Preußen und 1835, auf Beschluss des Frankfurter Bundestages, in allen Mitgliedsstaaten des Deutschen Bundes verboten. Das gleiche Schicksal traf die Dichter des Jungen Deutschlands. Im Beschluss des Bundestages hieß es, die Mitglieder dieser Gruppe zielten darauf ab, „in belletristischen, für alle Classen von Lesern zugänglichen Schriften die christliche Religion auf die frechste Weise anzugreifen, die bestehenden socialen Verhältnisse herabzuwürdigen und alle Zucht und Sittlichkeit zu zerstören“. Am 16. April 1844 erließ das Königreich Preußen Grenzhaftbefehle gegen Marx, Heine und andere Mitarbeiter sozialistischer Periodika für den Fall, dass sie preußischen Boden betreten sollten. In der Folge erließ der französische Außenminister François Guizot im Dezember 1844 Ausweisungsbefehle gegen sie. Während Marx sich nach Brüssel absetzte, war Heine durch den Umstand geschützt, dass er im damals von Frankreich besetzten Rheinland geboren worden war. Paris wurde nun endgültig zu Heines Exil.
Dasselbe Außenministerium, das zeitweilig plante, ihn auszuweisen, zahlte Heine seit April 1840 eine monatliche Pension in Höhe von 400 Francs. Das entsprach dem Gehalt eines Universitätsprofessors. Ministerpräsident war damals Adolphe Thiers, mit dem Heine vielfach übereinstimmte und der versuchte, eine vom König unabhängigere Politik zu betreiben. Heine rechtfertigte die Annahme der Zahlungen mit den  Publikationsverboten in Deutschland, die ihn eines Teils seiner Erwerbsquellen beraubt hatten. Nach Ansicht seiner Biographen Jan-Christoph Hauschild und Michael Werner ließ sich Heine durch die Pensionszahlungen nicht korrumpieren. In der Tat hat er die gesellschaftlichen und politischen Verhältnisse unter der Julimonarchie nach anfänglicher Begeisterung stets kritisiert. Er betrachtete deren tonangebende Schicht, die Großbourgeoisie als „Geldritterschaft“ und „neue Aristokratie“ und sah in der Herrschaft des „Bürgerkönigs“ Louis Philippe zwar einen Fortschritt gegenüber der seines reaktionären Vorgängers Karls X. aber letztlich doch nur eine Übergangslösung.  Die Zahlungen, die sich insgesamt auf 37.400 Francs beliefen, wurde acht Jahre später, nach der Februarrevolution von 1848 eingestellt.

#### Freundschaften und Ehe
Heine genoss das Leben in der französischen Hauptstadt und trat mit den dort lebenden Größen des europäischen Kulturlebens in Kontakt, unter anderen mit Hector Berlioz, Ludwig Börne, Frédéric Chopin, George Sand, Alexandre Dumas und Alexander von Humboldt. Mit der Zeit wurde es selbstverständlich, dass deutsche Künstler von Rang, die sich in Paris aufhielten, Heine besuchten. Zu ihnen gehörten Schriftsteller wie Franz Grillparzer, Friedrich Hebbel und Georg Herwegh, auch Komponisten wie Richard Wagner, der während seines zweijährigen Paris-Aufenthalts Umgang mit Heine pflegte. Unter den Landsleuten, die seine Bekanntschaft suchten, befanden sich auch etliche Spione Metternichs, deren Geheimberichte 1912 publik gemacht wurden.
Eine Zeitlang verkehrte Heine auch mit utopischen Sozialisten wie Prosper Enfantin, einem Schüler Saint-Simons. Heines Hoffnung, in dessen quasireligiöser Bewegung ein „neues Evangelium“, ein „drittes Testament“ zu finden, hatte zu seinem Entschluss beigetragen, nach Paris überzusiedeln. Nach anfänglicher Faszination wandte er sich bald von den Saint-Simonisten ab, auch deshalb, weil sie von ihm verlangten, sein Künstlertum in ihren Dienst zu stellen. 1835, als das Scheitern der Bewegung offenkundig geworden war, schrieb Heine:

„Wir [die Pantheisten] wollen keine Sanskülotten seyn, keine frugale Bürger, keine wohlfeile Präsidenten: wir stiften eine Demokrazie gleichherrlicher, gleichheiliger, gleichbeseligter Götter.[…] Die Saint-Simonisten haben etwas der Art begriffen und gewollt. Aber sie standen auf ungünstigem Boden, und der umgebende Materialismus hat sie niedergedrückt, wenigstens für einige Zeit. In Deutschland hat man sie besser gewürdigt.“

Heines Ehefrau Mathilde (Augustine Crescence Mirat)

Im Jahr 1833 lernte Heine die damals 18-jährige Schuhverkäuferin Augustine Crescence Mirat (1815–1883) kennen, die er Mathilde nannte. Wahrscheinlich seit Oktober 1834 lebte er mit ihr zusammen, heiratete sie aber erst sieben Jahre später. Die Ehe sollte kinderlos bleiben.
Mathilde hatte seit 1830 als sogenannte Grisette in Paris gelebt, das heißt: als alleinstehende, berufstätige, junge Frau, die nach den Maßstäben der Zeit nicht als „ehrbar“ galt. Sie war attraktiv, hatte große dunkle Augen, dunkelbraunes Haar, ein volles Gesicht und eine viel bewunderte Figur. Charakteristisch war ihre hohe „Grasmückenstimme“, die auf viele einen infantilen Eindruck machte, auf Heine aber wohl faszinierend wirkte. Er scheint sich spontan in Mathilde verliebt zu haben. Viele seiner Freunde dagegen, unter ihnen Marx und Engels, lehnten seine Verbindung mit der einfachen und lebenslustigen Frau ab. Heine aber scheint sie auch deshalb geliebt zu haben, weil sie ihm ein Kontrastprogramm zu seiner intellektuellen Umgebung bot. Zu Beginn ihrer Beziehung hatte er versucht, der Bildung seiner vom Lande stammenden Freundin ein wenig aufzuhelfen. Auf sein Betreiben lernte sie lesen und schreiben, und er finanzierte mehrere Aufenthalte in Bildungsanstalten für junge Frauen.
Ihr gemeinsames Leben verlief mitunter turbulent: Heftigen Ehekrächen, oft ausgelöst durch Mathildes freigiebigen Umgang mit Geld, folgte die Versöhnung meist auf dem Fuß. Neben liebevollen Schilderungen seiner Frau finden sich bei Heine auch boshafte Verse, wie die aus dem Gedicht Celimene:
Deine Nücken, deine Tücken,

Hab ich freylich still ertragen

Andre Leut' an meinem Platze

Hätten längst dich todt geschlagen.
Heine schätzte sie, obwohl – oder gerade weil – Mathilde kein Deutsch sprach und deshalb auch keine wirkliche Vorstellung von seiner Bedeutung als Dichter besaß. Überliefert ist ihr Ausspruch: „Mein Mann machte dauernd Gedichte; aber ich glaube nicht, daß dies besonders viel wert war, denn er war nie damit zufrieden.“ Gerade diese Unkenntnis deutete Heine als Zeichen dafür, dass Mathilde ihn als Menschen und nicht als prominenten Dichter liebte.
Seine jüdische Herkunft hat Heine ihr zeitlebens verschwiegen. Die Eheschließung fand am 31. August 1841 in Paris, in der Kirche St-Sulpice statt, auf Mathildes Wunsch nach katholischem Ritus. Der Grund für die Hochzeit war eine Duellforderung, die sich aus einem zunächst rein literarischen Streit ergeben hatte.

#### Romantische Schule und Kontroverse mit Ludwig Börne

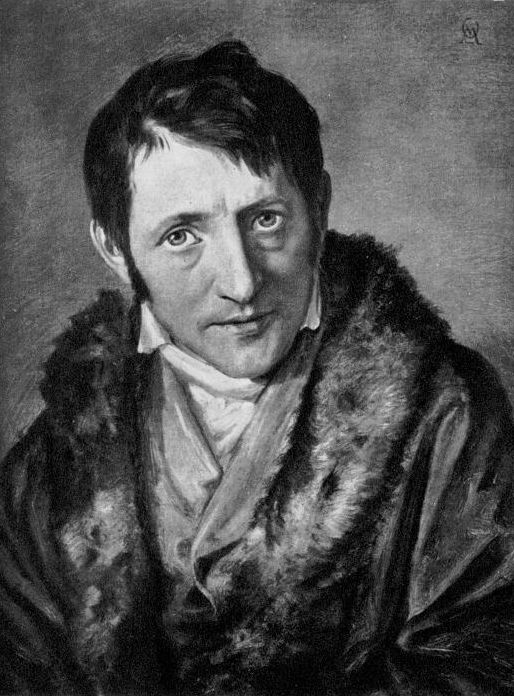
Ludwig Börne (um 1835)

Wichtige Werke jener Jahre waren Die romantische Schule (1836), das Romanfragment Der Rabbi von Bacherach (1840) und die Denkschrift Ludwig Börne (1840).
Die Romantische Schule fasste Zeitschriftenartikel zusammen, die 1833 unter dem Titel Zur Geschichte der neueren schönen Literatur in Deutschland erschienen waren. Darin wollte Heine den Franzosen ein aktuelleres und realistischeres Bild der deutschen romantischen Literatur vermitteln, als es das einflussreiche Werk De l’Allemagne von Madame de Staël aus dem Jahr 1813 gezeichnet hatte. Während er die Romantiker wegen ihrer Hinwendung zum katholischen Mittelalter und zu einem engen, franzosenfeindlichen, von oben verordneten Patriotismus scharf kritisierte, stellte er Goethe voller Hochachtung neben Homer und Shakespeare. Gleichwohl warf er auch seiner Dichtung Wirklichkeitsferne vor. In einem Brief an Varnhagen hatte er schon 1830 die „Kunstbehaglichkeit des großen Zeitablehnungsgenies, der sich selbst letzter Zweck ist“, kritisch kommentiert. Zentrale Aussage der Schrift ist, dass nicht nur die romantische Schule, sondern mit Goethes Tod auch die von ihm geprägte „Kunstperiode“ zu Ende gegangen sei. Eine neue literarische Schule blende die gesellschaftliche Realität nicht länger aus und stehe für die Einheit von Wort und Tat. Damit waren das Junge Deutschland und sein Vorläufer Jean Paul gemeint, die eine solche Programmatik vertraten. Er selbst sah sich zugleich als letzten Dichter der alten lyrischen Schule und Eröffner der „neuen Schule“, der „modernen deutschen Lyrik“. Insbesondere bekannte sich Heine in der Romantischen Schule zu Gotthold Ephraim Lessing, den er als Geistesverwandten und als „Champion der Geistesfreiheit und Bekämpfer der klerikalen Intoleranz“ sah, ganz im Sinne des Ideals des Jungen Deutschland. Er sei derjenige Schriftsteller, den er „in der ganzen Literaturgeschichte […] am meisten liebe“. Bereits ein Jahr vor dem Erscheinen der Romantischen Schule hatte Heine in Zur Geschichte der Religion und Philosophie in Deutschland festgestellt, „was die Zeit fühlt und denkt und bedarf und will“ sei „der Stoff der modernen Literatur“.
Mit der Börne-Denkschrift, dem Literaturwissenschaftler Gerhard Höhn zufolge „eines der am kunstreichsten gearbeiteten Werke Heines“, antwortete der Autor auf die Briefe aus Paris (1830–1833) seines 1837 verstorbenen, einstigen Freundes. In ihnen hatte Börne „Heines Integrität radikal infrage gestellt“, ihn der „Charakterschwäche“ und des „käuflichen Opportunismus“ bezichtigt und ihm vorgeworfen, die Ziele der Revolution verraten zu haben. Ähnlich wie im Streit mit von Platen spielten auch in der Auseinandersetzung mit dem radikal-republikanischen Publizisten Ludwig Börne, der zu seiner Zeit bekannter war als Heine, persönliche Animositäten eine Rolle. Die wahren Ursachen waren wohl grundsätzlicher Natur: In Heines dualistischer Perspektive handelte es sich um den Zweikampf zwischen „jüdischem Spiritualismus“, den er Börne unterstellte, und der „hellenistischen Lebensherrlichkeit“, die er, in der Nachfolge Goethes, für sich in Anspruch nahm. Insofern geriet ihm das Börne-Porträt zugleich zu einem Selbstporträt über sein Selbstverständnis als Dichter und Intellektueller.
Während seines gesamten Schaffens war Heine um ein überparteiliches Künstlertum bemüht. Er verstand sich als freier, unabhängiger Dichter und Journalist und sah sich zeit seines Lebens keiner politischen Strömung verpflichtet. Von Ludwig Börne grenzte er sich zunächst noch auf eine Weise ab, die dieser als wohlwollend empfinden konnte: „Ich bin eine gewöhnliche Guillotine, und Börne ist eine Dampfguillotine.“ Wenn es aber um Kunst und Dichtung ging, räumte Heine der Qualität eines Werks immer einen höheren Rang ein als der Intention oder der Gesinnung des Autors.
Börne erschien diese Haltung opportunistisch. Er warf Heine mehrfach Gesinnungsmangel vor und forderte, ein Dichter habe im Freiheitskampf klar Position zu beziehen. Mit dem Streit darüber, ob und wieweit ein Schriftsteller parteilich sein dürfe, nahmen Heine und Börne spätere Debatten über politische Moral in der Literatur vorweg. Ähnliche Auseinandersetzungen gab es im 20. Jahrhundert beispielsweise zwischen Heinrich und Thomas Mann, Gottfried Benn und Johannes R. Becher, Georg Lukács und Theodor W. Adorno, Jean-Paul Sartre und Claude Simon. Daher hält Hans Magnus Enzensberger den Streit zwischen Heine und Börne für die „folgenreichste Kontroverse der deutschen Literaturgeschichte“.
Die Denkschrift erschien erst 1840, drei Jahre nach Börnes Tod, unter dem missverständlichen, von Heine nicht autorisierten Titel Heinrich Heine über Ludwig Börne und enthielt Spötteleien über das Dreiecksverhältnis zwischen Börne, seiner Freundin Jeanette Wohl und deren Ehemann, dem Frankfurter Kaufmann Salomon Strauß. Dies wurde Heine selbst von ansonsten wohlwollenden Lesern übel genommen. So schrieb der frühere Jungdeutsche Karl Gutzkow in einer Besprechung des Buches (1840), es zeige Heine „vollkommen in seiner moralischen Auflösung“. Der junge Friedrich Engels ergriff 1842 vehement für Börne Partei, den er als Vertreter eines radikalen Hegelianismus in Anspruch nahm. Resümierend bezeichnete er das Werk als „das Nichtswürdigste, was jemals in deutscher Sprache geschrieben wurde“. Schon 1844 freilich revidierte Engels sein Urteil unter dem Eindruck von Heines Weberlied vollständig und sah nunmehr Heine als den radikaleren Schriftsteller an. Strauß wiederum, der sich durch die Veröffentlichung bloßgestellt fühlte, behauptete später, er habe den Dichter wegen seiner Äußerungen öffentlich geohrfeigt. Daraufhin forderte Heine ihn zu einem Pistolenduell auf. Bevor es dazu kam, heiratete er 1841 Mathilde, die er für den Fall seines Todes materiell versorgt wissen wollte. Bei dem Schusswechsel wurde Heine aber nur leicht an der Hüfte verletzt. Strauß blieb gänzlich unversehrt.

### Deutschlandreisen und Erbschaftsstreit
Im Jahr 1844 erschien Heines zweiter Lyrikband, Neue Gedichte. Dessen erste Teile (Neuer Frühling und Verschiedene) hingen entstehungsgeschichtlich und inhaltlich noch mit dem Buch der Lieder zusammen. Es sind „Nachklänge der frühen Lyrik“, wenngleich die „für die deutsche Lyrik ungewöhnlich offen sinnliche Erotik“ der Verschiedenen bei Kritik und Publikum Anstoß erregten. Andere Teile, wie Deutschland. Ein Wintermärchen, das erst später als Separatdruck erschien, und die Zeitgedichte veranlassten die preußischen Behörden unmittelbar nach Veröffentlichung zur Beschlagnahme und zum Verbot, obwohl die Bedenken des Verlegers bereits verhindert hatten, einige besonders scharfe politische Gedichte, darunter das Weberlied, aufzunehmen. Gerhard Höhn hat auf die „verborgene Grundstruktur“ der einzelnen Teile des Bandes hingewiesen: „Liebe und Leiden werden in den vier Teilen auf vier verschiedene Weisen behandelt […]. So dominiert in Neuer Frühling scheiternde Liebe, in Verschiedene desillusionäres Leiden am rein körperlichen Liebesgenuß, in Romanzen trügerische Liebe und im Schluß der Zeitgedichte die leidende Liebe zum gewandelten, deutschen Vaterland.“

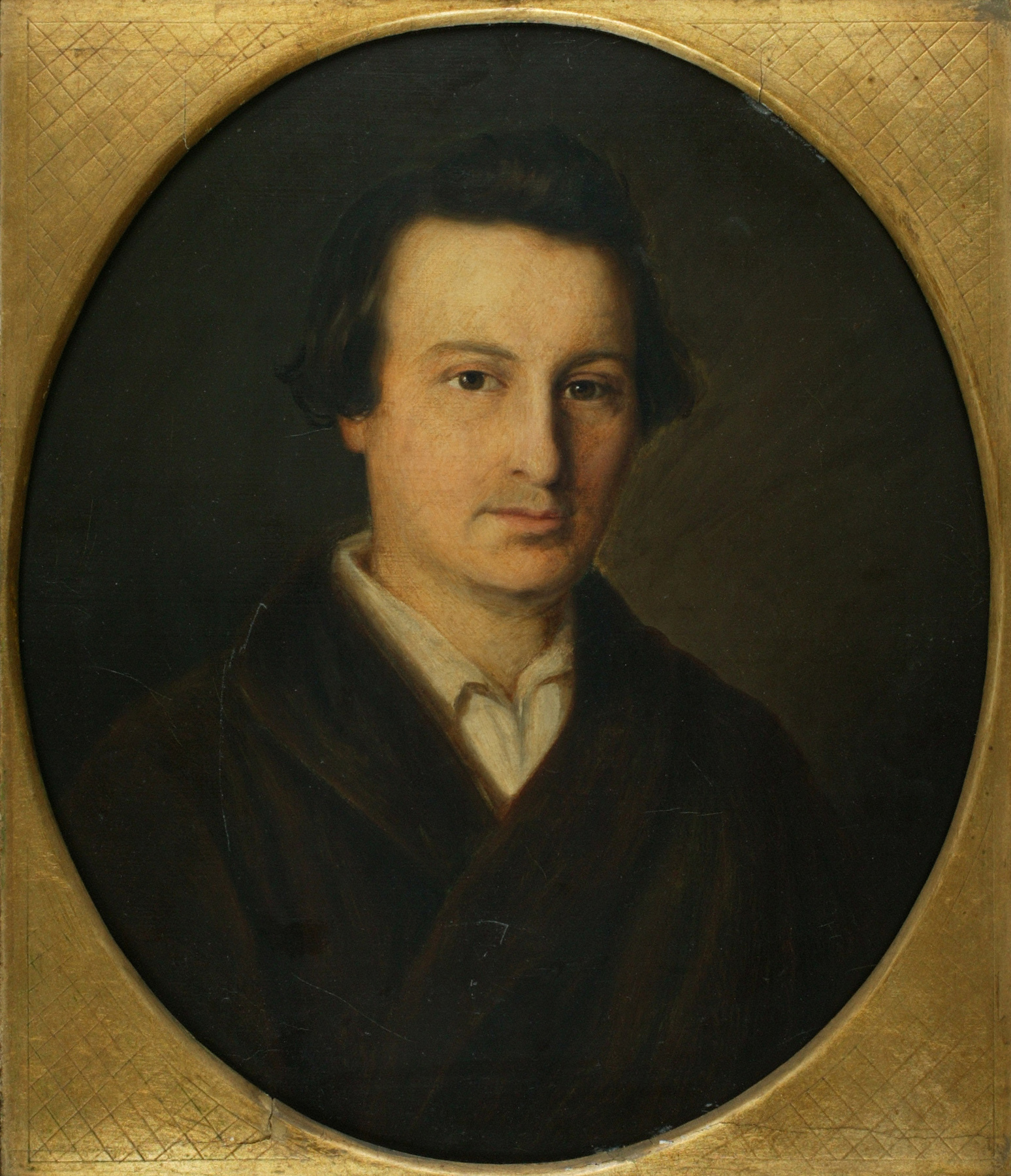
Heine zur Zeit seiner Deutschlandreisen (1843/44)

Den Abschluss der Neuen Gedichte bilden die 1843 entstandenen Nachtgedanken mit dem oft zitierten Eingangsvers
Denk ich an Deutschland in der Nacht,

Dann bin ich um den Schlaf gebracht,

Ich kann nicht mehr die Augen schließen,

Und meine heißen Thränen fließen.
Das Gedicht endet mit den Zeilen:
Gottlob! durch meine Fenster bricht

Französisch heit’res Tageslicht;

Es kommt mein Weib, schön wie der Morgen,

Und lächelt fort die deutschen Sorgen.
Die „deutschen Sorgen“ Heines betrafen nicht nur die politischen Zustände jenseits des Rheins, sondern auch seine mittlerweile verwitwete, allein lebende Mutter, deren Wohnung dem großen Hamburger Stadtbrand von 1842 zum Opfer gefallen war. Nicht zuletzt um sie wiederzusehen und ihr seine Frau vorzustellen, unternahm er 1843 und 1844 seine zwei letzten Reisen nach Deutschland. In Hamburg traf er seinen Verleger Campe und zum letzten Mal seinen Onkel Salomon Heine. Mit den Versen über das Israelitische Krankenhaus in Hamburg, das Salomon gestiftet hatte, setzte Heine seinem langjährigen Förderer ein literarisches Denkmal. Darin heißt es
| Der theure Mann! Er baute hier ein Obdach Für Leiden, welche heilbar durch die Künste Des Arztes, (oder auch des Todes!), sorgte Für Polster, Labetrank, Wartung und Pflege – | Ein Mann der That, that er, was eben thunlich; Für gute Werke gab er hin den Taglohn Am Abend seines Lebens, menschenfreundlich, Durch Wohlthun sich erholend von der Arbeit |  |

Als Salomon noch im Dezember 1844 starb, brach zwischen seinem Sohn Carl und seinem Neffen Heinrich Heine ein mehr als zwei Jahre andauernder Erbschaftsstreit aus. Carl stellte nach dem Tod seines Vaters die Zahlung einer Jahresrente ein, die Salomon Heine seinem Neffen 1838 bewilligt, deren Fortzahlung er aber nicht testamentarisch verfügt hatte. Heinrich Heine, der sich von seinem Cousin gedemütigt fühlte, setzte im weiteren Verlauf des Streits auch publizistische Mittel ein und übte öffentlich Druck auf Carl aus. Dieser stimmte im Februar 1847 schließlich einer Weiterzahlung der Rente zu, unter der Bedingung, dass Heinrich Heine nichts mehr ohne seine Zustimmung über die Familie veröffentlichen durfte. Angesichts der Krankheit Heinrich Heines in seinen letzten Lebensjahren zeigte sich Carl Heine großzügig und erhöhte die Rente.
Der Streit entsprang der steten Sorge Heines um seine eigene finanzielle Absicherung und um die seiner Frau. Dabei war er nicht nur ein künstlerisch, sondern auch ökonomisch sehr erfolgreicher Schriftsteller: Er verdiente in seiner besten Pariser Zeit bis zu 34.700 Francs jährlich, was einer aktuellen Kaufkraft (2007) von weit über 200.000 Euro entsprochen hätte. Ein Teil dieses Einkommens verdankte er der erwähnten französischen Staatsrente, die jedoch nach der Februarrevolution 1848 gestrichen wurde. Heine empfand seine finanzielle Lage dennoch immer als unsicher und stellte sie öffentlich meist schlechter dar, als sie in Wirklichkeit war. In den späten Jahren ging es ihm vor allem darum, seine Frau materiell abzusichern. Mathilde erwies sich allerdings nach Heines Tod selbst als äußerst geschäftstüchtig und verhandelte mit Campe sehr erfolgreich über die weitere Verwertung der Werke ihres Mannes.

### Heine und der Sozialismus

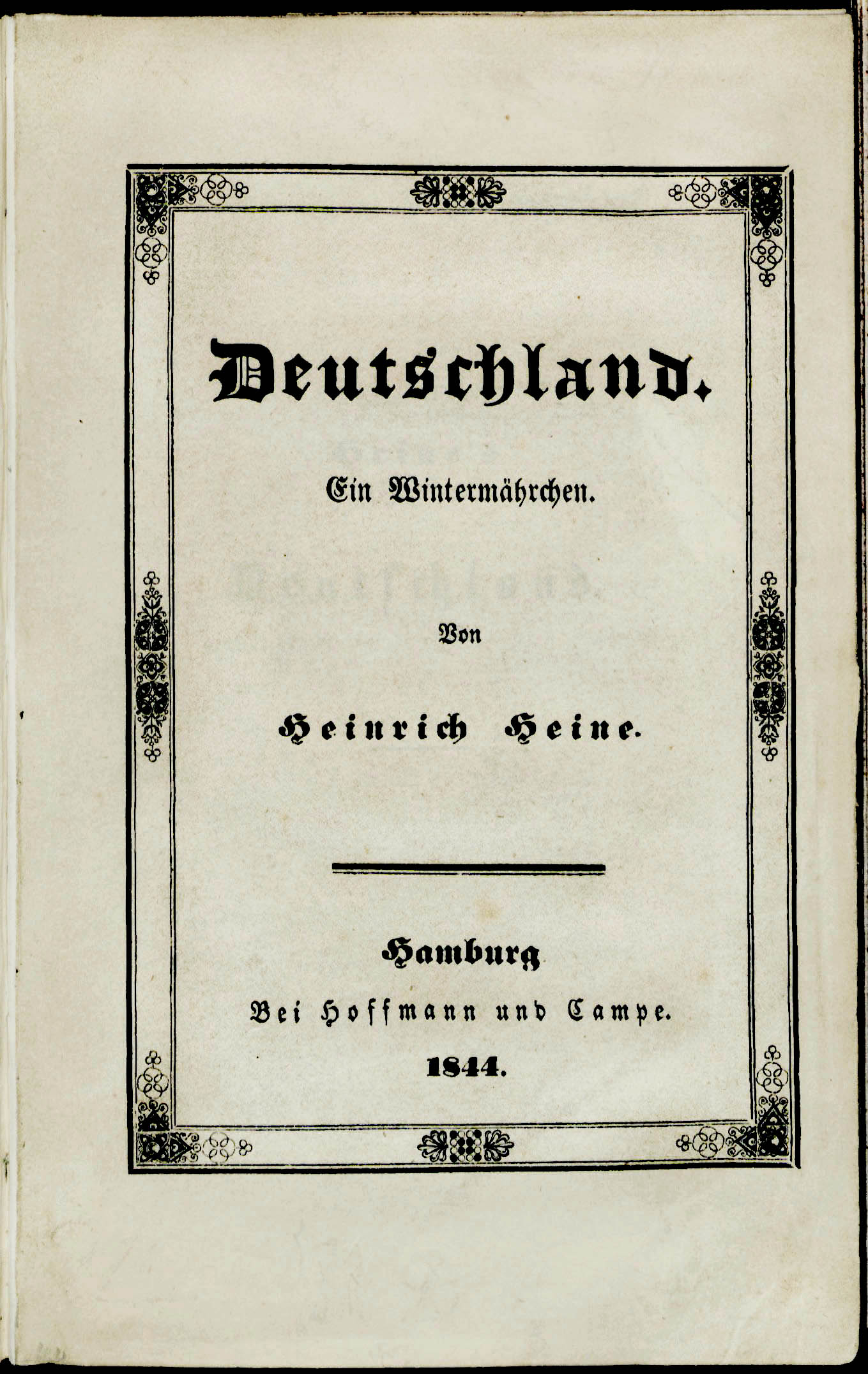
Deutschland. Ein Wintermährchen. Einband (Interimsbroschur) der ersten Separatausgabe 1844.

Mitte der 1840er Jahre entstanden Heines große Versepen Atta Troll. Ein Sommernachtstraum (1843), das auf seine Pyrenäenreise 1841 zurückgeht, und – angeregt durch seine Deutschlandreise von 1843 – Deutschland. Ein Wintermärchen (1844). Die Titel beider Werke spielen auf Stücke William Shakespeares an, auf Ein Sommernachtstraum und Das Wintermärchen. Dies verweist nach Gerhard Höhn auf ihre „antithetische Zusammengehörigkeit“. In Form eines Tierepos ironisiert Atta Troll die zeitgenössische Tendenzliteratur und preist die Autonomie der Kunst:

„Traum der Sommernacht! Phantastisch
 Zwecklos ist mein Lied. Ja, zwecklos
 Wie die Liebe, wie das Leben,
 Wie der Schöpfer sammt der Schöpfung!“

Bereits 1837 hatte Heine in einem Theater-Brief an einen Freund bekannt: „Ich bin für die Autonomie der Kunst; weder der Religion, noch der Politik soll sie als Magd dienen, sie ist sich selber letzter Zweck, wie die Welt selbst.“
Gleichwohl legte er wenig später mit Deutschland. Ein Wintermärchen eine unverhohlen engagierte Dichtung vor, in der er äußerst bissig die staatlichen, kirchlichen und gesellschaftlichen Verhältnisse in Deutschland kritisierte. So schildert er in den Eingangsversen eine Szene gleich nach dem Grenzübertritt, in der ein Mädchen „mit wahrem Gefühle und falscher Stimme“ eine fromme Weise zur Harfe singt:
| Sie sang das alte Entsagungslied, Das Eiapopeia vom Himmel, Womit man einlullt, wenn es greint, Das Volk, den großen Lümmel. Ich kenne die Weise, ich kenne den Text, Ich kenn auch die Herren Verfasser Ich weiß, sie tranken heimlich Wein Und predigten öffentlich Wasser. | Ein neues Lied, ein besseres Lied O Freunde, will ich euch dichten! Wir wollen hier auf Erden schon Das Himmelreich errichten. Wir wollen auf Erden glücklich sein, Und wollen nicht mehr darben; Verschlemmen soll nicht der faule Bauch Was fleißige Hände erwarben. |  |

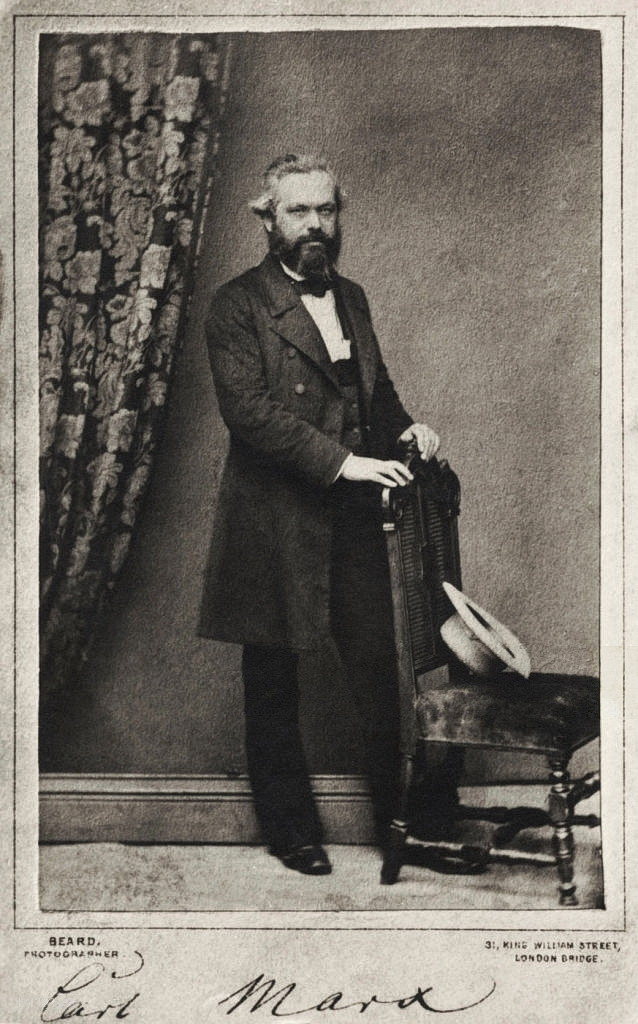
Karl Marx

In diesen Versen klingen Ideen von Karl Marx an, den er in jenen Jahren kennengelernt hatte und mit dem ihn eine enge Freundschaft verband. Marx übernahm von ihm die Metapher für die Religion als geistiges Opium aus der Börne-Denkschrift und spickte seine Beiträge für die Neue Rheinische Zeitung in den Revolutionsjahren 1848/49 häufig mit Heine-Zitaten. In seinem Hauptwerk Das Kapital hob Marx die „Courage meines Freundes H. Heine“ hervor. Georg Lukács zufolge ist Heine zu der Zeit „dem revolutionären Standpunkt von Marx und Engels näher als sonst irgendein Zeitgenosse“. Schon seit Beginn der 1840er Jahre hatte sich Heines Ton zusehends radikalisiert. Er gehörte zu den ersten deutschen Dichtern, die die Folgen der einsetzenden Industriellen Revolution zur Kenntnis nahmen und das Elend der neu entstandenen Arbeiterklasse in ihren Werken aufgriffen. Beispielhaft dafür ist sein Gedicht Die schlesischen Weber, das auch als Weberlied bekannt wurde, vom Juni 1844. Es war von dem Weberaufstand inspiriert, der im selben Monat in den schlesischen Ortschaften Peterswaldau und Langenbielau begann.

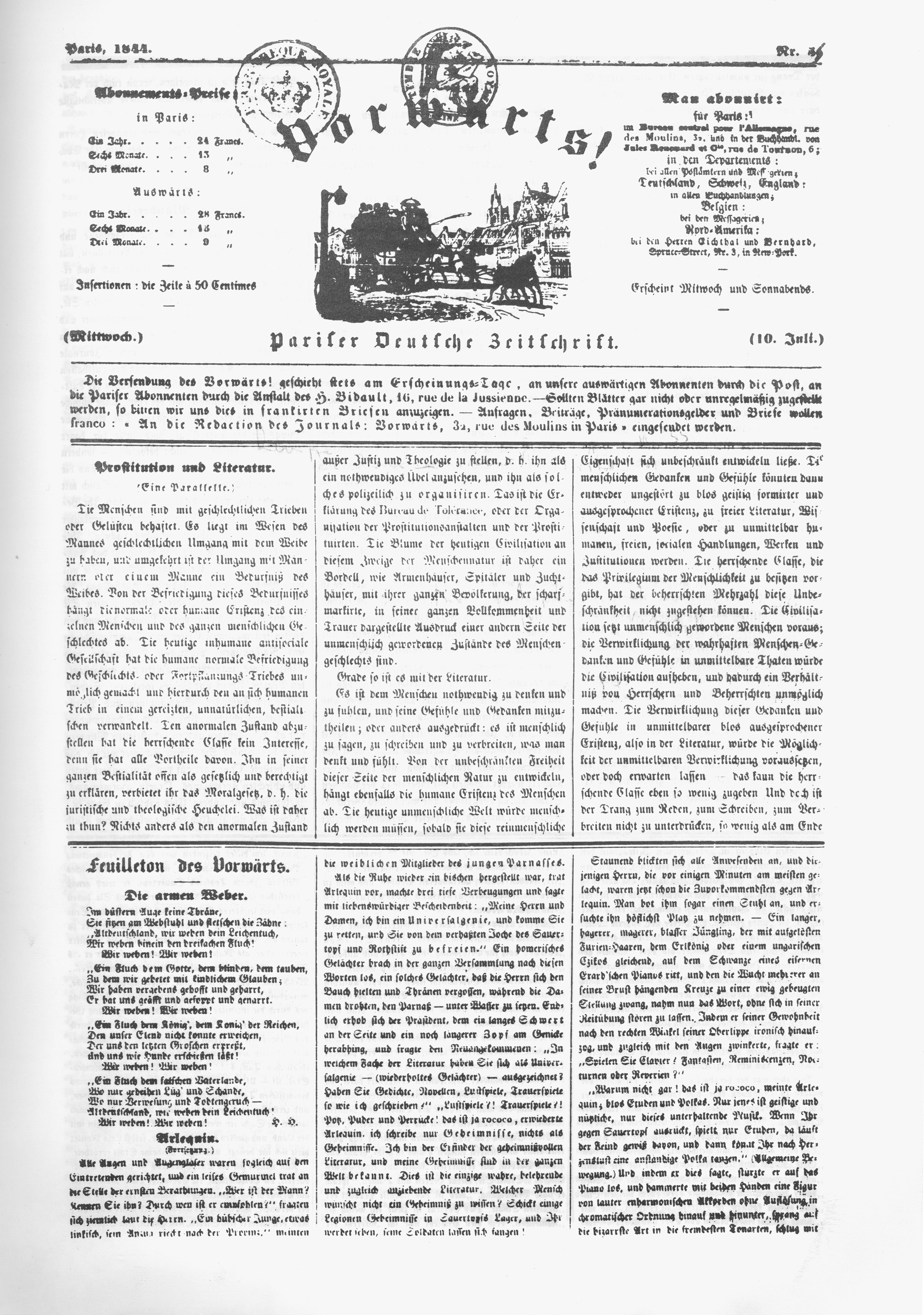
Titelblatt des Vorwärts! mit Heines Weberlied, 1844

| Im düstern Auge keine Thräne, Sie sitzen am Webstuhl und fletschen die Zähne; Deutschland, wir weben dein Leichentuch. Wir weben hinein den dreyfachen Fluch – Wir weben, wir weben! Ein Fluch dem Gotte, zu dem wir gebeten In Winterkälte und Hungersnöthen; Wir haben vergebens gehofft und geharrt, Er hat uns geäfft und gefoppt und genarrt – Wir weben, wir weben! Ein Fluch dem König, dem König der Reichen, Den unser Elend nicht konnte erweichen, Der den letzten Groschen von uns erpreßt Und uns wie Hunde erschießen läßt – Wir weben, wir weben! | Ein Fluch dem falschen Vaterlande, Wo nur gedeihen Schmach und Schande, Wo jede Blume früh geknickt, Und Fäulniß und Moder den Wurm erquickt – Wir weben, wir weben! Das Schiffchen fliegt, der Webstuhl kracht, Wir weben emsig Tag und Nacht – Altdeutschland, wir weben dein Leichentuch, Wir weben hinein den dreyfachen Fluch, Wir weben, wir weben! |  |

Der „dreifache Fluch“ bezieht sich auf den Schlachtruf der Preußen von 1813: „Mit Gott für König und Vaterland!“ Vermittelt von Karl Marx, erschien das Gedicht am 10. Juli 1844 unter dem Titel Die armen Weber in der Wochenzeitung Vorwärts!. Es wurde in einer Auflage von 50.000 Stück als Flugblatt in den Aufstandsgebieten verteilt. Der preußische Innenminister Adolf Heinrich von Arnim-Boitzenburg bezeichnete das Werk in einem Bericht an König Friedrich Wilhelm IV. als „eine in aufrührerischem Ton gehaltene und mit verbrecherischen Äußerungen angefüllte Ansprache an die Armen im Volke“. Das Königlich Preußische Kammergericht ordnete ein Verbot des Gedichts an. Ein Rezitator, der es dennoch gewagt hatte, es öffentlich vorzutragen, wurde 1846 in Preußen zu einer Gefängnisstrafe verurteilt. Friedrich Engels, der Heine im August 1844 in Paris kennengelernt hatte und ihn als den „hervorragendsten unter allen lebenden deutschen Dichtern“ bezeichnete, übersetzte das Weberlied ins Englische und publizierte es im Dezember desselben Jahres in der Zeitung „The New Moral World“. Neben Heines Mitarbeit am Vorwärts!, der eine Reihe von Heines Zeitgedichten veröffentlichte, schrieb Heine auch für die von Marx und Arnold Ruge herausgegebenen Deutsch-Französischen Jahrbücher, von denen allerdings nur ein Doppelheft erschien. Beide Publikationen wurden vom preußischen Innenministerium verboten und die Inhaftierung ihrer Mitarbeiter beim Überschreiten der Grenze angeordnet.
Im Dezember 1844 besuchte ein junger Student Heine in Paris: Ferdinand Lassalle, der spätere Begründer der deutschen Sozialdemokratie. Der energiegeladene Linkshegelianer imponierte dem Dichter ungemein wegen seiner Kampfansage an den Kapitalismus als „organisierten Räuberzustand“. Enthusiastisch schrieb Heine an Lassalles Vater: „In diesem neunzehnjährigen Jüngling sehe ich den Messias unseres Jahrhunderts.“
Darüber hinaus pflegte Heine seit Beginn seiner Pariser Zeit Kontakte zu Vertretern des Saint-Simonismus, einer frühen sozialistischen Strömung. Besonders mit Pierre Leroux, der zum gemeinsamen engeren Bekanntenkreis George Sands gehörte, kam es zum intellektuellen Austausch über dessen Sozialphilosophie und die revolutionäre Rolle der deutschen Philosophie, namentlich der Hegelschen. In einem Porträt für eine deutsche Zeitung bezeichnete er ihn als „den ersten Kirchenvater des Communismus“. Als eine führende Persönlichkeit des Sozialismus und möglichen Wegbereiter der künftigen Revolution würdigte Heine Louis Blanc, an dessen Schrift L’organisation du Travail er die „glühende Phantasie für die Leiden des Volkes“ und zugleich die „Vorliebe für Ordnung[,] jene gründliche Abneigung gegen Anarchie“ hervorhob. Trotz seiner freundschaftlichen Beziehungen zu Marx und Engels hatte er ein ambivalentes Verhältnis zur marxistischen Philosophie. Heine erkannte die Not der entstehenden Arbeiterklasse und unterstützte ihre Anliegen. Zugleich fürchtete er, dass der Materialismus und die Radikalität der kommunistischen Idee vieles von dem vernichten würden, was er an der europäischen Kultur liebte und bewunderte. Motive seines „libertären und hedonistischen Sozialismus“ finden sich auch im Vorwort zur französischen Ausgabe von „Lutezia“, das Heine im Jahr vor seinem Tod schrieb:

„Dieses Geständniß, daß den Com<m>unisten die Zukunft gehört, machte ich im Tone der größten Angst und Besorgniß, und ach! diese Tonart war keineswegs eine Maske! In der That, nur mit Grauen und Schrecken denke ich an die Zeit wo jene dunklen Iconoklasten zur Herrschaft gelangen werden: mit ihren rohen Fäusten zerschlagen sie als dann alle Marmorbilder meiner geliebten Kunstwelt, sie zertrüm<m>ern alle jene phantastischen Schnu<r>pfeifereyen die dem Poeten so lieb waren; sie hakken mir meine Lorbeerwälder um und pflanzen darauf Kartoffel<n> […] und ach! mein Buch der Lieder wird der Krautkrämer zu Düten verwenden um Kaffe oder Schnupftabak darin zu schütten für die alten Weiber der Zukunft – Ach! das sehe ich alles voraus und eine unsägliche Betrübniß ergreift mich wenn ich an den Untergang denke womit meine Gedichte und die ganze alte Weltordnu<n>g von dem Communismus bedroht ist – Und dennoch ich gestehe es freymüthig, übt derselbe auf mein Gemüth einen Zauber, dessen ich mich nicht erwehren kann, in meiner Brust sprechen zwey Stimmen zu seinen Gunsten, die sich nicht zum Schweigen bringen lassen […]. Denn die erste dieser Stimmen ist die der Logik. […] und kann ich der Prämisse nicht widersprechen: »daß alle Menschen das Recht haben zu essen«, so muß ich mich auch allen Folgerungen fügen […]. Die zweite der beiden zwingenden Stimmen von welchen ich rede, ist noch gewaltiger als die erste, denn sie ist die des Hasses, des Hasses den ich jenem gemeinsamen Feinde widme, der den bestimmtesten Gegensatz zu dem Communismus bildet und der sich dem zürnenden Riesen, schon bey seinem ersten Auftreten entgegenstellen wird – ich rede von der Parthey der sogenannten Vertreter der Nazionalität in Deutschland, von jenen falschen Patrioten deren Vaterlandsliebe nur in einem blödsinnigen Widerwillen gegen das Ausland und die Nachbarvölker besteht und die namentlich gegen Frankreich täglich ihre Galle ausgießen.“

### Die gescheiterte Revolution

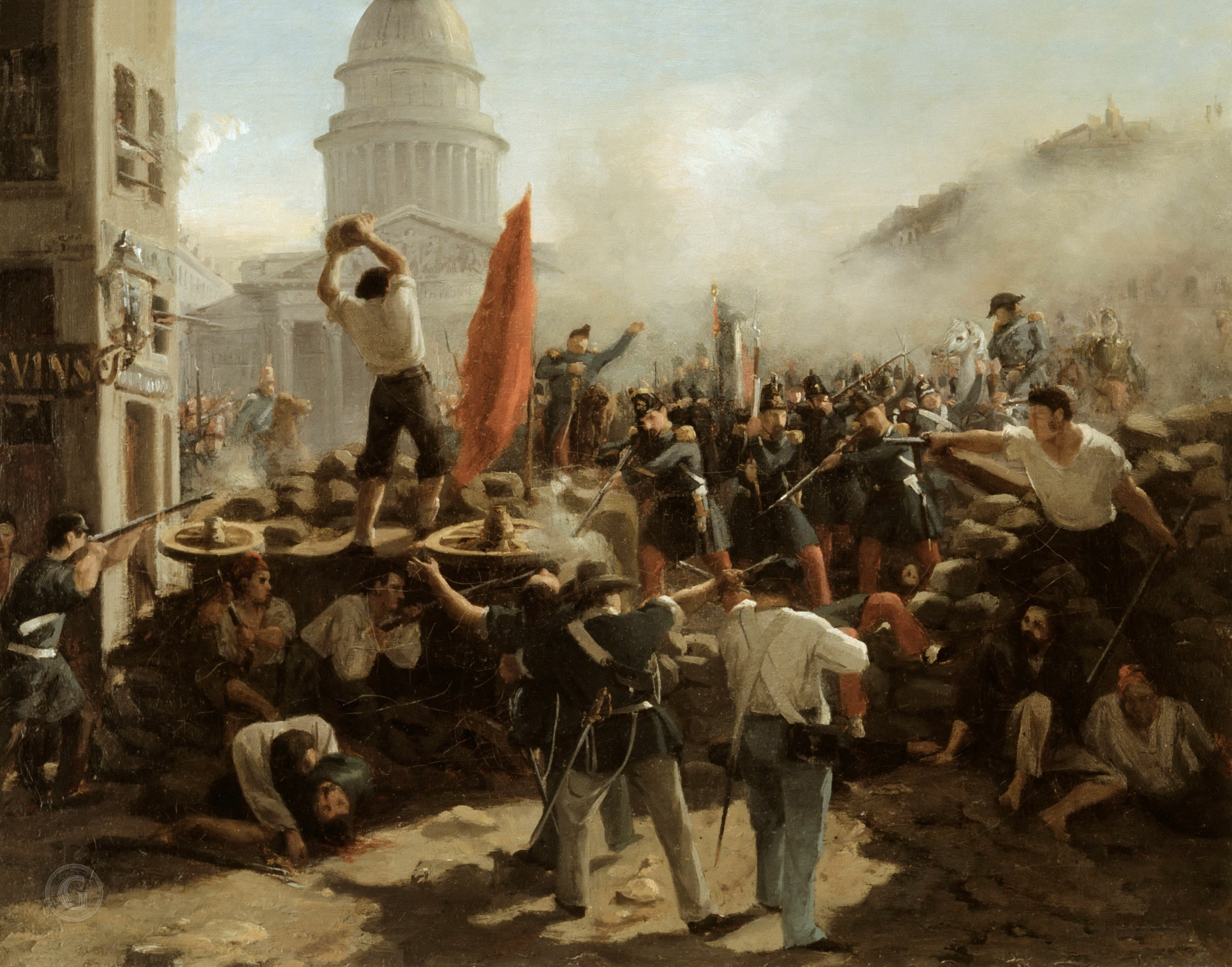
Barrikadenkampf in der Rue Soufflot, Paris, 25. Juni 1848 (Juniaufstand)

„Eine Revolution ist ein Unglück, aber ein noch größeres Unglück ist eine verunglückte Revolution.“

Der liberal-konstitutionellen Bewegung nahestehend, verfolgte Heine die europäischen Revolutionen von 1848/49 mit gemischten Gefühlen. Mit den politischen Verhältnissen, wie sie die Julirevolution von 1830 in Frankreich geschaffen hatte, war er weitgehend einverstanden. Er hatte daher auch kein Problem damit, die Rente des französischen Staates zu akzeptieren. Die Pariser Februarrevolution und ihre Auswirkungen sah er mit wachsender Skepsis. Seiner Mutter schrieb er im März 1848: „Du hast keinen Begriff davon, welche Misère jetzt hier herrscht. Die ganze Welt wird frey und bankrott.“ In einem Brief an Julius Campe vom 9. Juli 1848 charakterisierte er die „Zeitereignisse“ als „Universalanarchie, Weltkuddelmuddel, sichtbar gewordener Gotteswahnsinn“. Auch aus dem so genannten „Waterloo-Fragment“ von 1854, dessen Druck Campe ablehnte, geht Heines kritische Haltung zur Februarrevolution hervor.
In den Staaten des Deutschen Bundes ging es den Revolutionären aber darum, einen demokratisch verfassten Nationalstaat, wie Heine ihn in Frankreich bereits realisiert sah, überhaupt erst zu schaffen. Dieses Ziel, das Heine unterstützte, verfolgten zunächst auch die Liberalen während der Märzrevolution. Da die Verfechter einer republikanisch-demokratischen Staatsform aber sowohl in den neu besetzten Kammerparlamenten als auch in der Frankfurter Nationalversammlung in der Minderheit blieben, wandte sich Heine von der Entwicklung in Deutschland enttäuscht ab. Im Versuch des ersten gesamtdeutschen Parlaments, eine Monarchie unter einem erblichen Kaisertum zu schaffen, sah er politisch untaugliche, romantische Träumereien von einer Wiederbelebung des 1806 untergegangenen Heiligen Römischen Reichs.

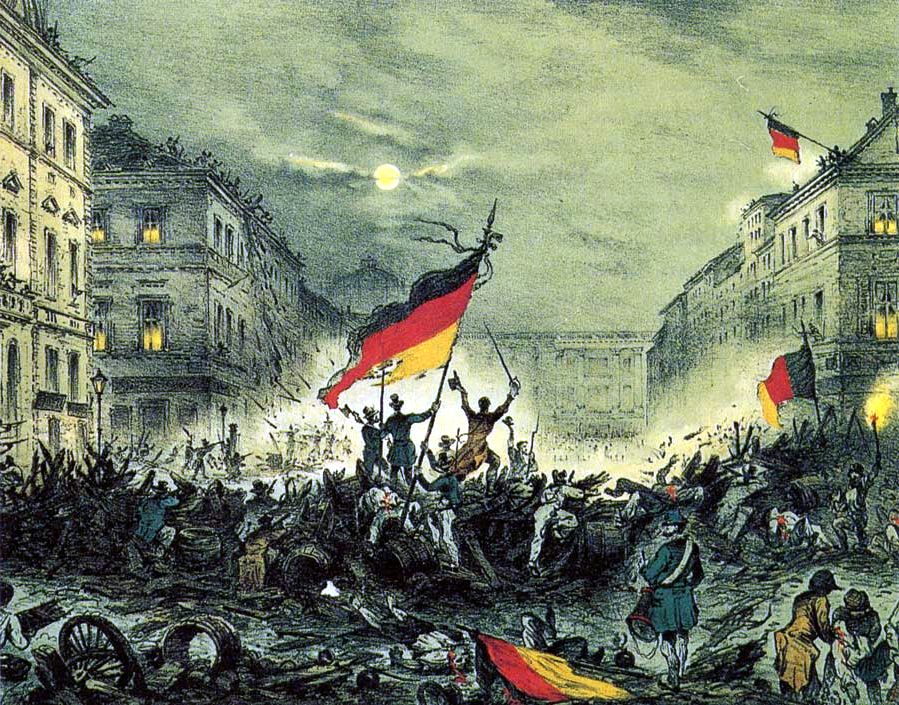
Schwarz-rot-goldene Fahnen während der Märzrevolution in Berlin

In dem Gedicht Michel nach dem März schrieb er:
| Doch als die schwarz-roth-goldne Fahn, Der alt germanische Plunder, Aufs Neu’ erschien, da schwand mein Wahn Und die süßen Mährchenwunder. Ich kannte die Farben in diesem Panier Und ihre Vorbedeutung: Von deutscher Freyheit brachten sie mir Die schlimmste Hiobszeitung. Schon sah ich den Arndt, den Vater Jahn Die Helden aus anderen Zeiten Aus ihren Gräbern wieder nah’n Und für den Kaiser streiten. | Die Burschenschaftler allesammt Aus meinen Jünglingsjahren, Die für den Kaiser sich entflammt, Wenn sie betrunken waren. Ich sah das sündenergraute Geschlecht Der Diplomaten und Pfaffen, Die alten Knappen vom römischen Recht, Am Einheitstempel schaffen – (…) |  |

Die Farben Schwarz-Rot-Gold waren in Heines Augen ein rückwärtsgewandtes Symbol, die Farben der deutschen Burschenschafter, denen er seit je her „Teutomanie“ und „Phrasenpatriotismus“ vorwarf. Dies war schon in seiner Kritik am Wartburgfest von 1817 zum Ausdruck gekommen:

„Auf der Wartburg krächzte die Vergangenheit ihren obskuren Rabengesang, und bei Fackellicht wurden Dummheiten gesagt und getan, die des blödsinnigsten Mittelalters würdig waren! (…) Auf der Wartburg herrschte jener beschränkte Teutomanismus, der viel von Liebe und Glaube greinte, dessen Liebe aber nichts anderes war als Haß des Fremden und dessen Glaube nur in der Unvernunft bestand, und der in seiner Unwissenheit nichts Besseres zu erfinden wußte als Bücher zu verbrennen!“

Seinen nationalistischen Gegnern hatte er bereits 1844 im Vorwort zu „Deutschland. Ein Wintermärchen“ geantwortet: „Pflanzt die schwarzrotgoldne Fahne auf die Höhe des deutschen Gedankens, macht sie zur Standarte des freien Menschtums, und ich will mein bestes Herzblut für sie hingeben. Beruhigt euch, ich liebe das Vaterland ebensosehr wie ihr.“
Die erste Phase der Revolution scheiterte, als Preußens König Friedrich Wilhelm IV. im Frühjahr 1849 die erbliche Kaiserwürde ablehnte, die ihm eine von der Nationalversammlung entsandte Kaiserdeputation angetragen hatte. Als Reaktion darauf entstand insbesondere in West- und Südwestdeutschland eine neue demokratische Aufstandsbewegung, die die Fürsten zur Annahme der Paulskirchenverfassung zwingen wollte. Bis Ende Juli 1849 schlugen vor allem preußische Truppen diese letzte Welle der Revolution nieder, zuletzt im Großherzogtum Baden. Resigniert kommentierte Heine die Vorgänge in seinem Gedicht Im Oktober 1849:
| Gelegt hat sich der starke Wind Und wieder stille wird’s daheime. Germania, das große Kind Erfreut sich wieder seiner Weihnachtsbäume. (…) | Gemüthlich ruhen Wald und Fluß, Von sanftem Mondlicht übergossen; Nur manchmal knallt’s – Ist das ein Schuß? – Es ist vielleicht ein Freund, den man erschossen. |  |

Christian Liedtke, Archivar am Heinrich-Heine-Institut, wertet dieses Gedicht als „beispielhaft für seine [Heines] gesamte politische Lyrik im Nachmärz“, die er mit einem Wort von Klaus Briegleb als eine „Poesie der Besiegten“ charakterisiert.
Das Scheitern der deutschen Revolution führte Heine nach Walter Grab auf subjektive Faktoren zurück, nämlich die „Dummheit, Feigheit und politischen Mittelmäßigkeit ihrer intellektuellen Wortführer“. Ihnen sei es nicht gelungen, ihre politischen Forderungen mit den „sozialen Anliegen der Massen des Kleinbürgertums, der Bauern, Handwerker und Arbeiter zu verknüpfen“ wie es noch die Jakobiner im „Großen Wohlfahrtsausschuss“ 1793 vermocht hätten.
Die eigentliche deutsche Revolution stand für Heine noch aus, aber er war sicher, dass sie eines Tages kommen würde. Denn er war grundsätzlich der Auffassung, dass jedes Wissen und jede Erkenntnis irgendwann zur Tat werde. In Caput VI des „Wintermärchens“ kleidet er diese Überzeugung in das Bild der geheimnisvollen, dunklen Gestalt, die ihm überall hin folgt und sich ihm schließlich zu erkennen gibt:
Ich bin dein Liktor, und ich geh

Beständig mit dem blanken

Richtbeile hinter dir – ich bin

Die Tat von deinem Gedanken.
In Bezug auf eine kommende deutsche Revolution hatte Heine diesem Gedanken, nach dem jede große Idee sich irgendwann in der Wirklichkeit manifestiert, schon 1834 in diesen später vielzitierten Sätzen Ausdruck verliehen:

„Das Christenthum – und das ist sein schönstes Verdienst – hat jene brutale germanische Kampflust einigermaßen besänftigt, konnte sie jedoch nicht zerstören, und wenn einst der zähmende Talisman, das Kreuz, zerbricht, dann rasselt wieder empor die Wildheit der alten Kämpfer, die unsinnige Berserkerwuth […] Der Gedanke geht der That voraus, wie der Blitz dem Donner. Der deutsche Donner ist freylich auch ein Deutscher und ist nicht sehr gelenkig und kommt etwas langsam herangerollt; aber kommen wird er, und wenn Ihr es einst krachen hört, wie es noch niemals in der Weltgeschichte gekracht hat, so wißt: der deutsche Donner hat endlich sein Ziel erreicht. Bey diesem Geräusche werden die Adler aus der Luft todt niederfallen, und die Löwen in der fernsten Wüste Afrikas werden die Schwänze einkneifen und sich in ihre königlichen Höhlen verkriechen. Es wird ein Stück aufgeführt werden in Deutschland, wogegen die französische Revoluzion nur wie eine harmlose Idylle erscheinen möchte.“

Dieser Text war auf die deutschen „Naturphilosophen“ gemünzt, wie Heine gegenüber seinen französischen Lesern Denker wie Kant, Fichte oder Hegel bezeichnete. Im 20. Jahrhundert wurde diese Passage aus den unterschiedlichsten Perspektiven heraus als Prophezeiung verstanden. Die einen sahen im „deutschen Donner“ den Sieg des Marxismus vorhergesagt, die anderen betrachteten den Text als Warnung vor den Gewaltzexzessen des Nationalsozialismus.

### Matratzengruft
Als Heine im Mai 1848 zum letzten Mal alleine das Haus verließ, erlitt er einen Zusammenbruch – nach eigener Darstellung im Louvre vor der Venus von Milo. Fast vollständig gelähmt, sollte er die acht verbleibenden Jahre bis zu seinem Tod bettlägerig in der von ihm so bezeichneten „Matratzengruft“ verbringen. Bereits 1832 hatten sich erste Symptome der Krankheit – Lähmungserscheinungen, Kopfschmerzattacken und Sehschwächen – gezeigt. Seit 1845 hatte sich das Nervenleiden in mehreren Schüben dramatisch verschlechtert. 1846 war er sogar vorzeitig für tot erklärt worden. Aufenthalte in Kurorten, etwa 1846 in Barèges in den Pyrenäen oder 1847 auf dem Lande bei Montmorency, brachten keine merkliche Linderung mehr. Dazu kamen die Belastungen des jahrelangen Erbschaftsstreits mit seinem Hamburger Cousin Carl Heine, der erst Anfang 1847 beigelegt wurde. Heines Gesundheit war zu diesem Zeitpunkt bereits weitgehend zerrüttet.
Friedrich Engels berichtete im Januar 1848, noch vor dem endgültigen Zusammenbruch: „Heine ist am Kaputtgehen. Vor 14 Tagen war ich bei ihm, da lag er im Bett und hatte einen Nervenanfall gehabt. Gestern war er auf, aber höchst elend. Er kann keine drei Schritt mehr gehen, er schleicht, an den Mauern sich stützend, von Fauteuil bis ans Bett und vice versa. Dazu Lärm in seinem Hause, der ihn verrückt macht.“ Seinem Bruder Maximilian schrieb Heine am 12. September 1848: „So viel ist gewiß, daß ich in den letzten 3 Monaten mehr Qualen erduldet als jemals die spanische Inquisition ersinnen konnte.“

#### Heines Krankheit

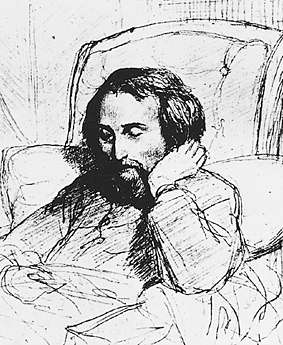
Der kranke Heinrich Heine (Bleistiftzeichnung von Charles Gleyre, 1851)

Heine selbst war überzeugt, an Syphilis erkrankt zu sein, und viele der bekanntgewordenen Symptome deuten tatsächlich auf einen syphilitischen Charakter seines Leidens hin. So spricht etwa der Neurologe Roland Schiffter von einer „Neurosyphilis in Form der chronischen Meningitis“. Zahlreiche Biographen übernahmen Heines Selbstdiagnose, die aber bis heute immer wieder in Frage gestellt wird. Gegen eine syphilitische Erkrankung spricht beispielsweise, dass Heines geistige Schaffenskraft in den qualvollen Jahren des Krankenlagers nicht nachließ.
Nach einer eingehenden Untersuchung aller zeitgenössischen Dokumente zu Heines Krankengeschichte in den 1990er Jahren wurden die wichtigsten Symptome einer komplexen, tuberkulösen Erkrankung zugeordnet. Eine weitere Untersuchung von Haaren des Dichters im Jahr 1997 legte dagegen eine chronische Bleivergiftung nahe. Andere Vermutungen gehen dahin, dass es sich bei Heines Krankheit womöglich um amyotrophe Lateralsklerose oder um multiple Sklerose gehandelt haben könnte. Ein erblicher Charakter seines Leidens wird ebenfalls diskutiert, da auch Heines Vater an einer Erkrankung des zentralen Nervensystems gelitten hatte.
Da Heine kaum noch selbst schreiben konnte, diktierte er seine Verse und Schriften meist einem Sekretär oder überließ diesem seine eigenhändigen Entwürfe zur Reinschrift. Das Korrekturlesen von Druckvorlagen gab er bis zuletzt nicht aus der Hand, obwohl dies für den nahezu Erblindeten eine zusätzliche Belastung darstellte.

#### Heine und die Religion
Trotz seiner Sympathien für die Religion seiner Vorfahren und deren Kultur war Heinrich Heine nie ein frommer Jude. Sein Übertritt zum protestantischen Christentum wiederum erfolgte aus rein pragmatischen Gründen. Grundsätzlich skeptisch gegenüber religiösen Gefühlen und Überzeugungen, schreckte ihn aber auch der radikale Materialismus der Kommunisten ab und er bekannte sich nie zum Atheismus. Dass religiöse Sinnfragen, etwa die nach dem Bösen, ihn bewegten, er sich aber gleichwohl bewusst war, dass es auf diese Fragen keine letztgültigen Antworten gab, zeigt sein spätes Gedicht Zum Lazarus
| Laß die heilgen Parabolen, Laß die frommen Hypothesen – Suche die verdammten Fragen Ohne Umschweif uns zu lösen. | Warum schleppt sich blutend, elend, Unter Kreuzlast der Gerechte, Während glücklich als ein Sieger Trabt auf hohem Roß der Schlechte? | Woran liegt die Schuld? Ist etwa Unser Herr nicht ganz allmächtig? Oder treibt er selbst den Unfug? Ach, das wäre niederträchtig. | Also fragen wir beständig, Bis man uns mit einer Handvoll Erde endlich stopft die Mäuler – Aber ist das eine Antwort? |  |

Aus dem Nachwort zu seinem kurz zuvor erschienenen Spätwerk „Romanzero“ von September 1851 geht hervor, dass Heine in den Jahren vor seinem Tod zu einer milderen Beurteilung der Religion gelangte:

„Ja, ich bin zurückgekehrt zu Gott, wie der verlorene Sohn, nachdem ich lange Zeit bei den Hegelianern die Schweine gehütet. War es die Misère, die mich zurücktrieb? Vielleicht ein minder miserabler Grund. Das himmlische Heimweh überfiel mich und trieb mich fort durch Wälder und Schluchten, über die schwindlichsten Bergpfade der Dialektik. Auf meinem Wege fand ich den Gott der Pantheisten, aber ich konnte ihn nicht gebrauchen. Dies arme träumerische Wesen ist mit der Welt verwebt und verwachsen, gleichsam in ihr eingekerkert, und gähnt dich an, willenlos und ohnmächtig. Um einen Willen zu haben, muß man eine Person sein, und, um ihn zu manifestiren, muß man die Ellbogen frei haben. Wenn man nun einen Gott begehrt, der zu helfen vermag – und das ist doch die Hauptsache – so muß man auch seine Persönlichkeit, seine Außerweltlichkeit und seine heiligen Attribute, die Allgüte, die Allweisheit, die Allgerechtigkeit u. s. w. annehmen. Die Unsterblichkeit der Seele, unsre Fortdauer nach dem Tode, wird uns alsdann gleichsam mit in den Kauf gegeben, wie der schöne Markknochen, den der Fleischer, wenn er mit seinen Kunden zufrieden ist, ihnen unentgeltlich in den Korb schiebt.
[…]
Ausdrücklich widersprechen muß ich jedoch dem Gerüchte, als hätten mich meine Rückschritte bis zur Schwelle irgend einer Kirche oder gar in ihren Schooß geführt. Nein, meine religiösen Ueberzeugungen und Ansichten sind frei geblieben von jeder Kirchlichkeit; kein Glockenklang hat mich verlockt, keine Altarkerze hat mich geblendet. Ich habe mit keiner Symbolik gespielt und meiner Vernunft nicht ganz entsagt. Ich habe nichts abgeschworen, nicht einmal meine alten Heidengötter, von denen ich mich zwar abgewendet, aber scheidend in Liebe und Freundschaft.“

Genährt werden solche Gerüchte bis heute durch christliche Autoren unterschiedlicher Couleur. Sie schreiben Heine ein Gedicht zu (Zerschlagen ist die alte Leier am Felsen, welcher Christus heißt), das sie als Beleg für seine vollkommene Hinwendung zum Christentum werten. Die Heine-Forschung hat diese Zuschreibung mit Verweisen auf Inhalt und Stil des Gedichtes stets abgelehnt. Der Potsdamer Religionswissenschaftler Nathanael Riemer konnte 2017 nachweisen, dass das Gedicht auf den Pfarrer und „Märzrevolutionär“ Bernhard Martin Giese (1816–1873) zurückgeht.
Wie Heine tatsächlich über die organisierte Religion dachte, zeigt sein Testament vom 13. November 1851. Darin bekannte er sich zum Glauben an einen persönlichen Gott, ohne sich einer der christlichen Kirchen oder dem Judentum wieder anzunähern:

„Obschon ich durch den Taufakt der lutherischen Konfession angehöre, wünsche ich nicht, daß die Geistlichkeit dieser Kirche zu meinem Begräbnisse eingeladen werde; ebenso verzichte ich auf die Amtshandlung jeder andern Priesterschaft, um mein Leichenbegängnis zu feiern. Dieser Wunsch entspringt aus keiner freigeistigen Anwandlung. Seit vier Jahren habe ich allem philosophischen Stolze entsagt und bin zu religiösen Ideen und Gefühlen zurückgekehrt; ich sterbe im Glauben an einen einzigen Gott, den ewigen Schöpfer der Welt, dessen Erbarmen ich anflehe für meine unsterbliche Seele. Ich bedaure, in meinen Schriften zuweilen von heiligen Dingen ohne die ihnen schuldige Ehrfurcht gesprochen zu haben, aber ich wurde mehr durch den Geist meines Zeitalters als durch meine eigenen Neigungen fortgerissen. Wenn ich unwissentlich die guten Sitten und die Moral beleidigt habe, welche das wahre Wesen aller monotheistischen Glaubenslehren ist, so bitte ich Gott und die Menschen um Verzeihung.“

#### Spätwerk und Tod

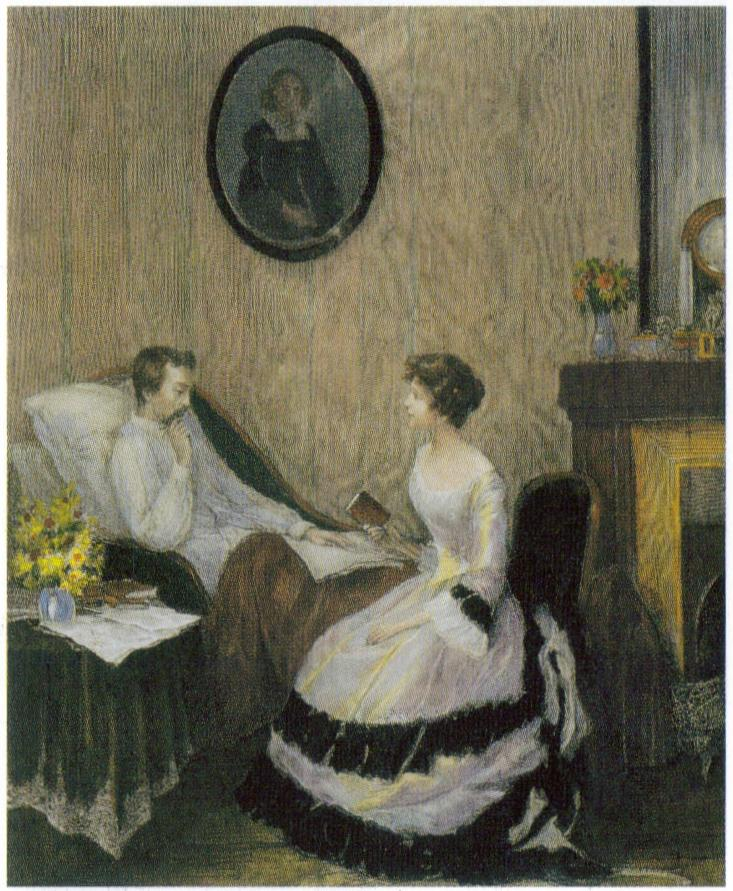
Heinrich Heine und Elise Krinitz, Holzschnitt von Heinrich Lefler

Als letzte größere Arbeit vor seinem Zusammenbruch vollendete Heine Ende 1846 das Tanzpoem Der Doktor Faust. Das Ballett, das der Londoner Operndirektor Benjamin Lumley bei ihm in Auftrag gegeben hatte, wurde jedoch nicht aufgeführt. Bemerkenswert an dem Libretto ist, dass Heine den Teufel als weibliche Mephistophela anlegte und dass sein Faust, im Gegensatz zu dem des bewunderten Goethe, nicht gerettet, sondern erbarmungslos gerichtet wird.
Selbst unter den schwierigen Bedingungen seiner Krankheit schuf und veröffentlichte Heine noch eine Reihe bedeutender Werke, die er u. a. seinem Sekretär Karl Hillebrand diktierte. Auch Hillebrands Freund Wilhelm Liebknecht, später einer der Gründer der SPD, übernahm kurzzeitig Lektoratsarbeiten für Heine. Zu den Werken aus der Matratzengruft gehören drei Bände Vermischte Schriften von 1854. Sie enthielten unter anderem die Geständnisse, in der Heine versucht, seine Position in der deutschen Literaturgeschichte und seine Haltung zur Religion zu bestimmen, ferner die Gedichte. 1853 und 1854 sowie Lutezia, laut Untertitel eine Auswahl von „Berichten über Kunst, Politik und Volksleben“. Heine hatte diese Berichte ursprünglich zwischen 1840 und 1846 für die Augsburger Allgemeine Zeitung verfasst, die sie aber wegen der Zensur oft nur in gekürzter oder verstümmelter Form hatte drucken können. In Lutezia – der Titel ist der lateinische Name von Paris – erschienen sie nun in der Originalversion. In ihnen spiegelte sich auch Heines Bemühen, das Phänomen Napoleon zu „historisieren“. Anlässlich der Überführung seiner „sterblichen Überreste“ von St-Helena nach Paris, um im Invalidendom ihre Ruhestätte zu finden, schrieb er:

„Der Kaiser ist todt. Mit ihm starb der letzte Held nach altem Geschmack, und die neue Philisterwelt athmet auf, wie erlöst von einem glänzenden Alp. Ueber seinem Grabe erhebt sich eine industrielle Bürgerzeit, die ganz andre Heroen bewundert, etwa den tugendhaften Lafayette, oder James Watt, den Baumwollespinner.“

Heines bekanntestes Spätwerk ist der 1851 erschienene dritte Gedichtband Romanzero, der aus drei Teilen besteht. Insbesondere im mittleren Teil, in den Lamentazionen, thematisierte Heine das Leiden jener Jahre, in denen er auf „den Scherbenhaufen seines Lebens“ zurückblickte. Im Lazarus-Zyklus findet die „Leidensthematik ihren subjektivsten und radikalsten Ausdruck“. Im Schlussgedicht des zweiten Buches, Enfant Perdu, zog er die Bilanz seines politischen Lebens:
Verlor’ner Posten in dem Freyheitskriege,

Hielt ich seit dreyzig Jahren treulich aus.

Ich kämpfte ohne Hoffnung, daß ich siege.

Ich wußte, nie komm’ ich gesund nach Haus.

[…]

Ein Posten ist vakant! – Die Wunden klaffen –

Der eine fällt, die anderen rücken nach –

Doch fall’ ich unbesiegt, und meine Waffen

Sind nicht gebrochen –. Nur mein Herze brach.
Im letzten Teil, in den Hebräischen Melodien, verwob Heine die „Leiden in der Matratzengruft mit dem jahrtausendealten Judenschmerz im Exil“, wobei er sich mit Dichtern identifizierte, „die mehr Fremdlinge auf dieser Welt sind“ und „die ihr Dichtertum mit Tod und Erniedrigung bezahlt haben“.

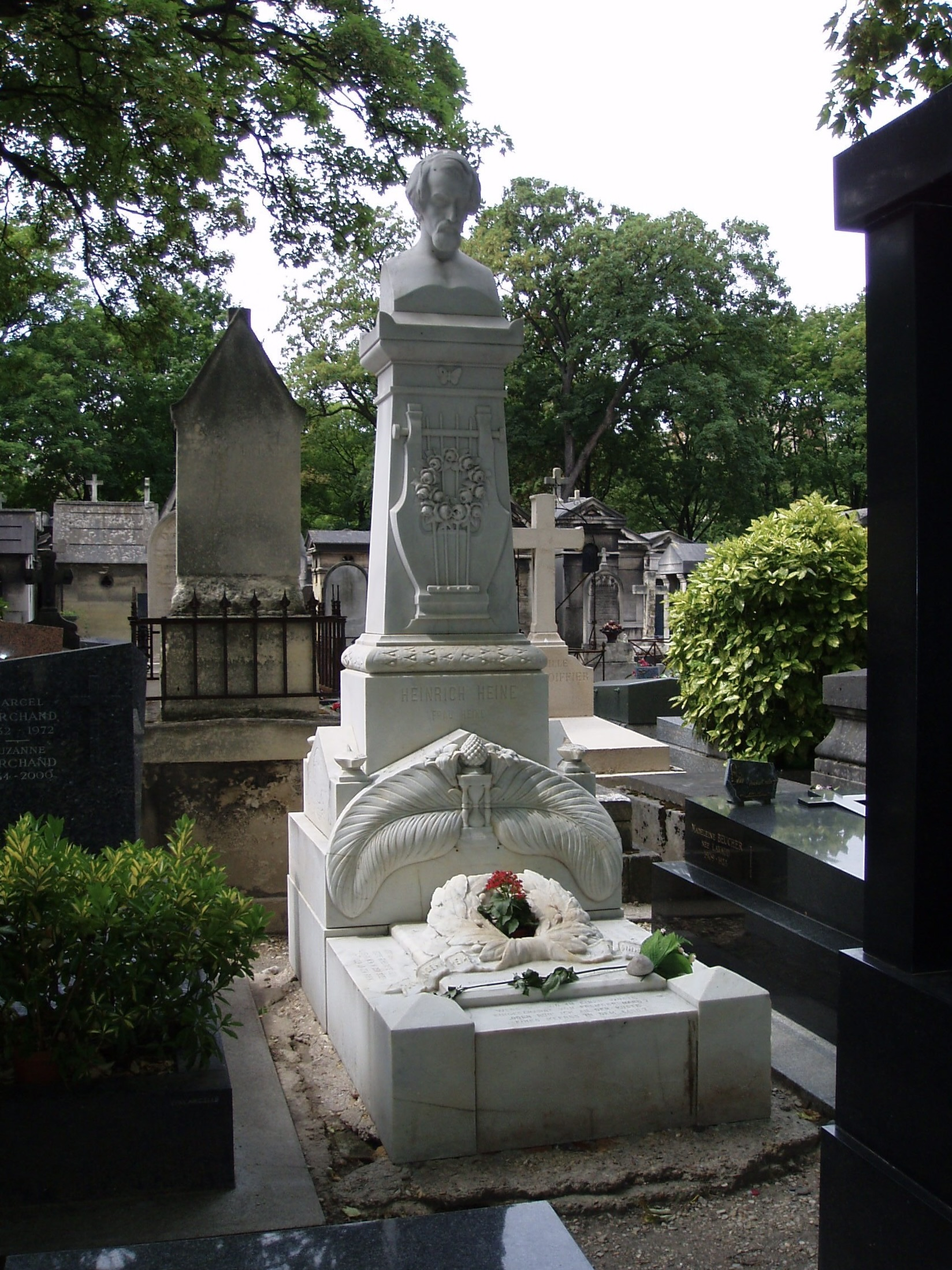
Heines Grab auf dem Friedhof Montmartre in Paris

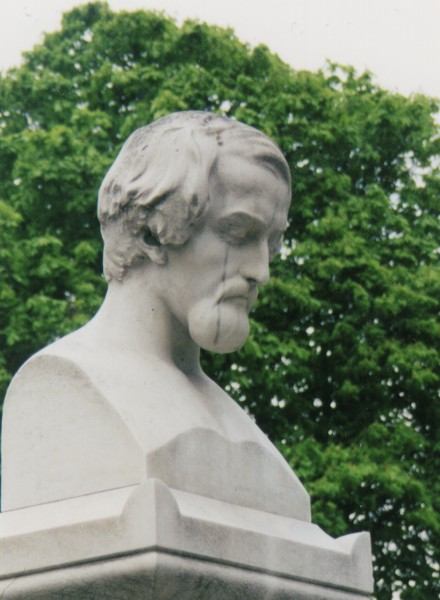
Heines Grabbüste, zwischen 1899 und 1901 geschaffen von Louis Hasselriis

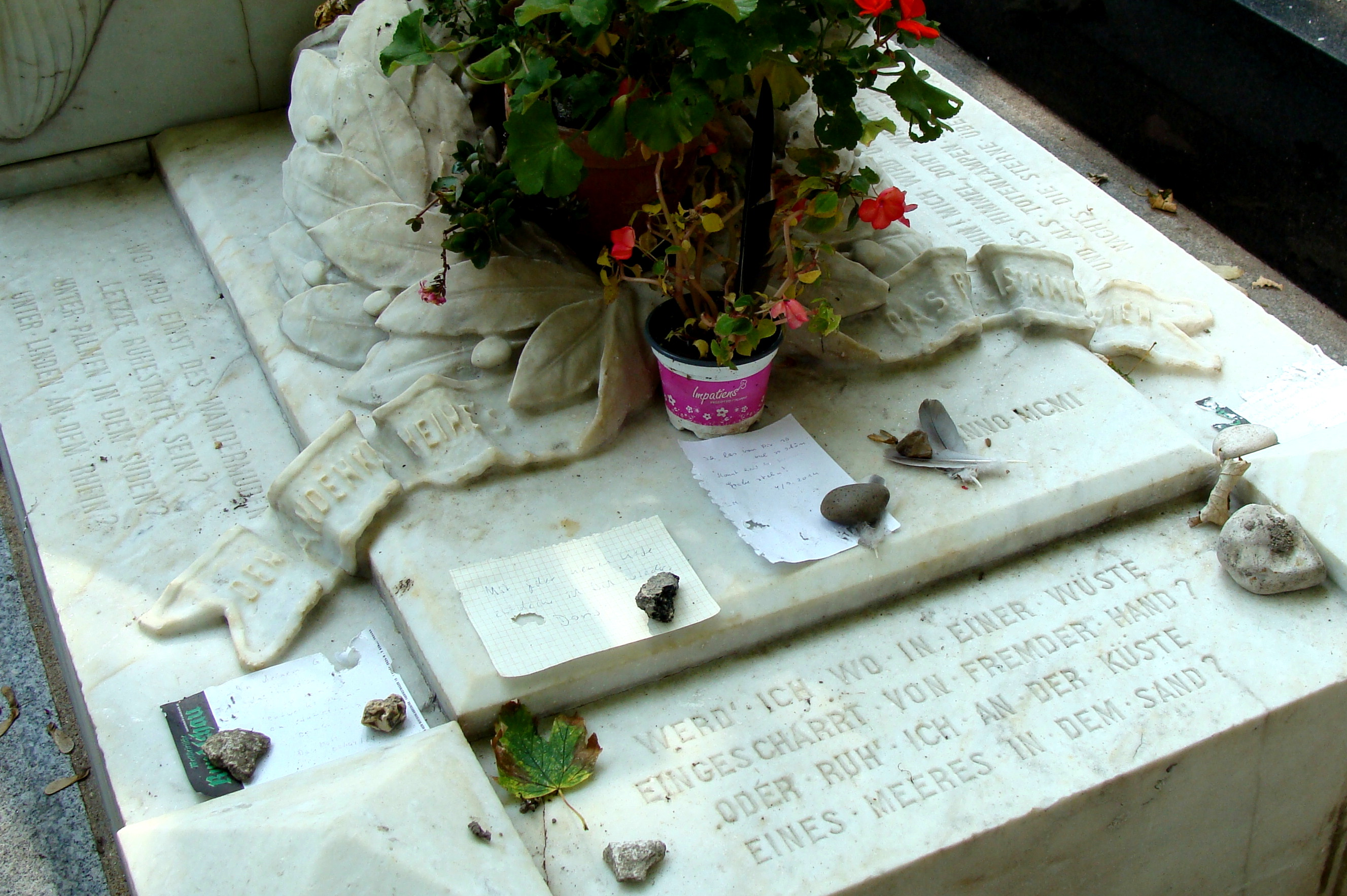
Das Gedicht Wo auf Heines Grab

Trotz seines Leidens kamen Heine Humor und Leidenschaft nicht abhanden. Die letzten Monate seines Lebens erleichterten ihm die Besuche seiner Verehrerin Elise Krinitz, die er – nach der Fliege (frz. mouche) in ihrem Briefsiegel – zärtlich „Mouche“ nannte. Die 31-jährige gebürtige Deutsche war als Adoptivkind nach Paris gekommen und verdiente ihren Lebensunterhalt mit „Klavierstunden und deutschem Sprachunterricht“. Später wurde sie unter den Pseudonymen Camille und Camilla Selden selbst Schriftstellerin. Heine machte die Freundin zu seiner „angebeteten Lotosblume“ und „holdseligen Bisamkatze“. Auch Elise Krinitz liebte den todkranken, fast blinden Mann aufrichtig, war er doch einst der „Lieblingsdichter ihrer jungen Jahre“ gewesen. Wegen Heines Hinfälligkeit konnte sich diese Leidenschaft jedoch nur auf geistiger Ebene entfalten. Er kommentierte dies selbstironisch in den Versen
Worte! Worte! keine Thaten!

niemals Fleisch, geliebte Puppe.

Immer Geist und keinen Braten,

Keine Knödel in der Suppe!
Dass er sogar über den Tod noch scherzen konnte – und sich seines Rangs in der deutschen Literatur vollauf bewusst war –, zeigt sein Gedicht Der Scheidende:
Erstorben ist in meiner Brust

Jedwede weltlich eitle Lust,

Schier ist mir auch erstorben drin

Der Haß des Schlechten, sogar der Sinn

Für eigne wie für fremde Not –

Und in mir lebt nur noch der Tod!

Der Vorhang fällt, das Stück ist aus,

Und gähnend wandelt jetzt nach Haus

Mein liebes deutsches Publikum,

Die guten Leutchen sind nicht dumm,

Das speist jetzt ganz vergnügt zu Nacht,

Und trinkt sein Schöppchen, singt und lacht –

Er hatte recht, der edle Heros,

Der weiland sprach im Buch Homeros’:

Der kleinste lebendige Philister

Zu Stukkert am Neckar, viel glücklicher ist er

Als ich, der Pelide, der tote Held,

Der Schattenfürst in der Unterwelt.
Am 17. Februar 1856 starb Heinrich Heine in Paris im Alter von 58 Jahren. Sein Freund, der Philologe Frédéric Baudry, überlieferte laut dem Tagebuch der Brüder Edmond und Jules de Goncourt die letzten, an Mathilde gerichteten Worte des Dichters. Als Heine gehört habe, dass sie neben seinem Sterbebett betete, Gott möge ihm verzeihen, habe er sie unterbrochen: „N’en doute pas, ma chère, il me pardonnera; c’est son métier!“ – „Zweifle nicht daran, meine Liebe, er wird mir verzeihen. Das ist sein Geschäft!“ Drei Tage nach seinem Tod wurde Heine auf dem Friedhof Montmartre beerdigt. Nach seinem ausdrücklichen Willen fand Mathilde, die er als seine Universalerbin eingesetzt hatte, nach ihrem Tod 27 Jahre später ihre letzte Ruhe in derselben Grabstätte. Das im Jahr 1901 erstellte Grabmal ziert eine von dem dänischen Bildhauer Louis Hasselriis stammende Marmorbüste Heines und sein Gedicht Wo?.
| Wo wird einst des Wandermüden Letzte Ruhestätte seyn? Unter Palmen in dem Süden? Unter Linden an dem Rhein? | Werd ich wo in einer Wüste Eingescharrt von fremder Hand? Oder ruh ich an der Küste Eines Meeres in dem Sand. | Immerhin mich wird umgeben Gotteshimmel, dort wie hier, Und als Todtenlampen schweben Nachts die Sterne über mir. |

## Bedeutung und Nachleben
Aufgrund seiner Eigenständigkeit sowie seiner formalen und inhaltlichen Breite lässt sich Heines Werk keiner eindeutigen literarischen Strömung zuordnen. Heine geht aus der Romantik hervor, überwindet aber bald deren Ton und Thematik – auch in der Lyrik. Sein Biograf Joseph Anton Kruse sieht in seinem Werk Elemente der Aufklärung, der Weimarer Klassik, des Realismus und des Symbolismus.

### Heine als Zeitschriftsteller
Heine gilt vor allem als politisch kritischer Autor des Vormärz. Mit den Schriftstellern des Jungen Deutschland, denen er zugerechnet wurde, verband ihn das Streben nach politischer Veränderung hin zu mehr Demokratie in ganz Europa, speziell in Deutschland. Dass er sich die Verwirklichung der Demokratie auch in einer konstitutionellen Monarchie wie der des Bürgerkönigs Louis-Philippe vorstellen konnte, brachte ihm Kritik von Seiten überzeugter Republikaner ein. Heines Distanzierung von der „Tendenzliteratur“, die er mit „gereimten Zeitungsartikeln“ verglich, erfolgte hingegen weniger aus politischen als aus ästhetischen Motiven. Persönlich stand Heine Karl Marx und Friedrich Engels nahe, ohne deren politische Philosophie völlig zu teilen.
Für Jürgen Habermas war Heine der „erste große Zeitschriftsteller“ im Zeitalter der entstehenden Massenpresse. Er folgte damit Gerhard Höhns Hinweis auf einen neuen Dichtertyp, der in der Übergangszeit von der feudalen Ständegesellschaft zur bürgerlichen Klassengesellschaft erscheint: den „Zeitschriftsteller“, der „bereits alle wesentlichen Züge des kritischen, modernen Intellektuellen in sich vereinigt“ und dessen wichtigste Publikationsorgane Zeitungen und Zeitschriften sind. Bezeichnenderweise ist der Zyklus politischer Gedichte in Heines zweitem Lyrikband mit „Zeitgedichte“ überschrieben. Habermas nennt Heine auch einen „Protointellektuellen“. Er habe noch kein Intellektueller im Sinne der Dreyfuß-Partei von 1898 sein können, weil er von der politischen Meinungsbildung in den deutschen Bundesstaaten auf doppelte Weise ferngehalten wurde: „physisch durch sein Exil und geistig durch die Zensur“. Darin widerspricht ihm Höhn, der die Geburt des modernen Intellektuellen in das Paris des Jahres 1832 verlegt, in dem Heines erste große politische Artikelserie „Französische Zustände“ entstand.
Karl Kraus dagegen beurteilte Heines angebliche Rolle als Begründer des deutschsprachigen Feuilletonismus äußerst kritisch. Er habe, bezichtigt er ihn, „die Franzosenkrankheit“ eingeschleppt und  dabei, „der deutschen Sprache so sehr das Mieder gelockert“, dass „heute alle Kommis an ihren Brüsten fingern können“. Dass Kraus’ Invektiven nicht frei von antisemitischen Untertönen sind, belegt der Literaturwissenschaftler Paul Peters in seiner Schrift Die Wunde Heine mit zahlreichen Wendungen.
Als politischer Schriftsteller war Heine laut Klaus Briegleb „den Liberalen und frühen Sozialisten in der Mitte des 19. Jahrhunderts […] nicht weniger verdächtig […] als den Pfaffen und Aristokraten und ihren Vasallen“. Heine griff tatsächliche oder vermeintliche Gegner ebenso hart an, wie er selbst angegriffen wurde, und schreckte vor keiner Polemik zurück. Nach seinem Tod nahm die Schärfe der Auseinandersetzungen um ihn eher noch zu – und hielt mehr als ein Jahrhundert an.

### Denkmäler und Denkmalsstreit

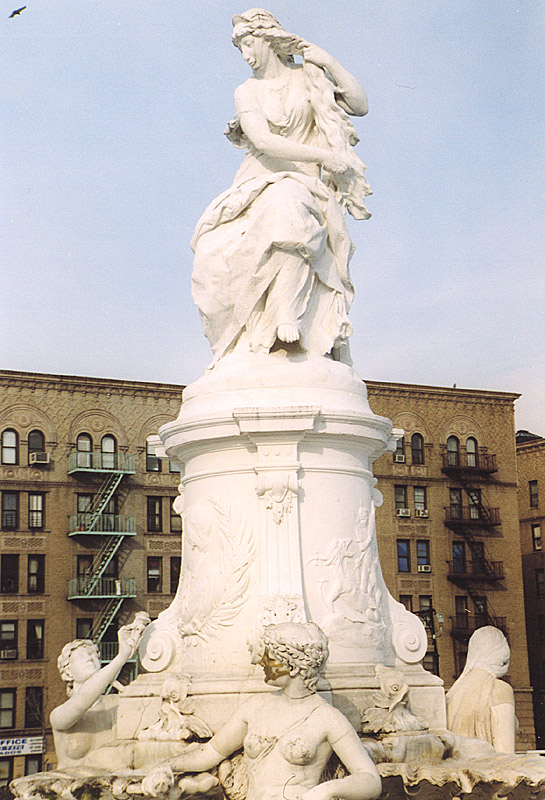
Das 1899 enthüllte Heine-Denkmal in der Bronx, das ursprünglich für Düsseldorf vorgesehen war.

Symptomatisch für den zwiespältigen Umgang mit Heines Erbe war der 100 Jahre währende Streit um würdige Denkmäler für den Dichter in Deutschland. Dieser Streit veranlasste Kurt Tucholsky 1929 zu der Äußerung: „Die Zahl der deutschen Kriegerdenkmäler zur Zahl der deutschen Heine-Denkmäler verhält sich hierzulande wie die Macht zum Geist.“

#### Düsseldorf
Seit 1887 gab es Bemühungen, dem Dichter zur Feier seines bevorstehenden 100. Geburtstags ein Denkmal in seiner Geburtsstadt Düsseldorf zu setzen. Die öffentliche Wahrnehmung Heines wurde im wilhelminischen Deutschland durch nationalistische und antisemitische Geisteswissenschaftler geprägt. So bezeichnete der politisch einflussreiche Göttinger Orientalist Paul de Lagarde Heinrich Heine 1887 als „eines der widerlichsten Subjekte, das je die Erde gedrückt hat.“ Und der völkische Literaturkritiker Adolf Bartels denunzierte die Düsseldorfer Denkmalspläne nachträglich in seinem 1906 veröffentlichten, berühmt-berüchtigten Aufsatz „Heinrich Heine. Auch ein Denkmal“ als „Kotau vor dem Judentum“ und Heine selbst als „Decadence-Juden“. Angesichts ähnlicher Anfeindungen hatte der Düsseldorfer Stadtrat bereits 1893 seine Zustimmung zur Aufstellung des Denkmals zurückgezogen, das der Bildhauer Ernst Herter geschaffen hatte. Die Darstellung der Loreley wurde schließlich von Deutsch-Amerikanern für den New Yorker Stadtteil Bronx erworben. Sie steht heute im Joyce-Kilmer-Park in der Nähe des Yankee-Stadions und ist als „Lorelei Fountain“ bekannt. In Düsseldorf brachte man später eine Gedenkplakette an Heines Geburtshaus an, die allerdings 1940 abmontiert und für Kriegszwecke eingeschmolzen wurde.

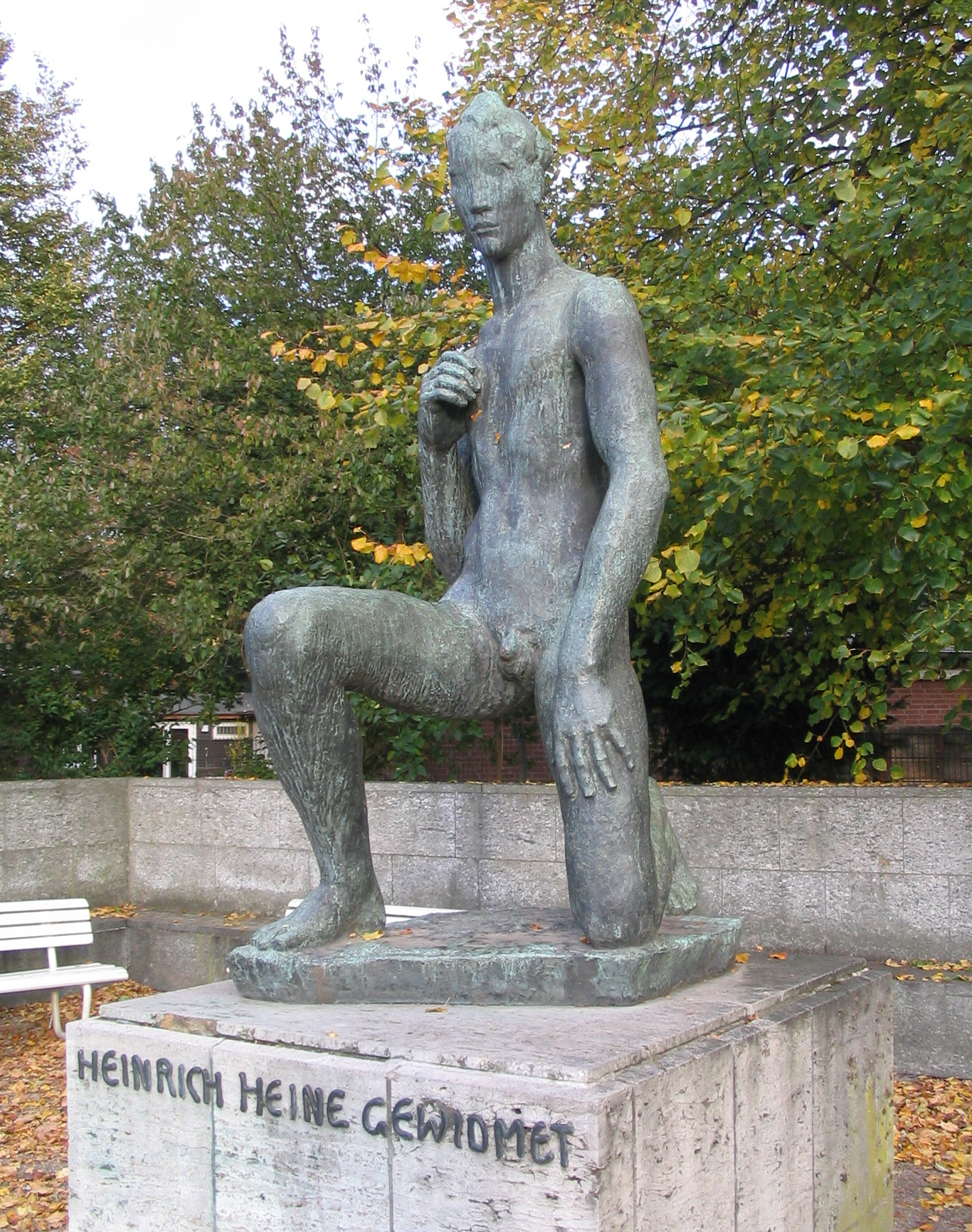
Die Skulptur „Aufsteigender Jüngling“ wurde 1931 zu Ehren Heines in Düsseldorf errichtet.

Ein zweiter, 1931 unternommener Anlauf zu einem Düsseldorfer Heine-Denkmal scheiterte zwei Jahre später an der nationalsozialistischen Machtübernahme. Die bereits fertige, allegorische Skulptur „Aufsteigender Jüngling“ von Georg Kolbe wurde ohne erkennbaren Bezug zu Heine zunächst in einem Museum und nach dem Krieg im Düsseldorfer Ehrenhof aufgestellt. Erst seit 2002 weist eine Sockel-Inschrift auf Heine hin. 1953 wurde auf dem Napoleonsberg im Düsseldorfer Hofgarten eine Heine-Gedenkstätte mit einer Skulptur von Aristide Maillol errichtet.

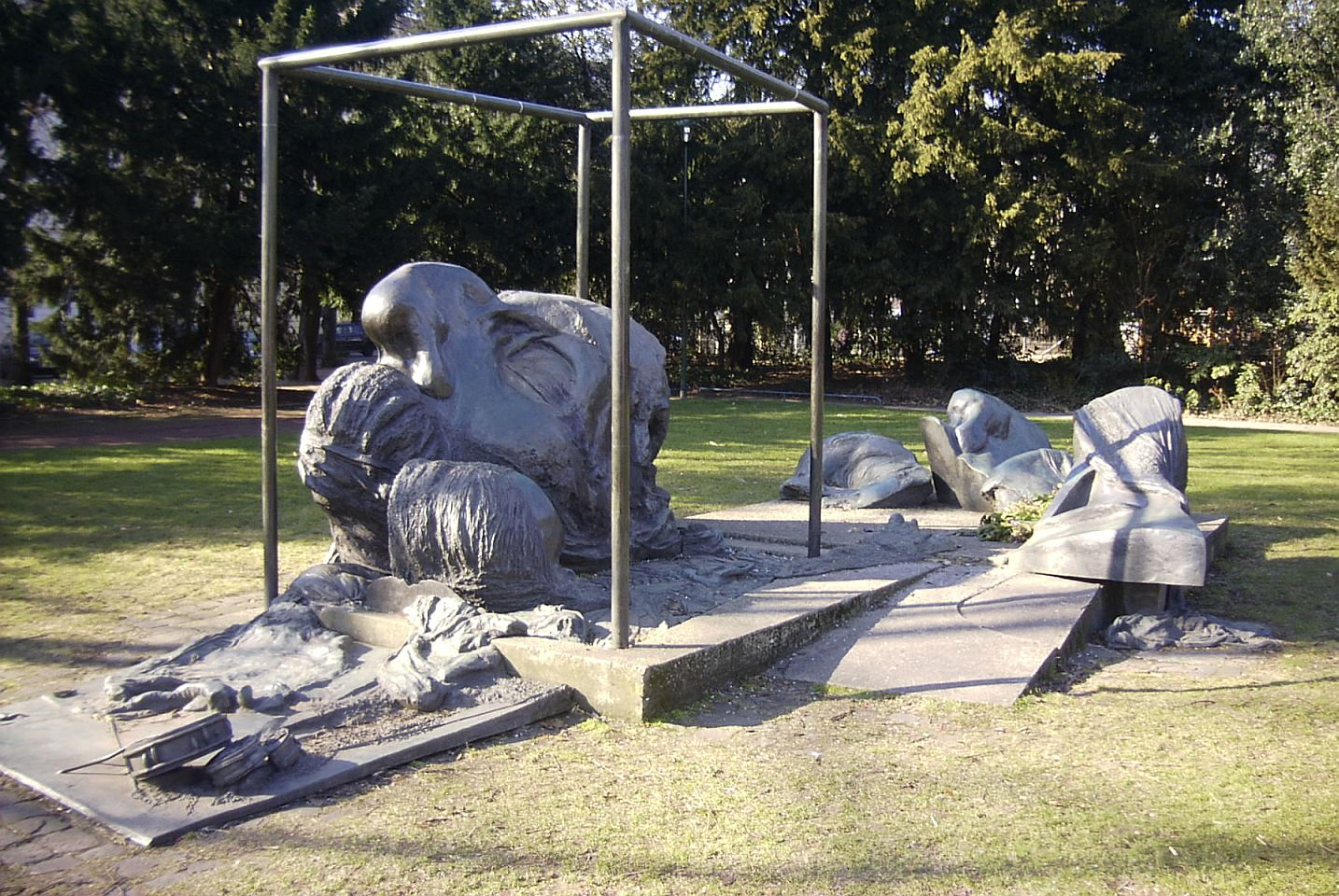
Das Düsseldorfer Heine-Denkmal von 1981.

Offiziell ehrte Heines Geburtsstadt den Dichter erst 1981 mit einem Denkmal, fast 100 Jahre nach den ersten Bemühungen darum, und erneut kam es darüber zum Streit. Die Heinrich-Heine-Denkmal-Gesellschaft befürwortete die Ausführung eines Entwurfs, den Arno Breker bereits für den Wettbewerb des Jahres 1931 angefertigt hatte. Breker, der einer der führenden Bildhauer in der Zeit des Nationalsozialismus gewesen war, schuf eine idealisierte, sitzende Figur, die den Dichter als jungen, lesenden Mann darstellt. Der Düsseldorfer Kulturdezernent lehnte diese Skulptur jedoch ab. Später wurde sie auf der Insel Norderney aufgestellt. Verwirklicht wurde schließlich der Entwurf des Bildhauers Bert Gerresheim. Das Heine-Denkmal auf dem Düsseldorfer Schwanenmarkt ist eine unkonventionelle Bronzeplastik und nach den Worten ihres Schöpfers eine „Vexierlandschaft“. Die zerteilte Totenmaske steht für die Zerrissenheit des Heines, die er in seinen Werken mehrfach beklagt hat. Die Skulptur wurde 1978 entworfen und 1981, an Heines 125. Todestag enthüllt.

#### Hamburg und Toulon

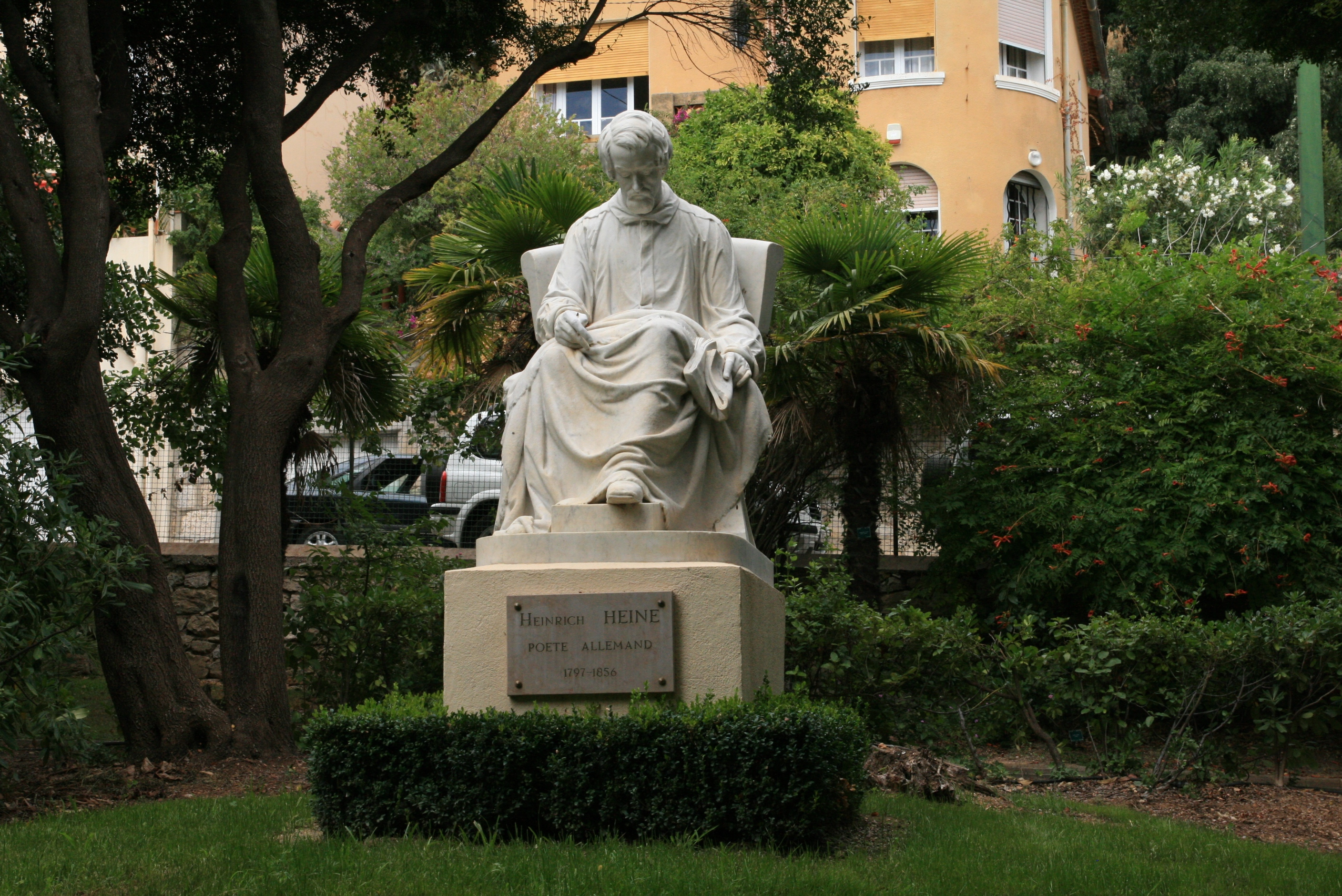
Das zunächst für Hamburg gedachte, dann aber auf Korfu und später in Toulon errichtete Heine-Denkmal.

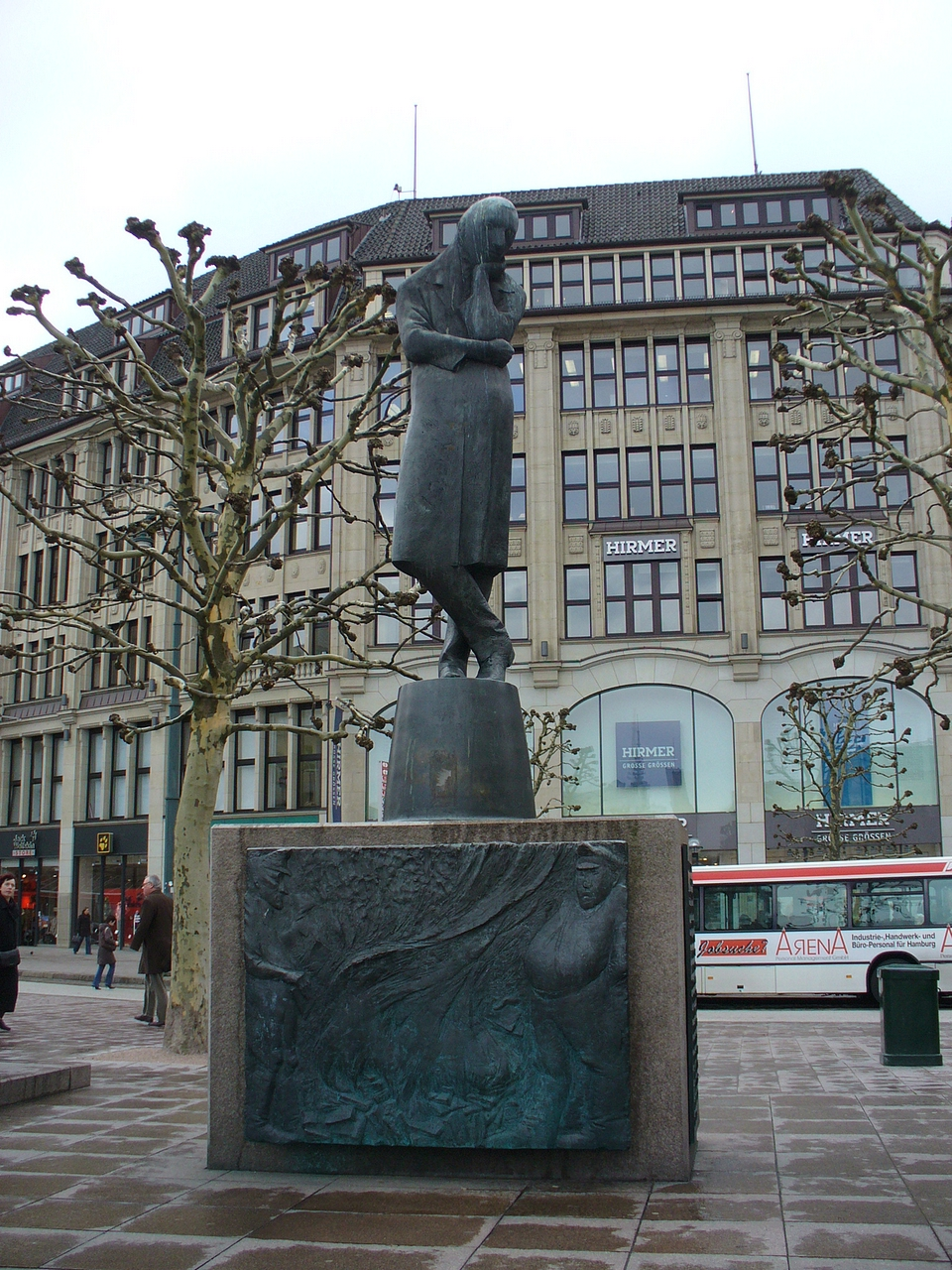
Das heutige Hamburger Heine-Denkmal von Waldemar Otto (1982)

Ähnlich wie in Düsseldorf verlief der Denkmalsstreit in Hamburg. Die österreichische Kaiserin Elisabeth, die Heine verehrte und die erste Düsseldorfer Denkmalsinitiative unterstützt hatte, beabsichtigte, der Hansestadt eine Statue des sitzenden Heine zu schenken. Auf ein geeignetes Gipsmodell war sie bereits 1873 auf der Weltausstellung in Wien aufmerksam geworden. Es handelte sich um einen Entwurf des dänischen Bildhauers Louis Hasselriis, der später auch Heines Grabbüste anfertigen sollte. Hamburg lehnte das Geschenk jedoch ab. Daher gab die Kaiserin 1890 die Ausführung des Modells in Marmor privat in Auftrag.
Das von Hasselriis geschaffene Denkmal wurde nach seiner Vollendung im September 1891 im Park ihres Schlosses Achilleion auf der Insel Korfu aufgestellt. Nach dem Tod Elisabeths 1898 verkauften ihre Erben das Achilleion dem deutschen Kaiser. Wilhelm II., der Heine als „Schmutzfinken im deutschen Dichterwald“ bezeichnete, ließ die Marmorskulptur 1909 entfernen und dem Hamburger Verleger Heinrich Julius Campe verkaufen, dem Sohn Julius Campes. Dieser bot sie ein zweites Mal dem Hamburger Senat an, der das Geschenk aber erneut und mit dem Hinweis auf Heines angeblich „vaterlandsfeindliche Haltung“ ablehnte. Auch in diesem Fall hatte es wieder eine öffentliche Debatte gegeben, an der sich Adolf Bartels mit antisemitischer Polemik beteiligte. Das Denkmal wurde 1910 auf dem öffentlich zugänglichen Privatgelände des Hoffmann und Campe Verlags, dem Kontorhaus Barkhof an der Mönckebergstraße 12, errichtet und 1927 in den Semper-Bau im Altonaer Donners Park versetzt.
Um es vor der Zerstörung durch die Nationalsozialisten zu schützen, ließ die Tochter Campes es 1934 abbauen und 1939 zu ihrem Wohnort, der südfranzösischen Hafenstadt Toulon, verschiffen. Während der deutschen Besetzung Frankreichs versteckt, fand das weitgereiste Denkmal 1956 seinen endgültigen Platz im botanischen Garten Toulons. In der Nachkriegszeit scheiterten mehrere Initiativen, die Skulptur zurück nach Hamburg zu bringen: 1956 die des Schriftstellers Hans Henny Jahn und 2004 die des Schauspielers Christian Quadflieg.
Ein öffentliches Heine-Denkmal erhielt Hamburg erst 1926, als im Winterhuder Stadtpark eine Statue enthüllt wurde, die der Bildhauer Hugo Lederer 1911 angefertigt hatte. Dieses Denkmal wurde von den Nationalsozialisten bereits 1933 wieder beseitigt und im Zweiten Weltkrieg eingeschmolzen. Seit 1982 steht auf dem Rathausmarkt eine neue Heine-Statue des Bildhauers Waldemar Otto.

#### Wuppertal und Halle

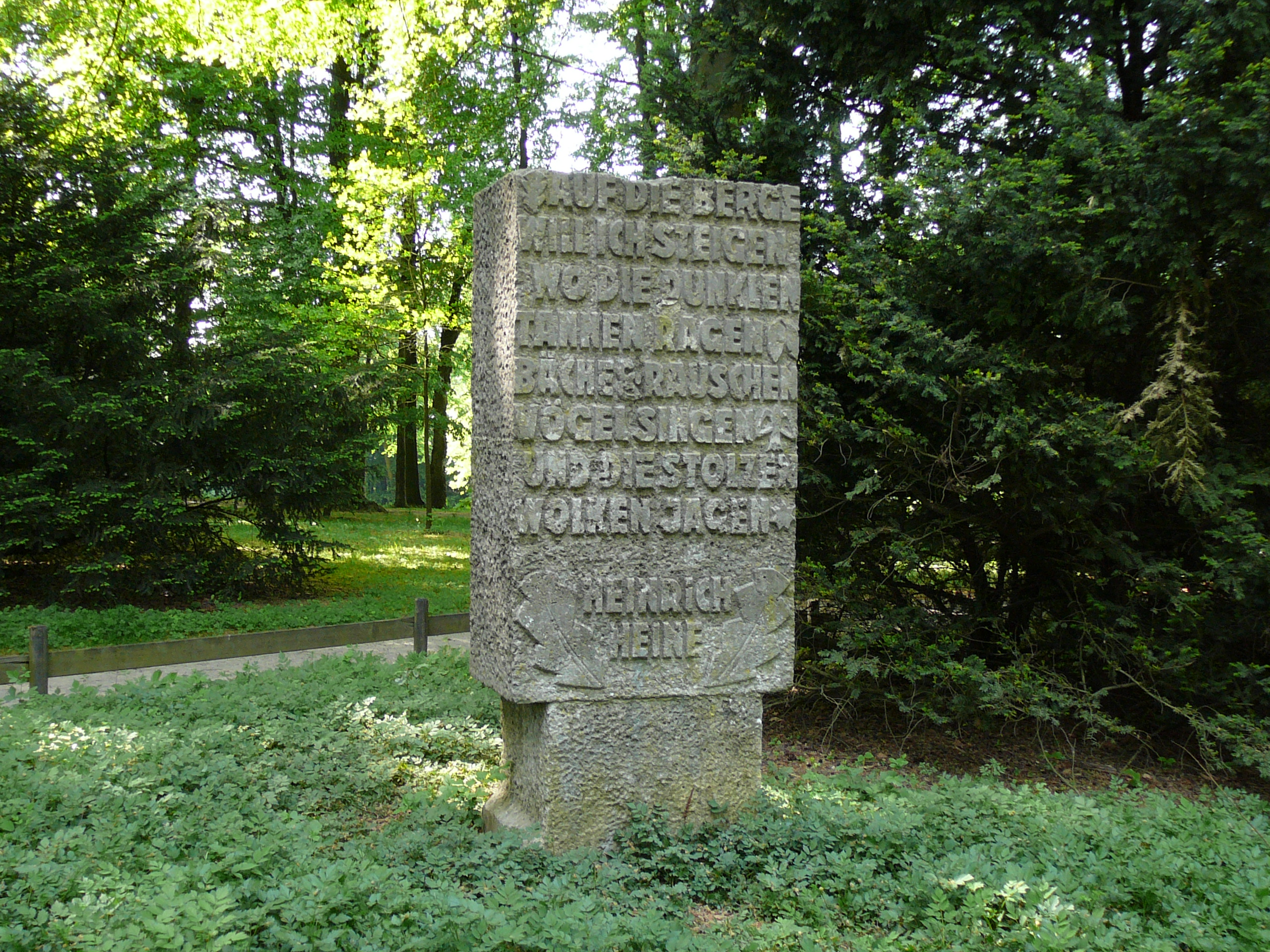
Ersatz für das 1893 in Elberfeld aufgestellte und später zerstörte erste deutsche Heine-Denkmal im Von-der-Heydt-Park, Wuppertal.

Auf eine Privatinitiative geht das wahrscheinlich erste Heine-Denkmal zurück, das in Deutschland aufgestellt wurde: 1893 ließ Baronin Selma von der Heydt auf der Friedensaue in Küllenhahn (heute zu Wuppertal gehörig) einen etwa zwei Meter hohen Pyramidenstumpf errichten, in den drei Schrifttafeln eingelassen waren. Ein zugehöriger Fahnenmast war bereits 1906 verschwunden, der Rest wurde in der Zeit des Nationalsozialismus von der Hitlerjugend zerstört. 1958 stiftete die Stadt Wuppertal ein neues Heinrich-Heine-Denkmal im Von-der-Heydt-Park. Der Bildhauer Harald Schmahl nutzte dazu drei Muschelquader aus den Trümmern des Barmer Rathauses.
Das erste Heine-Denkmal Preußens stand in Halle. Da die Stadt sich weigerte, öffentlichen Grund für seinen Errichtung zur Verfügung zu stellen, ließ der sozialdemokratische Heine-Bund 1912 im Garten des Vergnügungslokals „Trothaer Schlösschen“ eine von dem Bildhauer Paul Schönemann geschaffene und durch Spenden finanzierte Büste des Dichters aufstellen. Auf ihrem Sockel befand sich eine Bronzetafel mit folgenden Versen Heines:
Ich in ein deutscher Dichter,

Bekannt im deutschen Land;

Nennt man die besten Namen,

So wird auch der meine genannt.
Die Nationalsozialisten zerstörten 1933 auch diese Büste. Im Jahr 1956 wurde ein Felsen am Ufer der Saale nach Heine benannt. Dort, im Ortsteil Reideburg und seit 1997 auch am einstigen Standort der Büste erinnern Gedenktafeln an den Dichter. Seit 2002 befindet sich auf dem Universitätsplatz von Halle ein neues Heine-Denkmal.

#### Frankfurt am Main

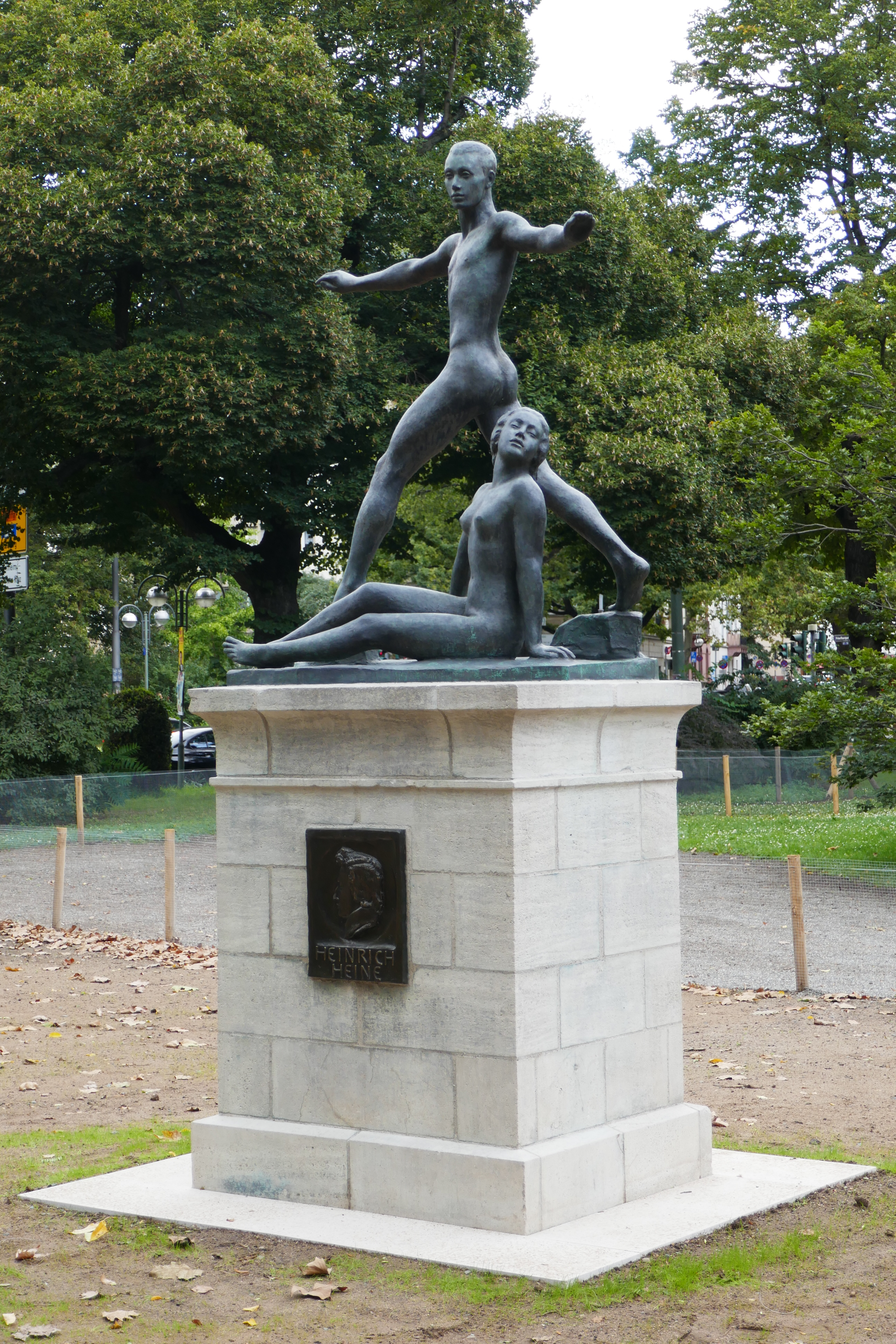
Das älteste noch existierende Heine-Denkmal Deutschlands steht seit 2023 wieder in der Friedberger Anlage in Frankfurt am Main.

Das Heine-Denkmal in Frankfurt am Main ist das älteste seiner Art, das in Deutschland noch existiert und war das erste, das mit Unterstützung der öffentlichen Hand errichtet wurde. Die allegorische Bronzeplastik eines schreitenden Jünglings und einer sitzenden jungen Frau wurde 1913 von Georg Kolbe geschaffen, der 1931 auch den Auftrag für das Heine-Denkmal im Düsseldorfer Ehrenhof erhielt. Der Denkmalssockel zeigte ursprünglich ein Reliefbild Heines und die Inschrift „Dem Dichter Heine“. Die Errichtung der Plastik in der Friedberger Anlage, einem Teil der Frankfurter Wallanlagen, erfolgte auf Initiative eines Denkmalkomitees, dem auch der Schauspielintendant Emil Claar angehörte. Das Projekt erregte wie schon in Düsseldorf und Hamburg den wütenden Protest antisemitischer und nationalistischer Kreise.
Dabei tat sich vor allem der völkische Reichstagsabgeordnete Ferdinand Werner hervor, der später Mitglied der NSDAP und 1933 Staatspräsident von Hessen wurde. Nach der nationalsozialistischen Machtergreifung forderte er Friedrich Krebs, den von den neuen Machthabern ernannten Oberbürgermeister der preußischen Stadt Frankfurt, auf, das Denkmal zu beseitigen. In der Nacht vom 26. auf den 27. April 1933 stürzten Mitglieder der Hitlerjugend die Figurengruppe vom Sockel, eine Szene die Valentin Senger in seinem autobiografischen Werk Kaiserhofstraße 12 ausführlich beschreibt. Das Reliefbildnis Heines wurde dabei zerstört, die Plastik aber nur leicht beschädigt. Sie wurde geborgen und nach ihrer Restaurierung 1934 unter der unverfänglichen Bezeichnung Frühlingslied im Garten des Städel-Museums aufgestellt. Während des Bombenkrieges in dessen Keller eingelagert, wurde sie bei der Zerstörung des Städel verschüttet, blieb aber unbeschädigt. Dass die Figurengruppe als einziges deutsches Heine-Denkmal die Hitler-Diktatur und den Zweiten Weltkrieg überstand, war der Tatsache geschuldet, dass sie nicht den Dichter selbst darstellte und ihr Schöpfer, Georg Kolbe, auch unter dem NS-Regime ein angesehener Bildhauer war und seit 1944 auf der so genannten Gottbegnadeten-Liste stand.
Nach dem Krieg, am 14. Dezember 1947, wurde das Denkmal an einem neuen Standort, der Taunusanlage, wiedererrichtet. Der Sockel wurde neu geschaffen und anstelle des zerstörten Reliefbilds eine Bronzeplakette mit dem Bild des Dichters und der Inschrift „Heinrich Heine“ darauf angebracht. Die Plakette war das letzte Werk des 1947 verstorbenen Georg Kolbe. Auf Betreiben der „Initiative 9. November“ wurde das Denkmal 2023 restauriert und in die Friedberger Anlage umgesetzt, in der es ursprünglich gestanden hatte. Die Übergabe erfolgte am 20. September 2023 im Rahmen einer Feierstunde. Den Initiatoren ging es darum, den Zusammenhang zwischen dem Heine-Denkmal und dem früher stark jüdisch geprägten Frankfurter Ostend wiederherzustellen. Die Bronzeplastik steht jetzt in Sichtweite eines Hochbunkers aus dem Zweiten Weltkrieg, der an der Stelle der 1938 zerstörten Synagoge Friedberger Anlage gebaut wurde und heute eine Ausstellung über das jüdische Leben in Frankfurt beherbergt.

#### Walhalla und München

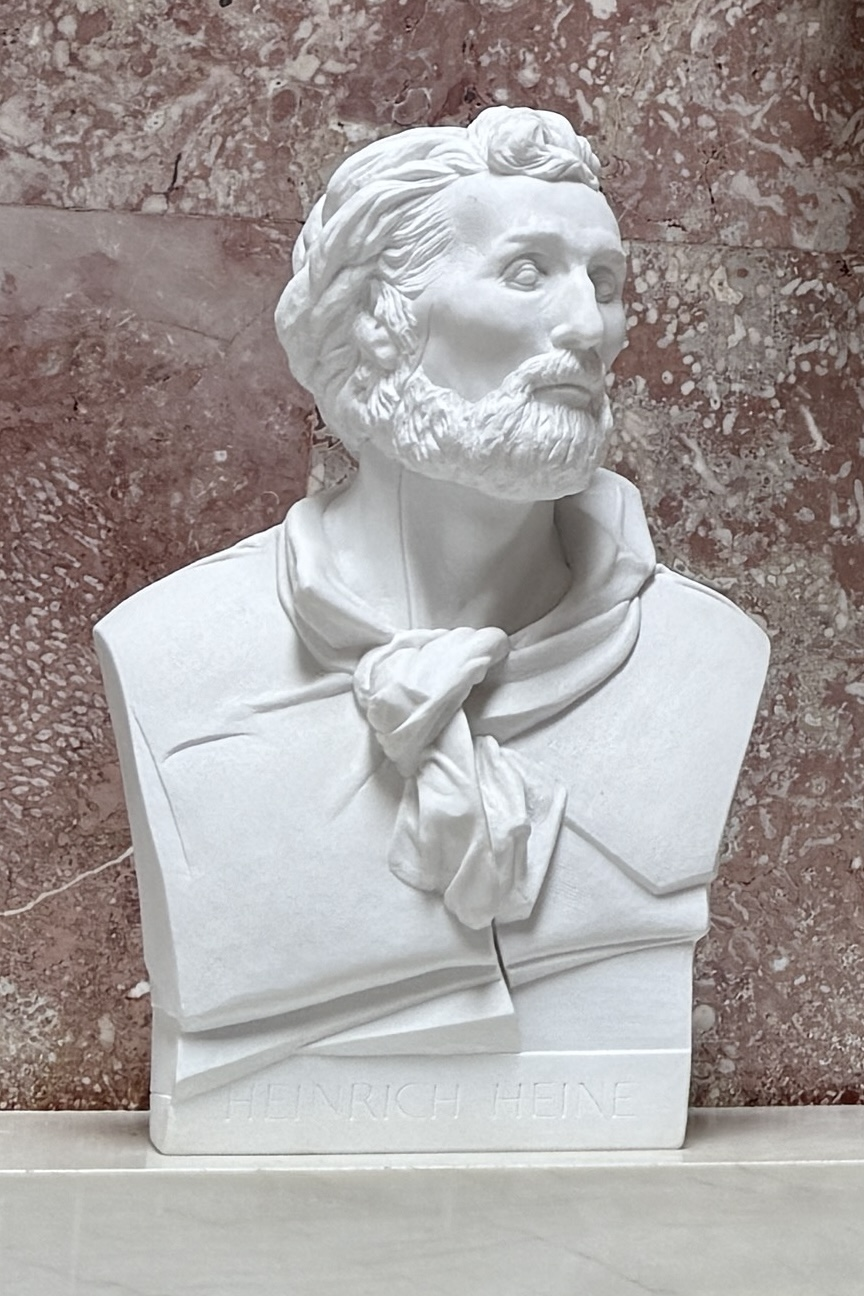
Die 2010 von Bert Gerresheim geschaffene und aufgestellte Büste in der Walhalla-Ruhmeshalle.

Bert Gerresheim, der Schöpfer des Düsseldorfer Denkmals von 1981, gestaltete auch die Marmorbüste Heinrich Heines, die am 28. Juli 2010 in der von König Ludwig I. von Bayern gestifteten Walhalla aufgestellt wurde. Der Düsseldorfer Freundeskreis Heinrich Heine hatte sich zehn Jahre lang dafür eingesetzt. 2006, im 150. Todesjahr Heines  stimmte die bayerische Staatsregierung der Aufnahme Heines in die „Ruhmeshalle“ zu, die er selbst einst in einem Gedicht auf Ludwig I. mit ätzendem Spott bedacht hatte. Was er darin über die Weigerung des katholischen Königs schrieb, Luther in der Wallhalla zu ehren, traf lange Zeit auch auf Heine zu:
| Bei Regensburg läßt er erbaun Eine marmorne Schädelstätte, Und er hat höchstselbst für jeden Kopf Verfertigt die Etikette. | »Walhallagenossen«, ein Meisterwerk, Worin er jedweden Mannes Verdienste, Charakter und Taten gerühmt, Von Teut bis Schinderhannes. | Nur Luther, der Dickkopf, fehlt in Wallhall, Und es feiert Ihn nicht der Walhall-Wisch; In Naturaliensammlungen fehlt Oft unter den Fischen der Walfisch. |  |

Im Münchener Finanzgarten gibt es einen von Toni Stadler geschaffenen Heinrich-Heine-Brunnen in Form einer kleinen Grotte.

### Kontroverse Rezeption bis in die Nachkriegszeit
Kaum ein anderer deutscher Dichter löste bei seinen Zeitgenossen wie bei der Nachwelt derart heftige Kontroversen aus wie Heine. Laut Klaus Theodor Kleinknecht war das Repertoire der Heine-Kritiker bereits seit seiner Pariser Zeit ausgebildet: „Heine der Jude, der Franzosenfreund, der Vaterlandsverächter, der Lügner, der Charakterlose, der Verführer der Jugend, der irreligiöse Materialist, aber auch: der Nur-Dichter, der Nur-Ästhet, der mit der Revolution nur Spielende, alles dies ist schon formuliert, ebenso wie die Einsicht, daß Heine generell jedem Versuch, ihn auf eine Position festzulegen, sich entziehe.“
Während Friedrich Nietzsche die Vollkommenheit von Heines Lyrik pries und in ihm den „ersten Artisten der deutschen Sprache“ sah, glaubte der deutschnationale, antisemitische Historiker Heinrich von Treitschke Heines „jüdischen Verstand“ folgendermaßen charakterisieren zu können: „Geistreich ohne Tiefe, witzig ohne Überzeugung, selbstisch, lüstern, verlogen und doch zuweilen unwiderstehlich liebenswürdig, war er auch als Dichter charakterlos und darum merkwürdig ungleich in seinem Schaffen“ – „ein Dichter, der Schönheit ebenso mächtig wie der Niedertracht.“
Aus wiederum ganz anderen Gründen kritisierte Karl Kraus den Dichter in seiner Schrift Heine und die Folgen von 1910. Kraus betrachtete ihn als Urheber des von ihm erbittert bekämpften Feuilletonismus: „Ohne Heine kein Feuilleton. Das ist die Franzosenkrankheit, die er uns eingeschleppt hat.“ Wie kaum ein anderes Pamphlet hat das von Kraus dazu beigetragen „einer Generation von deutschjüdischen Intellektuellen […] Heine abspenstig zu machen“. Denn sie nahmen, wie Elias Canetti aus eigener Erfahrung schrieb, „keinen der Autoren je in die Hand, die von Kraus verdammt worden waren“. Zu denen, die im Bann des Krausschen Verdikts vornehmlich Heines Lyrik abschätzig bewerteten, gehörten die aus jüdischen Familien kommenden Friedrich Gundolf, Rudolf Borchardt, Walter Benjamin und Theodor W. Adorno. In seinem Rundfunkvortrag zum 100. Todestag Heines schied der Philosoph und Soziologe Adorno immerhin den Prosaschriftsteller als einen Stilisten von Rang vom Lyriker, dem er eine „dichterische Technik der Reproduktion“ und die Nähe zu „Ware und Tausch“ unterstellte. In seiner Gedenkrede sprach Adorno von der „Wunde Heine“, die für die spätere Wirkungsgeschichte „zur geflügelten Signatur“ wurde.
In der Zeit des Nationalsozialismus wurde das Werk des 80 Jahre zuvor verstorbenen Dichters unterdrückt und 1940 auch offiziell verboten. Entgegen landläufiger Meinung fielen Heines Werke nicht der Bücherverbrennung von 1933 zum Opfer. Auch für die Behauptung des Germanisten Walter A. Berendsohn, Heines Loreley-Lied sei in Lesebüchern der NS-Zeit mit der Angabe „Verfasser unbekannt“ erschienen, fehlt jeder Beleg. Dass die äußerst umfangreiche Sammlung aus Einzeldokumenten, Handschriften und Büchern Heines in der Landes- und Stadtbibliothek Düsseldorf Diktatur und Krieg überstand, ist vor allem dem damaligen Bibliotheksleiter Hermann Reuter (1880–1970) zu verdanken. Er wusste von der Freundschaft Heines mit Prinz Alexander zu Sayn-Wittgenstein-Hohenstein (1801–1874), der im April 1820 ebenfalls an der Universität Bonn studiert hatte. Im Herbst 1943 ließ Reuter mit Zustimmung von Alexanders Enkel, Fürst August zu Sayn-Wittgenstein-Hohenstein (1868–1948), den gesamten Bestand in die Kapelle von Schloss Wittgenstein bei Laasphe auslagern. Dort überstand er die Kriegswirren und den Zusammenbruch unbeschadet. Im Februar 1947 ließ die britische Militärregierung die in 40 Bücherkisten untergebrachte Sammlung wieder zurück nach Düsseldorf transportieren.
Selbst nach 1945 wurde Heines Werk in Deutschland lange Zeit zwiespältig beurteilt und war Gegenstand vielfältiger Kontroversen, nicht zuletzt aufgrund der deutschen Teilung. Während Heine in der Bundesrepublik Deutschland der Adenauerzeit eher zurückhaltend und allenfalls als romantischer Lyriker rezipiert wurde, integrierte die DDR ihn frühzeitig in ihr „Erbe“-Konzept und bemühte sich um die Popularisierung seines Werks. Dabei standen vor allem Deutschland. Ein Wintermärchen und Heines Kontakt mit Karl Marx im Mittelpunkt des Interesses. Der erste internationale wissenschaftliche Heine-Kongress wurde im Gedenkjahr 1956 in Weimar veranstaltet, im selben Jahr erschien erstmals die fünfbändige Werkausgabe in der Bibliothek deutscher Klassiker (durch die Bände Lutetia 1960 und Briefe 1969 ergänzt) zuerst im Volksverlag Weimar, dann im Aufbau-Verlag (18. Auflage 1990). Eine Mitte der 1950er Jahre von Weimar initiierte gesamtdeutsche, historisch-kritische Gesamtausgabe (Säkularausgabe) kam aufgrund der Verzögerungstaktik der bundesrepublikanischen Seite nicht zustande. Der DDR-Germanist Hans Kaufmann legte 1967 die bis dahin bedeutendste Heine-Monografie der Nachkriegszeit vor.
Anlässlich von Heines 100. Todestag wurde 1956 in Düsseldorf die Heinrich-Heine-Gesellschaft gegründet, doch erst in den 1960er-Jahren nahm auch in der Bundesrepublik das Interesse an dem Dichter spürbar zu. Seine Geburtsstadt benannte 1963 die Heinrich-Heine-Allee nach ihm und etablierte sich als Zentrum der westdeutschen Heine-Forschung. Aus dem Heine-Archiv entwickelte sich schrittweise das Heinrich-Heine-Institut mit Archiv, Bibliothek und Museum. Seit 1962 erscheint regelmäßig das Heine-Jahrbuch, das zum internationalen Forum der Heine-Forschung avancierte. Darüber hinaus verleiht die Stadt Düsseldorf seit 1972 den Heinrich-Heine-Preis. Dennoch hielt ein lokaler Professoren-Streit um Heine an: Dreimal – 1972, 1973 und 1982 – lehnte es der Satzungskonvent der Universität Düsseldorf ab, die Hochschule nach dem bedeutendsten Dichter zu benennen, den die Stadt hervorgebracht hat. Erst seit 1988, nach einer rund 20 Jahre währenden Auseinandersetzung, heißt die Hochschule offiziell Heinrich-Heine-Universität.

### Das Heine-Bild seit den 1970er Jahren
Abgesehen von offiziellen Ehrungen erfuhr der politische Schriftsteller Heinrich Heine – forciert durch die Studentenbewegung von 1968 – ein zunehmendes Interesse bei Nachwuchswissenschaftlern und politisch engagierten Lesern. Dass die Bundesrepublik in Sachen Heine-Rezeption mit der DDR gleichgezogen hatte, zeigte sich 1972, im 175. Geburtsjahr des Dichters, als in den zwei deutschen Staaten konkurrierende Heine-Kongresse (in Düsseldorf und in Weimar) stattfanden. Wegen der deutsch-deutschen Konkurrenz erschienen auch die ersten Bände zweier groß angelegter historisch-kritischer Werkausgaben fast gleichzeitig: die der Düsseldorfer Heine-Ausgabe und der Heine-Säkularausgabe in Weimar.
Nach der Konsolidierung der Heine-Renaissance in den 1970er Jahren nahm die ideologisch geprägte Auseinandersetzung um den Dichter in den 1980er Jahren spürbar ab und wich schließlich einer Kanonisierung. Gerhard Höhn, der Herausgeber des Heine-Handbuches, stellte für diesen Zeitpunkt einen Gesinnungswandel fest: „Der Kämpfer für Freiheit und Fortschritt wird heute nicht mehr verleumdet, sondern überall gefeiert und geehrt.“ Dies zeigte sich nicht nur in der Benennung der Düsseldorfer Universität, sondern auch der zahlreicher deutscher Schulen nach Heinrich Heine. Ebenso erinnern etliche „Heinrich-Heine-Straßen“ und „Heinrich-Heine-Alleen“ sowie einer der ersten Intercity-Express-Züge (ICE 4) an den Dichter. Vor allem aber fand seit dieser Zeit Heines Werk vermehrt Aufnahme in die Lehr- und Lektürepläne von Schulen und Universitäten, was auch eine deutliche Zunahme didaktisch orientierter Heine-Literatur zur Folge hatte. Die Fachwissenschaft dagegen wandte sich bisher vernachlässigten Schwerpunkten zu, beispielsweise dem späten Heine. Ihren vorläufigen Höhepunkt fand die Heine-Renaissance mit zahlreichen Veranstaltungen anlässlich seines 200. Geburtstages im Jahr 1997.
Ungeachtet des weltanschaulichen Streits und fachwissenschaftlicher Paradigmenwechsel erfreut sich besonders Heines Lyrik ungebrochener Popularität, zumal sich seine romantischen, oft volksliedartigen Gedichte – allen voran das Buch der Lieder – sehr gut vertonen lassen. Im Theater ist Heine mit eigenen Dramen wenig präsent, aber Tankred Dorst machte den Dichter im Heine-Jahr 1997 selbst zum Gegenstand eines Stückes: „Harrys Kopf“.

### Rezeption durch deutsche Schriftsteller und Journalisten
Im Jahr 1861 veröffentlichte der Schriftsteller Friedrich Arnold Steinmann mehrere Bände angeblicher Nachträge zu Heinrich Heine’s Werken, die sich durchweg als Fälschungen von seiner Hand herausstellten. Der Streit um die Frage der Echtheit veranlasste Heines Verleger Campe dazu, eine zuverlässige Gesamtausgabe von Heines Texten herauszugeben.
Zahlreiche deutsche Schriftsteller des 19. und 20. Jahrhunderts griffen Heines Werke auf, darunter die großen Erzähler Theodor Fontane und Thomas Mann. Wie Heine wagten Bertolt Brecht und Kurt Tucholsky die Gratwanderung zwischen Poesie und Politik. In der Tradition des Dichters stehen auch die Heine-Preisträger Wolf Biermann, Hans Magnus Enzensberger und Robert Gernhardt. Biermann etwa widmete seinem Vorbild 1979 das Lied Auf dem Friedhof am Montmartre. Darin heißt es in heinescher Diktion:
Unter weißem Marmor frieren

Im Exil seine Gebeine

Mit ihm liegt da Frau Mathilde

Und so friert er nicht alleine.
Gernhardt parodierte in seinem Gedichtband Klappaltar von 1997 Heines Stil und das Loreley-Gedicht, um auf die Ablehnung hinzuweisen, die das Werk des Dichters in deutschen Schulen bis ins 20. Jahrhundert erfahren hat. Nach dem Eingangsvers „Ich weiß nicht, was soll das bedeuten“ nennt er die Vorurteile, die seine Generation, beeinflusst von Karl Kraus, seit „Urschülerzeiten“ gegen Heine gehegt hatte. Er schließt:
Der Heine scheint’s nicht zu bringen,

Hat sich da der Schüler gesagt.

Das hat mit seinem Singen

Der Studienrat Kraus gemacht.
Heines Prosa-Stil prägt den deutschsprachigen Journalismus, insbesondere das Feuilleton, bis in die Gegenwart. Viele von ihm geprägte Begriffe gingen auch in die deutsche Alltagssprache ein, so das Wort „Fiasko“, das er dem Französischen entnahm, oder die Metapher „Vorschusslorbeeren“, die er in dem gegen Graf Platen gerichteten Gedicht Plateniden verwendet.

### Heine-Rezeption weltweit
Stieß Heine in Deutschland lange Zeit wegen seiner jüdischen Herkunft auf breite Ablehnung, ist er in Israel bis heute wegen seiner Abwendung vom Judentum umstritten. So kam es in Tel Aviv zu einer Debatte zwischen säkularen und orthodoxen Juden um die Benennung einer Straße nach Heine. Während die einen in ihm eine der bedeutendsten Gestalten des Judentums sehen, verurteilen die anderen seine Konversion zum Christentum als unverzeihlich. Schließlich wurde eine Straße in einem abgelegenen Industriegebiet nach ihm benannt, statt, wie von den Verfechtern der Ehrung vorgeschlagen, eine Straße in der Nähe der Universität. Die Tel Aviver Wochenzeitung Ha’ir spottete damals über die „Exilierung der Heine-Straße“, in der sich das Leben des Dichters symbolisch widerspiegele. Mittlerweile wurden weitere Straßen in Jerusalem und Haifa nach Heine benannt, und eine Heine-Gesellschaft ist auch in Israel aktiv.
Wesentlich geradliniger verlief die Aufnahme von Heines Werk in der übrigen Welt. Heine war einer der ersten deutschen Autoren, deren Werke in allen Weltsprachen zu lesen waren. So erklärt sich der Einfluss, den er auf andere Nationalliteraturen hatte. Bereits im 19. Jahrhundert wurden Lyriker wie der spanische Romantiker Gustavo Adolfo Bécquer von Heine beeinflusst. Auf besonders große Anerkennung trifft Heine auch in Frankreich, England, den Vereinigten Staaten von Amerika, in Osteuropa und Asien.
In Japan brachte der Literaturwissenschaftler Onoe Saishū 1901 eine erste Auswahl von Gedichten Heines heraus. Ihr folgte 1919 eine weitere, maßgebliche Übersetzung durch den Germanisten Shungetsu Ikuta (1892–1930). Die Auswahl des konservativen Onoe prägte über Jahrzehnte die Wahrnehmung Heines in Japan als eines romantischen Liebesdichters. Erst seit Ende der 1920er Jahre wurde Heine verstärkt auch als eminent politischer Autor wahrgenommen. Der Anstoß dafür kam von Schriftstellern und Literaturwissenschaftlern wie dem Heine-Biographen Shigeharu Nakano, die gegen die zunehmend autoritäre Politik ihres Landes opponierten. 2017 wurden zwei Essays Adornos über Heine ins Japanische übersetzt.

### Heine und die Musik
Heinrich Heine spielte selbst kein Musikinstrument und war auch in musiktheoretischen Fragen ein Laie. Da es nach seinem künstlerischen Verständnis aber keine strikten Grenzen zwischen verschiedenen Kunstformen gab, kommentierte er als Journalist – etwa in der Augsburger Allgemeinen Zeitung – immer wieder auch musikalische Aufführungen und Werke seiner Zeit, darunter auch solche von internationalen Größen wie Giacomo Meyerbeer, Franz Liszt, Robert Schumann oder Richard Wagner.
Auch in seine Lyrik floss sein Interesse an der Musik ein, etwa in das spöttische Gedicht Zur Teleologie:
Ohren gab uns Gott die beiden,

Um von Mozart, Gluck und Hayden

Meisterstücke anzuhören –

Gäb es nur Tonkunst-Kolik

Und Hämorrhoidal-Musik

Von dem großen Meyerbeer,

Schon ein Ohr hinlänglich wär!
Trotz seiner fehlenden theoretischen Kenntnisse auf dem Gebiet der Musik legten viele zeitgenössische Komponisten und Interpreten Wert auf seine Meinung, wahrscheinlich weil sie ihm als Lyriker eine gewisse Kompetenz in musikalischen Fragen zugestanden. Dennoch wäre es nicht korrekt, Heine als Musikkritiker zu bezeichnen. Er war sich seiner begrenzten Fähigkeiten auf diesem Gebiet bewusst und schrieb stets als Feuilletonist, der sich der Thematik eines Stücks subjektiv und intuitiv näherte.
Von größerer Bedeutung als Heines Äußerungen über die Musik ist die musikalische Bearbeitung vieler seiner Werke durch Komponisten. Dies geschah erstmals im Jahr 1825 mit seinem Gedicht Gekommen ist der Maie, das Carl Friedrich Curschmann zu einem Lied verarbeitete.
In seinem Werk Heine in der Musik. Bibliographie der Heine-Vertonungen listet Günter Metzner alle vertonten Werke des Dichters in chronologischer Reihenfolge auf. Für das Jahr 1840 verzeichnet er 14 Musiker, die 71 Stücke zu Werken von Heine komponierten. Vier Jahre später waren es bereits mehr als 50 Komponisten und 159 Werke. Der Grund für diesen rapiden Anstieg dürfte die Veröffentlichung des Lyrikbandes „Neue Gedichte“ bei Campe gewesen sein. Ihren Höhepunkt erreichte die Zahl der Heine-Vertonungen fast 30 Jahre nach dem Tod des Dichters, im Jahr 1884 – mit insgesamt 1093 Stücken von 538 Musikern und Komponisten. Nie zuvor und nie wieder danach wurden mehr Werke eines einzigen Dichters in einem Jahr zur Grundlage musikalischer Kompositionen. Insgesamt zählt Metzners Bibliografie 6.833 Heine-Vertonungen, darunter Werke von Franz Schubert, Robert und Clara Schumann, Johannes Brahms, Felix Mendelssohn Bartholdy, Franz Liszt, Richard Wagner, Pjotr Iljitsch Tschaikowski, Alexander Borodin, Wendelin Weißheimer, Alma Mahler-Werfel und Charles Ives. Unter anderem gehören Schumanns Liederkreis (op. 24) und Dichterliebe (op. 48) sowie Franz Schuberts Schwanengesang (D 957) zum regelmäßigen Repertoire von Konzerthäusern auf der ganzen Welt. Die populärste Heine-Vertonung in Deutschland dürfte Friedrich Silchers Lied Die Lorelei sein, gefolgt von Du bist wie eine Blume, das, ebenfalls aus der romantischen Periode, über dreihundert Komponisten zur Vertonung reizte.
Wie Schumann, so vertonte auch Richard Wagner, der mit Heine in Paris freundschaftlich verkehrte, das Napoleon verherrlichende Gedicht Die Grenadiere, allerdings in französischer Übersetzung. Darüber hinaus wurde Wagner von Heine zu zwei Opern inspiriert: Eine Erzählung in Heines Aus den Memoiren des Herren von Schnabelewopski lieferte die Vorlage zu Der Fliegende Holländer und das episch-balladeske Gedicht über die Tannhäuser-Legende aus den Neuen Gedichten verarbeitete der Komponist in Tannhäuser und der Sängerkrieg auf Wartburg. All das hielt Wagner später nicht davon ab, Heine in seinem antisemitischen Pamphlet Das Judenthum in der Musik anzugreifen.
Nach Meinung des Musiktheoretikers und -kritikers Theodor W. Adorno ist die Geschichte des deutschen Kunstliedes undenkbar ohne Heine. Ihm zufolge wäre die „selbstvergessene Melancholie“ der Schumannschen Kompositionen ohne die spätromantischen Texte Heines nicht möglich gewesen.
Heines Bedeutung für das musikalische Schaffen hielt bis zum Ersten Weltkrieg an. Danach ließ der zunehmende Antisemitismus den „Heine-Boom“ weitgehend abflauen, bis er in der Zeit des Nationalsozialismus in Deutschland ganz zum Erliegen kam. Noch 1972 erfuhr die Schlager- und Chansonsängerin Katja Ebstein herbe Kritik von konservativer Seite, nachdem sie eine LP mit Liedern von Heinrich Heine veröffentlicht hatte. Heute greifen Musiker und Komponisten Heines Werk erneut auf, darunter auch Opernkomponisten wie Günter Bialas, dessen Oper Aus der Matratzengruft 1992 uraufgeführt wurde.

### Heine und die Menschenrechte
Heine begeisterte sich schon in jungen Jahren für die Idee der Menschenrechte. Mit seinem Verständnis dieser Rechte befasste sich 2022, zu Heines 225. Geburtstag, eine internationale wissenschaftliche Konferenz des Düsseldorfer Heinrich-Heine-Instituts, der Heinrich-Heine-Gesellschaft und der North American Heine-Society. In sieben Beiträgen interpretierten Historiker, Literatur- und Rechtswissenschaftler die von Heine in einer Reihe seiner Schriften enthaltenden Aussagen zu dem zu seiner Zeit aktuellen Thema der in der Amerikanischen und Französischen Revolution erklärten Menschenrechte. Wie der Literaturwissenschaftler Sebastian Wogenstein im Eröffnungsbeitrag schreibt, habe Heine sein „Bekenntnis zu einer Idee der Menschenrechte im Laufe der Zeit immer wieder neu und anders formuliert und das schließlich in der Forderung nach den ‚Gottesrechten des Menschen‘ mündet“. Was es mit diesen Gottesrechten auf sich hat, diskutiert der Philosoph und Germanist Willi Goetschel im abschließenden Beitrag der Konferenz. Die Umschrift von Menschen- zu Gottesrechten sei „weder religiös noch säkular gedacht, sondern [...] theologisch-politisch radikal, das heißt spinozistisch“, wobei Goetschel auf eine Passage aus Heines Schrift Französische Zustände verweist, in der dieser schreibt, dass die Erklärung der Menschenrechte weder aus Frankreich noch aus Amerika stammt, sondern „aus dem Himmel, dem ewigen Vaterland der Vernunft“. Der Germanist Christoph auf der Horst erläutert in seinem Konferenzbeitrag: „Mit Gottesrechten will Heine [...] eine bestimmte Qualifizierung des Rechtsbegriffs leisten und ihm eine universelle und ewige Allgemeingültigkeit beimessen“.

## Zitate über Heine
Aussagen von Zeitgenossen und Nachgeborenen über Heinrich Heine zeigen, wie sehr er über seinen Tod hinaus polarisiert hat und wie stark die Rezeption seines Werkes vom jeweiligen Zeitgeist geprägt war.

„Heine sagt sehr bissige Sachen, und seine Witze treffen ins Schwarze. Man hält ihn für von Grund auf böse, aber nichts ist falscher; sein Herz ist so gut wie seine Zunge schlecht ist. Er ist zärtlich, aufmerksam, aufopfernd, in der Liebe romantisch, ja schwach, und eine Frau kann ihn unbegrenzt beherrschen.“

„Wenn Deutschland Heine nicht liebt, nehmen wir ihn gerne auf, aber leider liebt Heine Deutschland über Gebühr.“

„Heine ist von den meisten anderen Dichtern verschieden, weil er alle Scheinheiligkeit verachtet, er zeigt sich stets als der, welcher er ist, mit allen menschlichen Eigenschaften und allen menschlichen Fehlern.“

„Vergessen die Herren denn ganz, daß Heine ein Liederdichter ist, neben dem nur noch Goethe genannt werden darf?“

„Den höchsten Begriff vom Lyriker hat mir Heinrich Heine gegeben. Ich suche umsonst in allen Reichen der Jahrtausende nach einer gleich süßen und leidenschaftlichen Musik. Er besaß eine göttliche Bosheit, ohne die ich mir das Vollkommene nicht zu denken vermag (…). – Und wie er das Deutsche handhabt! Man wird einmal sagen, dass Heine und ich bei weitem die ersten Artisten der deutschen Sprache gewesen sind.“

„Überhaupt ist Heine, der Jude – und damit kommen wir zum Hauptpunkt – der schlimmste Feind des Deutschtums gewesen, um so gefährlicher, weil er dessen Stärken und Schwächen so genau kannte, jene, sie instinktiv fürchtend, durch geschicktes Komödienspiel für sich unschädlich zu machen suchte, mit diesen schamlos paktierte. Man lese einfach ‚Deutschland, ein Wintermärchen‘ und beobachte, ob nicht gerade durch das, was Heine angreift und verspottet, das neue Deutschland groß und stark geworden, und, was er erhebt, noch heute ein fressender Schaden bei uns ist. Es gehörte der ganz unglaubliche Mangel an nationalen Instinkten dazu, um Heine, dessen Halunkentum zuletzt doch ganz augenscheinlich ist, wirklich zu einem deutschen Lieblingsautor werden zu lassen.“

„Wenn man einem deutschen Autor nachsagt, er müsse bei den Franzosen in die Schule gegangen sein, so ist es erst dann das höchste Lob, wenn es nicht wahr ist. Denn es will besagen: er verdankt der deutschen Sprache, was die französische jedem gibt. Hier ist man noch sprachschöpferisch, wenn man dort schon mit den Kindern spielt, die hereingeschneit kamen, man weiß nicht wie. Aber seit Heinrich Heine den Trick importiert hat, ist es eine pure Fleißaufgabe, wenn deutsche Feuilletonisten nach Paris gehen, um sich Talent zu holen. (…) Esprit und Grazie, die gewiß dazu gehört haben, auf den Trick zu kommen und ihn zu handhaben, gibt er selbsttätig weiter. Mit leichter Hand hat Heine das Tor dieser furchtbaren Entwicklung aufgestoßen, und der Zauberer, der der Unbegabung zum Talent verhalf, steht gewiß nicht allzu hoch über der Entwicklung. (…) Ihren besten Vorteil dankt sie jenem Heinrich Heine, der der deutschen Sprache so sehr das Mieder gelockert hat, daß heute alle Kommis an ihren Brüsten fingern können.“

„Er ist der unsterbliche Vater der modernen deutschen Prosa, ob sie nun die Schönheit der Landschaft und des Lebens widerstrahlt oder die Kümmerlichkeit des deutschen Spießbürgertums verhöhnt. Von ihm aus gehen jene deutschen politischen Dichter, die von Frank Wedekind bis Bertolt Brecht, von Erich Mühsam bis Erich Weinert allen Leidenden, Gequälten, Verfolgten und Rebellen das Bürgerrecht in der Weltliteratur erworben haben.“

„Die Zahl der deutschen Kriegerdenkmäler zur Zahl der deutschen Heine-Denkmäler verhält sich hierzulande wie die Macht zum Geist.“

„Heine ist der amüsanteste deutsche Klassiker. Er hat alle Vorzüge eines genialen Journalisten, alle grimmigen Tugenden eines Humoristen. Er ist ein großer Lyriker. Mit dem ganzen Märchenglanz und Traumleben der Romantik blieb er der witzigste Realist der deutschen Literatur.“

„Heine riss die Poesie, riss das Wort, aus den dämmrigen Regionen der Klassik und der Romantik und pflanzte sie in die Mitte des Lebens. Ich glaube, er war der erste wahrhaft moderne deutsche Schriftsteller, verwurzelt in seiner Zeit und doch Jahrzehnte, Jahrhunderte, dieser voraus. Dies Leben, spürte er, kann nicht getrennt betrachtet werden von dem sozialen Kampf und den politischen Auseinandersetzungen. In seinem Werk schuf Heine, der Dichter des tiers état, eine Synthese zwischen Leben und Kunst, und er tat das unter den schwierigsten, quälendsten Bedingungen: der Metternich-Reaktion in Deutschland, den Zwängen des Exils, und seines Judentums, der Zugehörigkeit zu einer Minderheit, die damals so wie heute unterdrückt wurde. Die Zwänge, unter denen er arbeiten musste, waren aber auch der Ansporn seines schöpferischen Geistes, und da diese Zwänge, nur leicht verändert, bis heute gelten, tragen sie dazu bei, sein Werk so erschreckend aktuell zu halten und ihm Gültigkeit zu verleihen auch für jetzt.“

„Es fehlt in Heines Heimat an der Zivilcourage eines offenen Bekenntnisses zu dem Sänger eines neuen Liedes, eines besseren Liedes, um so mehr als dieser die unverzeihliche Sünde begangen hat, als Sohn jüdischer Eltern das Licht der Welt zu erblicken.“

„Der Wohlklang, der Scharfsinn und der Stil – und damit ist schon charakterisiert, was Heines bahnbrechendes Werk von beinahe allen seinen Vorgängern und beinahe allen seinen Nachfolgern unterscheidet. Bahnbrechend? Ist das nicht ein gar zu großes Wort? Nein, ich nehme es nicht zurück, ich werde es auch nicht abmildern […]. Ihm ist geglückt, was Europa den Deutschen kaum mehr zutraute: ein Stück Weltliteratur in deutscher Sprache.“

„Die Wunde Heine beginnt zu vernarben, schief.“

„Es war schon immer sehr schwierig, etwas über Heine zu sagen, was dieser nicht längst von sich selbst gesagt hätte. Heine hat sich – seine Rolle, seine Person und Arbeit – unermüdlich reflektiert, sowohl schonungslos selbstkritisch wie auch selbstverliebt, und was er über sich sagte, war trotz der Fallstricke narzisstischer Selbstbespiegelung selten ganz falsch.“

## Werke (Auswahl)

### Originalausgaben
Nach Erscheinungsjahr in Buchform

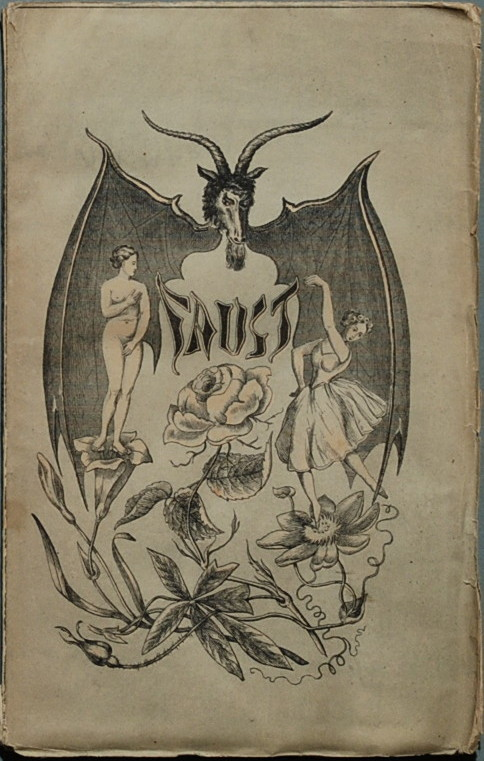
Heinrich Heine: Der Doktor Faustus. Originalbroschur des Erstdruckes

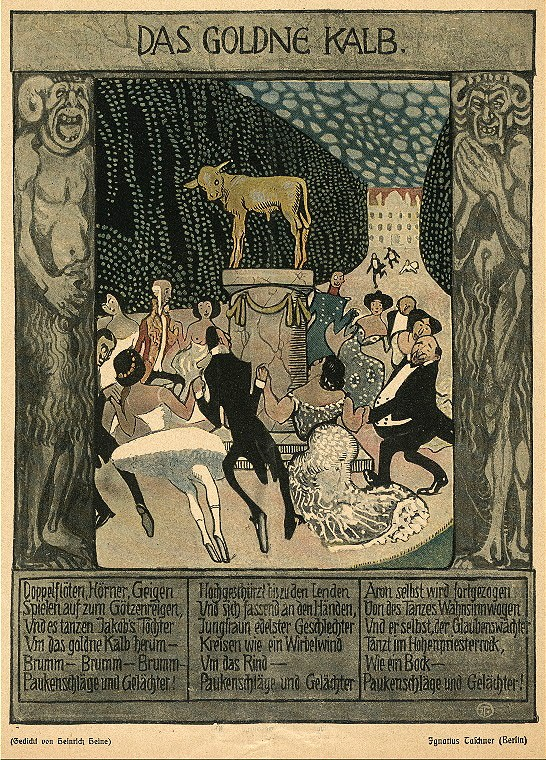
Das Gedicht Das goldne Kalb, illustriert von Ignatius Taschner (um 1900)

- 1821: Gedichte. Maurerische Verlagsbuchhandlung, Berlin.
- 1822: Briefe aus Berlin. Anonym im Verlag des Rheinisch-Westfälischen Anzeigers, Hamm.
- 1823: Tragödien nebst einem lyrischen Intermezzo (darin William Ratcliff, Almansor und Lyrisches Intermezzo), „Ferd. Dümmlersche Verlagsbuchhandlung“, Berlin.
- 1824: Dreiunddreißig Gedichte
- 1826: Reisebilder. Erster Teil (darin Die Harzreise, Die Heimkehr, Die Nordsee. Erste Abteilung sowie verschiedene Gedichte; Digitalisat und Volltext im Deutschen Textarchiv)
- 1827: Buch der Lieder (Digitalisat und Volltext im Deutschen Textarchiv)
- 1827: Reisebilder. Zweiter Teil  (darin Die Nordsee. Zweite und dritte Abteilung, Ideen. Das Buch Le Grand und Briefe aus Berlin; Digitalisat und Volltext im Deutschen Textarchiv)
- 1830: Reisebilder. Dritter Teil (darin Die Reise von München nach Genua und Die Bäder von Lucca; Digitalisat und Volltext im Deutschen Textarchiv)
- 1831: Einleitung zu Kahldorf über den Adel sowie Reisebilder. Vierter Teil (darin Die Stadt Lucca und Englische Fragmente; Digitalisat und Volltext im Deutschen Textarchiv)
- 1832: Französische Zustände
- 1834: Der Salon. Erster Teil (darin Französische Maler, Aus den Memoiren des Herren von Schnabelewopski sowie verschiedene Gedichte)
- 1835: Der Salon. Zweiter Teil (darin Zur Geschichte der Religion und Philosophie in Deutschland und der Gedichtzyklus Neuer Frühling)
- 1836: Der Salon. Dritter Teil (darin Florentinische Nächte und Elementargeister)
- 1836: Die romantische Schule
- 1837:[259] Über den Denunzianten. Eine Vorrede zum dritten Teil des Salons. Einleitung zu Don Quixote sowie Der Salon. Dritter Teil
- 1838: Der Schwabenspiegel
- 1839: Shakespeares Mädchen und Frauen sowie Schriftstellernöten
- 1840: Ludwig Börne. Eine Denkschrift sowie Der Salon. Vierter Teil (darin Der Rabbi von Bacherach, Über die französische Bühne und verschiedene Gedichte)
- 1844: Neue Gedichte (Titelblatt in der Wikiversity), teils darin, daneben auch separat erschien das satirische Versepos Deutschland. Ein Wintermärchen (Digitalisat und Volltext im Deutschen Textarchiv)
- 1847: Atta Troll – Ein Sommernachtstraum
- 1851: Romanzero und Der Doktor Faust. Ein Tanzpoem
- 1854: Vermischte Schriften (drei Bände, darin Geständnisse, Die Götter im Exil, Die Göttin Diana, Ludwig Marcus, Gedichte 1853 und 1854, Lutetia. Erster Teil und Lutetia. Zweiter Teil)

### Aus dem Nachlass
- 1857: Tragödien
- 1869: Letzte Gedichte und Gedanken
- 1884: Memoiren (1854–1855 geschrieben)
- 1892: Heinrich Heines Familienleben. 122 Familienbriefe des Dichters und 4 Bilder. (Digitale Rekonstruktion: UB Bielefeld)

### Gesamtausgaben

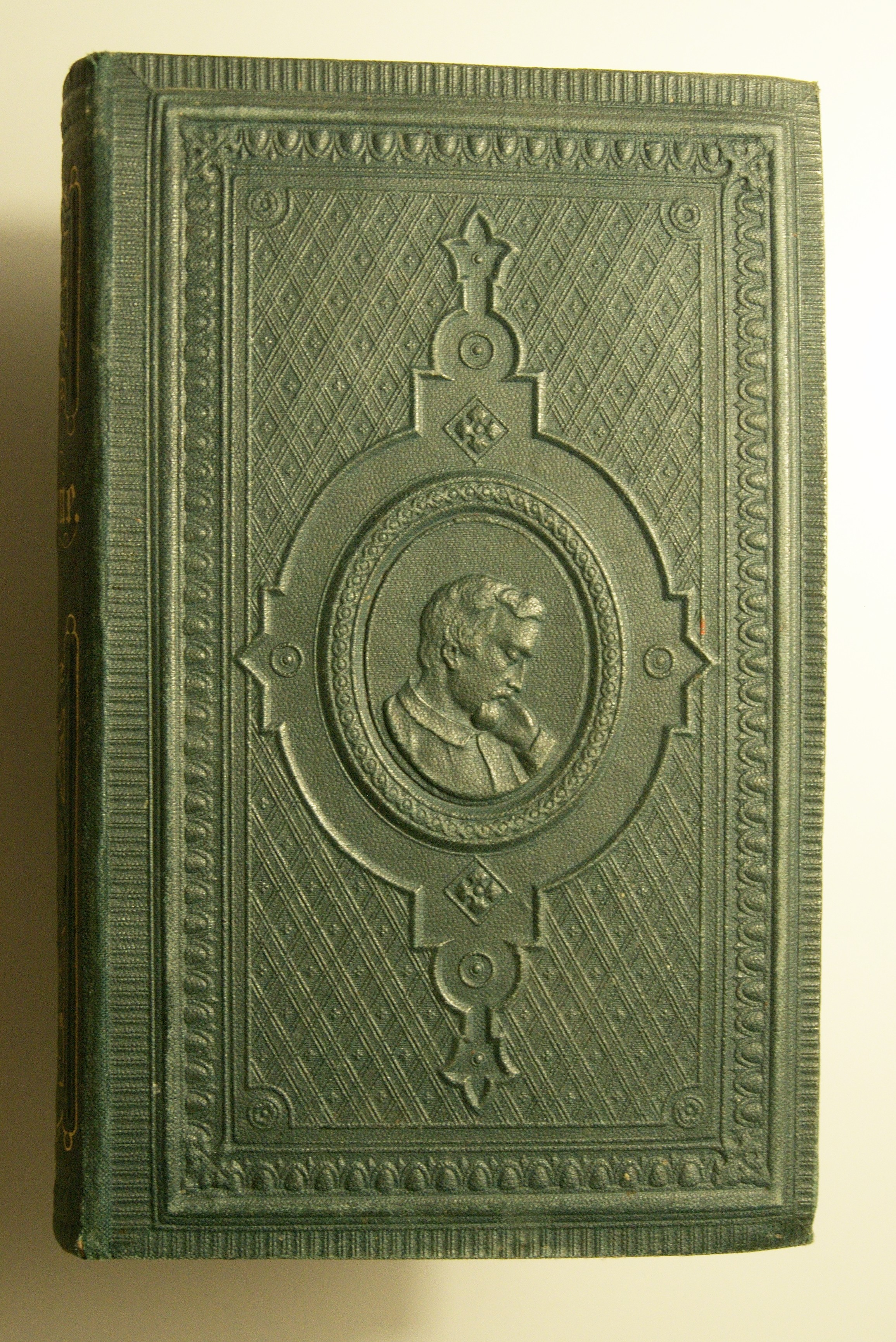
Einband der Gesamtausgabe von 1867

- Heinrich Heine’s sämmtliche Werke. 9 Doppelbände. Hoffmann und Campe, Hamburg 1867. Digitalisat
- Sämmtliche Werke. Rechtmäßige Original-Ausgabe. Hrsg. von Adolf Strodtmann. 21 Bände und 2 Supplementbände. Hoffmann und Campe, Hamburg 1861–1884.
- Heinrich-Heine-Säkularausgabe (HSA). Werke, Briefwechsel, Lebenszeugnisse. Hrsg. von Nationale Forschungs- und Gedenkstätten der klassischen deutschen Literatur in Weimar / Centre National de la Recherche Scientifique in PariS. 53 Bände, Akademie Verlag, Berlin 1970 ff. Die Briefausgaben sind online zugängig im Heinrich-Heine-Portal
- Düsseldorfer Heine-Ausgabe (DHA): Heinrich Heine. Historisch-kritische Gesamtausgabe der Werke. Hrsg. von Manfred Windfuhr. 16 Bände, Hoffmann & Campe, Hamburg 1973–1997. Online zugängig im Heinrich-Heine-Portal
- Klaus Briegleb (Hrsg.): Heinrich Heine. Sämtliche Schriften. 6 Bände. Hanser, München 1968–1976, ISBN 978-3-446-10726-7.
  - Taschenbuch-Ausgabe: dtv, München 2005, ISBN 3-423-59074-2.
- Hans Kaufmann: Heinrich Heine. Werke und Briefe in zehn Bänden. 2. Auflage. Aufbau-Verlag, Berlin/Weimar 1972.
- Sämtliche Werke in 4 Bänden. 4. Auflage. Artemis & Winkler, München 2006, ISBN 978-3-538-05107-2.
  - Lizenzausgabe für die Wissenschaftliche Buchgesellschaft, Darmstadt 1992–1994.

### Neuere Ausgaben (Auswahl)
- Poesiealbum 3. Verlag Neues Leben, Berlin 1967.
- Die Prosa nimmt mich auf in ihre weiten Arme. Verrisse und Visionen. Hanser, München 1997, ISBN 3-446-19117-8.
- Buch der Lieder. Reclam, Stuttgart 1998, ISBN 3-15-002231-2.
- Ludwig Börne und Heinrich Heine. Ein deutsches Zerwürfnis. Bearb. v. Hans Magnus Enzensberger. Greno, Nördlingen 1986 (Die Andere Bibliothek).
- Aus den Memoiren des Herrn von Schnabelewopski, Manesse Verlag, Zürich 2001, ISBN 3-7175-4008-4.
- Auf Flügeln des Gesanges. Sämtliche Gedichte. Artemis & Winkler, Düsseldorf 2003, ISBN 3-538-06958-1.
- Sämtliche Gedichte in zeitlicher Folge in einem Band. 4. Auflage. Insel, Frankfurt am Main 2006, ISBN 3-458-33663-X.
- Denn das Meer ist meine Seele. Reisebilder, Prosa und Dramen. Artemis & Winkler, Düsseldorf 2003, ISBN 3-538-06959-X. Reisebilder, 1831

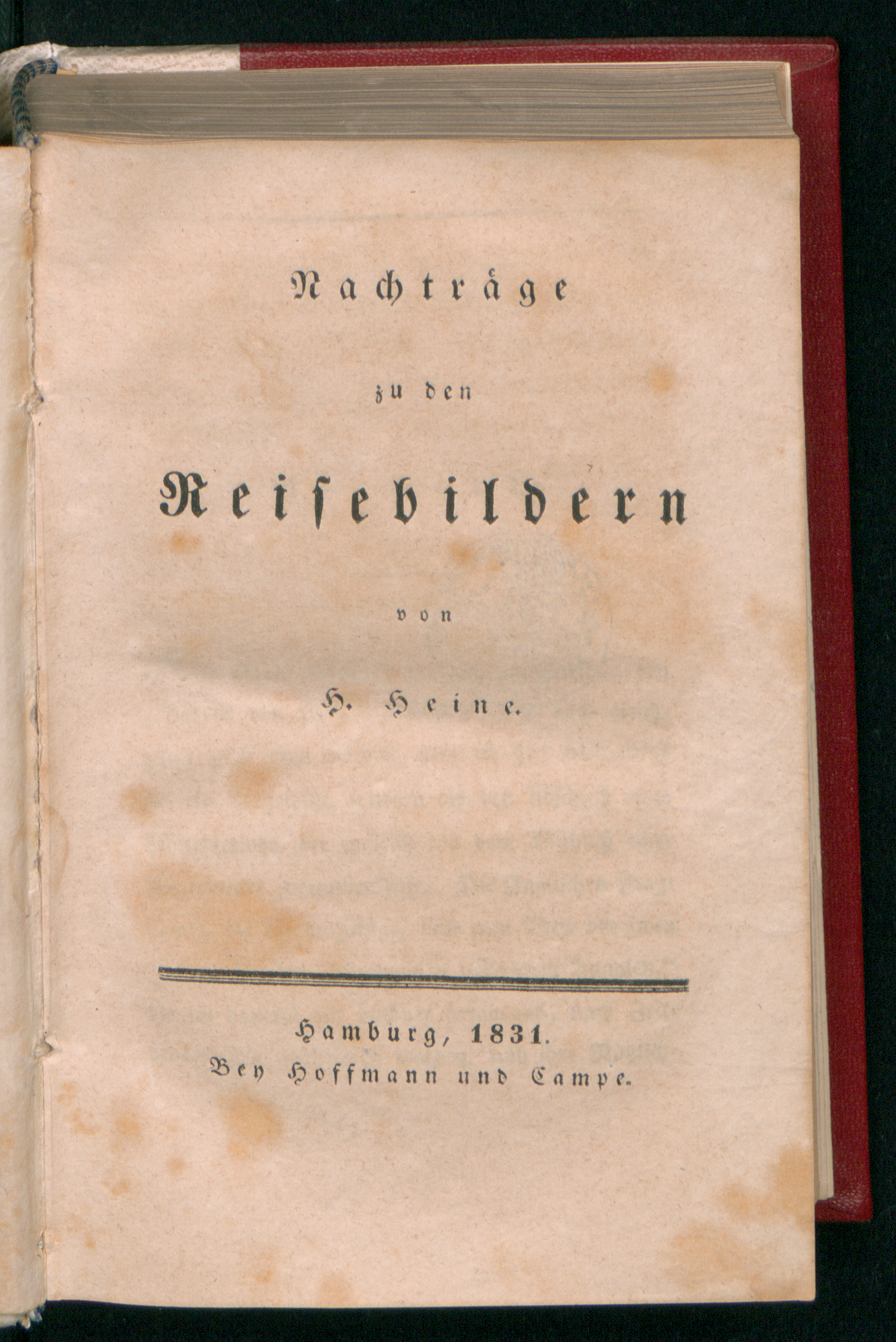
Reisebilder, 1831

- Die romantische Schule. Reclam, Stuttgart 2002, ISBN 3-15-009831-9.
- Die Worte und die Küsse sind wunderbar vermischt... Ein Heine–Lesebuch, Hrsg.: Bernd Kortländer, unter Mitarbeit von Martin und Ulrike Hollender, Philipp Reclam jun., Stuttgart, ISBN 3-15-010578-1
- Mit scharfer Zunge. 999 Aperçus und Bonmots (ausgewählt von Jan-Christoph Hauschild), dtv, München 2005, ISBN 3-423-13392-9.
- Confessio Judaica. Bekenntnis zum Judentum. Melzer, Neu-Isenburg 2006, ISBN 3-937389-97-0.
- Der Gott unserer Väter. Über Juden und Judentum. Klartext, Essen 2006, ISBN 3-89861-674-6.
- Ludwig Börne. Eine Denkschrift. in Heinrich Heine: Werke und Briefe in zehn Bänden. 2. Auflage. Band 6, Aufbau-Verlag Berlin und Weimar 1972 bei zeno.org.
- „… und grüssen sie mir die Welt“. Ein Leben in Briefen. Hoffmann und Campe, Hamburg 2005, ISBN 3-455-09512-7.
- Wilma Ruth Albrecht: Harry Heine. Shaker, Aachen 2007, ISBN 978-3-8322-6062-0.
- Mein Leben. Autobiographische Texte. (ausgewählt von J. A. Kruse), Insel, Frankfurt am Main 2005, ISBN 3-458-34854-9.
- Französische Zustände: Artikel IX vom 25. Juni 1832. Urfassung. Faksimile-Edition der Handschrift. Herausgegeben von Christian Liedtke. Mit einem Essay von Martin Walser, Hoffmann und Campe, Hamburg 2010, ISBN 978-3-455-40212-4.
- Lästerliche Schriften. Der Rabbi von Bacherach. Bibliothek der verbotenen Bücher, herausgegeben und eingeleitet von Heinz-Joachim Fischer, Marixverlag, Wiesbaden 2010, ISBN 978-3-86539-220-6.

### Einführungen und Gesamtdarstellungen
- Gerhard Höhn: Heine-Handbuch. Zeit, Person, Werk. 3., überarb. u. erw. Auflage. Metzler, Stuttgart 2004, ISBN 3-476-01965-9.
- Peter Uwe Hohendahl:  Heinrich Heine. Europäischer Schriftsteller und Intellektueller. Erich Schmidt, Berlin 2008, ISBN 978-3-503-09846-0.
- Bernd Kortländer: Heinrich Heine. Reclam, Stuttgart 2003, ISBN 3-15-017638-7.
- Jeffrey L. Sammons: Heinrich Heine (= Realien zur Literatur. SM 261). Metzler, Stuttgart 1991, ISBN 3-476-10261-0.
- Ralf Schnell: Heinrich Heine zur Einführung. Junius, Hamburg 1996, ISBN 3-88506-930-X.

### Tagungs- und Sammelbände
- Heine-Jahrbuch.
  - 1962–1972 hrsg. vom Heine-Archiv der Landes- und Stadtbibliothek Düsseldorf.
  - 1973–1976 hrsg. von Eberhard Galley, Heinrich-Heine-Institut, Düsseldorf.
  - 1977–2009 hrsg. vom Joseph A. Kruse, Heinrich-Heine-Institut, Düsseldorf.
  - 2010 ff. hrsg. Sabine Brenner-Wilczek, Heinrich-Heine-Institut, Düsseldorf.
- Wolfgang Kuttenkeuler (Hrsg.): Heinrich Heine. Artistik und Engagement. Metzler, Stuttgart 1977, ISBN 3-476-00347-7.
- Joseph A. Kruse u. a. (Hrsg.): Ich Narr des Glücks. Heinrich Heine 1797–1856. Bilder einer Ausstellung. Metzler, Stuttgart/Weimar 1997, ISBN 3-476-01525-4.
- Joseph A. Kruse u. a. (Hrsg.): Aufklärung und Skepsis. Internationaler Heine-Kongreß 1997 zum 200. Geburtstag. Metzler, Stuttgart 1998, ISBN 3-476-01621-8.
- Christian Liedtke (Hrsg.): Heinrich Heine. Neue Wege der Forschung. Wissenschaftliche Buchgesellschaft, Darmstadt 2000, ISBN 3-534-14466-X.
- Jeffrey L. Sammons: Heinrich Heine. Alternative Perspectives 1985–2005. Königshausen & Neumann, Würzburg 2006, ISBN 3-8260-3212-8.

### Zur Biografie
- Heinrich Heine Leben und Werk. Ausgewählt von Mathias Bertram, mit der Biographie »Heinrich Heine« von Jan-Christoph Hauschild und Michael Werner und der Monographie »Bei den Wassern Babels. Heinrich Heine – Jüdischer Schriftsteller in der Moderne« von Klaus Briegleb. Directmedia Publishing, Berlin 2005, CD–ROM, Digitale Bibliothek 7, ISBN 3-89853-907-5.
- Max Brod: Heinrich Heine (Biographie). Allert de Lange, Amsterdam 1934. (Neuausgabe: Heinrich Heine. Biographie (= Max Brod: Ausgewählte Werke.) Mit einem Vorwort von Anne Weber. Wallstein, Göttingen 2015, ISBN 978-3-8353-1340-8)
- Kerstin Decker: Heinrich Heine. Narr des Glücks. Propyläen, Berlin 2005, ISBN 3-549-07259-7.
- Volker Ebersbach: Der träumerische Rebell Heinrich Heine: Anekdoten. Boldt-Literaturverlag, Winsen/Luhe/Weimar 1997, ISBN 3-928788-18-3.
- Herbert Eulenberg: Heinrich Heine. Aufbau Verlag, Berlin 1947.
- Franz Futterknecht: Heinrich Heine. Ein Versuch. Narr, Tübingen 1985, ISBN 3-87808-820-5.
- Eberhard Galley: Heine, Christian Johann Heinrich. In: Neue Deutsche Biographie (NDB). Band 8, Duncker & Humblot, Berlin 1969, ISBN 3-428-00189-3, S. 286–291 (Digitalisat).
- Eberhard Galley: Heinrich Heine (1797–1856). In: Bernhard Poll (Hrsg.): Rheinische Lebensbilder. Band 4. Rheinland Verlag, Köln 1970, S. 175–190.
- Walter Grab: Heinrich Heine als politischer Dichter. Büchergilde Gutenberg, Frankfurt am Main 1992, ISBN 3-7632-4016-0.
- Elvira Grözinger: Heinrich Heine. Deutscher Dichter, streitbarer Publizist, politischer Emigrant. Hentrich & Hentrich, Berlin 2006, ISBN 3-938485-15-9.
- Wolfgang Hädecke: Heinrich Heine – Eine Biographie. Rowohlt, Reinbek 1989, ISBN 3-499-15975-9.
- Jan-Christoph Hauschild, Michael Werner: Der Zweck des Lebens ist das Leben selbst. Heinrich Heine. Eine Biographie. Kiepenheuer & Witsch, Köln 1997, ISBN 3-462-02644-5. (TB, Berlin Ullstein 1999: erweiterte Neuausgabe, Hardcover, Zweitausendeins, Frankfurt 2005, ISBN 3-86150-739-0)
- Jan-Christoph Hauschild (Hrsg.): Leben Sie wohl und hole Sie der Teufel. Biographie in Briefen. Aufbau Verlag, Berlin 2005, ISBN 3-351-03056-8.
- Maximilian Heine: Erinnerungen an Heinrich Heine und seine Familie. Berlin 1868.
- Jost Hermand: Heinrich Heine. Kritisch. Solidarisch. Umstritten. Böhlau Verlag, Köln 2007, ISBN 978-3-412-12206-5.
- Rolf Hosfeld: Heinrich Heine – Die Erfindung des europäischen Intellektuellen. Biographie. Siedler Verlag, München 2014, ISBN 978-3-88680-999-8.
- Gustav Karpeles: Heinrich Heine’s Biographie. Hoffmann & Campe, Hamburg 1885 (Digitalisat).
- Lew Kopelew: Ein Dichter kam vom Rhein. Heinrich Heines Leben und Leiden. Vom Autor mit Edith Kaiser überarbeitete Neuausgabe (dt. EA: Berlin 1981). dtv, München 1986.
- Joseph Anton Kruse: Heinrich Heine. (= BasisBiographien. 7). Suhrkamp, Frankfurt am Main 2005, ISBN 3-518-18207-2.
- Karl-Josef Kuschel: Gottes grausamer Spaß? Heinrich Heines Leben mit der Katastrophe. Patmos, Düsseldorf 2002, ISBN 3-491-70350-6.
- Christian Liedtke: Heinrich Heine. Rowohlt, Reinbek b. Hamburg 2006, 3. Aufl. 2017, ISBN 3-499-50685-8.
- Christian Liedtke, Sylvia Steckmest: Heinrich Heine in Hamburg. Mitteldeutscher Verlag, Halle (Saale) 2013, ISBN 978-3-95462-233-7 (= Stationen 6).
- Ludwig Marcuse: Heinrich Heine. Ein Leben zwischen Gestern und Morgen. Rowohlt, Berlin 1932. 2. Auflage: Rowohlt, Hamburg 1951.
- Ludwig Marcuse: Heinrich Heine in Selbstzeugnissen und Bilddokumenten. Rowohlt, Hamburg 1960, ISBN 3-499-50041-8.
- Ludwig Marcuse: Heinrich Heine. Melancholiker – Streiter in Marx – Epikureer. Rowohlt, Hamburg 1970, (Viele weitere Ausgaben, seit 1972 als Tb bei Diogenes)
- Fritz Mende: Heinrich Heine. Chronik seines Lebens und Werkes. 2. Auflage. Kohlhammer, Stuttgart u. a. 1981, ISBN 3-17-007092-4.
- Fritz Mende: Heine-Chronik. Daten zu Leben und Werk. München 1984, ISBN 978-3-423-03256-8
- Ernst Pawel: Der Dichter stirbt. Heinrich Heines letzte Jahre in Paris. Berlin Verlag, Berlin 1997, ISBN 3-8270-0233-8.
- Fritz J. Raddatz: Taubenherz und Geierschnabel. Heinrich Heine – Eine Biographie. Beltz, Weinheim 2006, ISBN 3-407-22176-2.
- Werner Steinberg: Der Tag ist in die Nacht verliebt. Kultur und Fortschritt, Berlin 1962.
- Martin Stolzenau: Wie Heinrich Heine auf die Insulaner blickte. Der vor 225 geborene Literat besuchte mehrmals die ostfriesischen Inseln. In: Wilhelmshavener Zeitung. 3. Dezember 2022, S. 45.
- Jochanan Trilse-Finkelstein: Gelebter Widerspruch. Heinrich-Heine-Biographie. Aufbau, Berlin 1997, ISBN 3-351-02461-4.
- Walter Wadepuhl: Heinrich Heine. Sein Leben und seine Werke. Böhlau, Köln 1974, ISBN 3-412-02674-3.
- Roland Hoja: Heines Lektüre-Begegnungen in der 'Matratzengruft. Aisthesis Verlag, Bielefeld 2006, ISBN 3-89528-538-2.

### Zu Werk und Rezeption
- Theodor W. Adorno: Die Wunde Heine. In: Ders.: Noten zur Literatur I. Suhrkamp, Frankfurt am Main 1958, S. 144–152.
- Theodor W. Adorno: Toward a Reappraisal of Heine. [1949]. In: Ders.: Gesammelte Schriften, Band 20.2: Vermischte Schriften II. Frankfurt am Main 1986, S. 441–452.
- Albrecht Betz: Ästhetik und Politik. Heinrich Heines Prosa. Hanser, München 1971.
  - Heinrich Heines Prosa. Ästhetik und Politik I. Rimbaud, Aachen 1999, ISBN 3-89086-833-9.
  - Der Charme des Ruhestörers. Ästhetik und Politik II. Rimbaud, Aachen 1997, ISBN 3-89086-820-7.
- Ralf G. Bogner (Hrsg.): Heinrich Heines Höllenfahrt. Nachrufe auf einen streitbaren Schriftsteller. Dokumente 1846–1858. (= Bibliotheca FunebriS. 1). Palatina, Heidelberg 1997, ISBN 3-932608-02-X.
- Klaus Briegleb: Opfer Heine? Versuche über Schriftzüge der Revolution. Suhrkamp, Frankfurt 1986, ISBN 3-518-28097-X.
- Klaus Briegleb: Bei den Wassern Babels. Heinrich Heine, jüdischer Schriftsteller in der Moderne. Deutscher Taschenbuch Verlag, München 1997, ISBN 3-423-30648-3.
- Jürgen Brummack (Hrsg.): Heinrich Heine. Epoche – Werk – Wirkung. C. H. Beck, München 1980, ISBN 3-406-07946-6.
- Lion Feuchtwanger: Heinrich Heines Rabbi von Bacherach. Mit Heines Erzählfragment. Eine kritische Studie. Dissertation an der Universität München 1907; Neuausgabe S. Fischer, Frankfurt am Main 1985, ISBN 3-596-25868-5.
- Eberhard Galley, Alfred Estermann (Hrsg.): Heinrich Heines Werk im Urteil seiner Zeitgenossen. (Fortgeführt von Sikander Singh und Christoph auf der Horst). 13 Bände. Hoffmann und Campe, Hamburg (ab Band 7 Stuttgart, Metzler) 1981–2006.
- Willi Goetschel: Heine and Critical Theory. Bloomsbury Academic, London u. a. 2019, ISBN 978-1-350-08726-2.
- Dietmar Goltschnigg, Hartmut Steinecke (Hrsg.): Heine und die Nachwelt. Geschichte seiner Wirkung in den deutschsprachigen Ländern. Schmidt, Berlin 2006–2011, ISBN 978-3-503-07989-6 (Bd. 1), ISBN 978-3-503-07992-6 (Bd. 2), ISBN 978-3-503-07993-3 (Bd. 3).
- Regina Grundmann: „Rabbi Faibisch. Was auf Hochdeutsch heißt Apollo“. Judentum, Dichtertum, Schlemihltum in Heinrich Heines Werk. Metzler, Stuttgart/Weimar 2008.
- Jürgen Habermas: Heinrich Heine und die Rolle des Intellektuellen in Deutschland. In: Ders.: Eine Art Schadensabwicklung (= Kleine politische Schriften, VI). Suhrkamp, Frankfurt am Main 1987, ISBN 3-518-11453-0, S. 25–54.
- Jürgen Habermas: Zeitgenosse Heine: „Es gibt jetzt in Europa keine Nationen mehr“ (Rede anlässlich der Verleihung des Heinrich-Heine-Preises der Stadt Düsseldorf am 14. Dezember 2012). In: Ders. Im Sog der Technokratie (= Kleine Politische Schriften. XII). Suhrkamp, Berlin 2013, ISBN 978-3-518-12671-4, S. 47–64.
- Walter Hinck: Die Wunde Deutschland. Heinrich Heines Dichtung im Widerstreit von Nationalidee, Judentum und Antisemitismus. Insel, Frankfurt am Main 1990, ISBN 3-458-16117-1.
- Gerhard Höhn: Heine. Baudelaire. Kontrastästhetik. In: Heine-Jahrbuch 2021. Springer, Berlin, S. 27–66.
- Hans Kaufmann: Heinrich Heine. Geistige Entwicklung und künstlerisches Werk. Aufbau, Berlin 1967.
- Hartmut Kircher: Heinrich Heine (= Literatur Kompakt. Bd. 1). Tectum, Marburg 2012, ISBN 978-3-8288-2924-4.
- Jürgen Klein (Hrsg.): Heinrich Heine. Dichter und Demokrat. Flandziu 2016/2, ISSN 1614-7170.
- Bernd Kortländer: „Ich bin ein deutscher Dichter“. Liebe und Unglück in Heines „Buch der Lieder“. In: Heine-Jahrbuch 2006. Metzler, Stuttgart-Weimar 2006, S. 59–73.
- Karl Kraus: Heine und die Folgen. In: Ders.: Untergang der Welt durch schwarze Magie. Kösel Verlag, München 1960, S. 188–219.
- Leo Kreutzer: Träumen, Tanzen, Trommeln. Heinrich Heines Zukunft. Suhrkamp, Frankfurt am Main 1997, ISBN 3-518-28929-2.
- Joseph Anton Kruse: Heine und die Folgen. Metzler, Stuttgart 2016, ISBN 978-3-476-02652-1.
- Helmut Landwehr: Der Schlüssel zu Heines Romanzero. Kovac, Hamburg 2000, ISBN 3-8300-0316-1.
- Christian Liedtke (Hrsg.): Heinrich Heine im Porträt. Wie die Künstler seiner Zeit ihn sahen. Hoffmann und Campe, Hamburg 2006, ISBN 978-3-455-09513-5.
- Christian Liedtke: Heinrich Heine. Ein ABC. Hoffmann und Campe, Hamburg 2015, ISBN 978-3-455-40335-0.
- Günter Metzner: Heine in der Musik. Bibliographie der Heine-Vertonungen. 12 Bände. Schneider, Tutzing 1989–1994.
- Walther Müller-Jentsch: Adornos ambivalente Heine-Rezeption. In: Heine-Jahrbuch 2019, S. 93–99.
- Günter Oesterle: Integration und Konflikt. Die Prosa Heinrich Heines im Kontext oppositioneller Literatur der Restaurationsepoche. Metzler, Stuttgart 1972, ISBN 3-476-00254-3.
- Paul Peters: Die Wunde Heine. Zur Geschichte des Heine-Bildes in Deutschland. Wissenschaftliche Buchgesellschaft, Darmstadt 1997.
- Josef Rattner, Gerhard Danzer: Heinrich Heine – Ein Sänger der Freiheit, auch für Eros und Sexus. In: Eros und Sexus – Ihre Befreier von 1500 bis 2000. Königshausen & Neumann, Würzburg 2007, ISBN 978-3-8260-3703-0, S. 81–94.
- T. J. Reed, Alexander Stillmark (Hrsg.): Heine und die Weltliteratur. Oxford 2000.
- Marcel Reich-Ranicki: Der Fall Heine. DVA, Stuttgart 1997, sowie dtv, München 2000, ISBN 3-423-12774-0.
- Marc Rölli, Tim Trzaskalik (Hrsg.): Heinrich Heine und die Philosophie. Turia + Kant, Wien 2007, ISBN 978-3-85132-475-4.
- Frank Schwamborn: Maskenfreiheit. Karnevalisierung und Theatralität bei Heinrich Heine. Iudicium-Verlag, München 1998, ISBN 3-89129-320-8.
- Renate Stauf, Cord-Friedrich Berghahn (Hrsg.): Poetische Zeitgenossenschaft. Heine-Studien. Universitätsverlag Winter, Heidelberg 2015, ISBN 978-3-8253-6565-3.
- Hartmut Steinecke: Heinrich Heine im Dritten Reich und im Exil. Schöningh, Paderborn 2008, ISBN 978-3-506-76688-5.
- Jürgen Voigt: O Deutschland, meine ferne Liebe … Der junge Heinrich Heine zwischen Nationalromantik und Judentum. Pahl-Rugenstein, Bonn 1993, ISBN 3-89144-174-6.
- Manfred Windfuhr: Heinrich Heine. Revolution und Reflexion. Metzler, Stuttgart 1969.